# Chiesa del Santissimo Crocifisso dell'Olmo
La Chiesa del Santissimo Crocifisso "dell'Olmo" è un luogo di culto cattolico della città di Mazzarino, appartenente alla diocesi di Piazza Armerina. Vi si venera un antico e miracoloso crocifisso ligneo, denominato "Signore dell'olmo", compatrono della città.
Dal punto di vista architettonico e urbanistico esso è uno degli edifici religiosi più antichi del centro storico. È, inoltre, una chiesa rettoriale afferente alla Basilica di Maria Santissima del Mazzaro.

## Storia

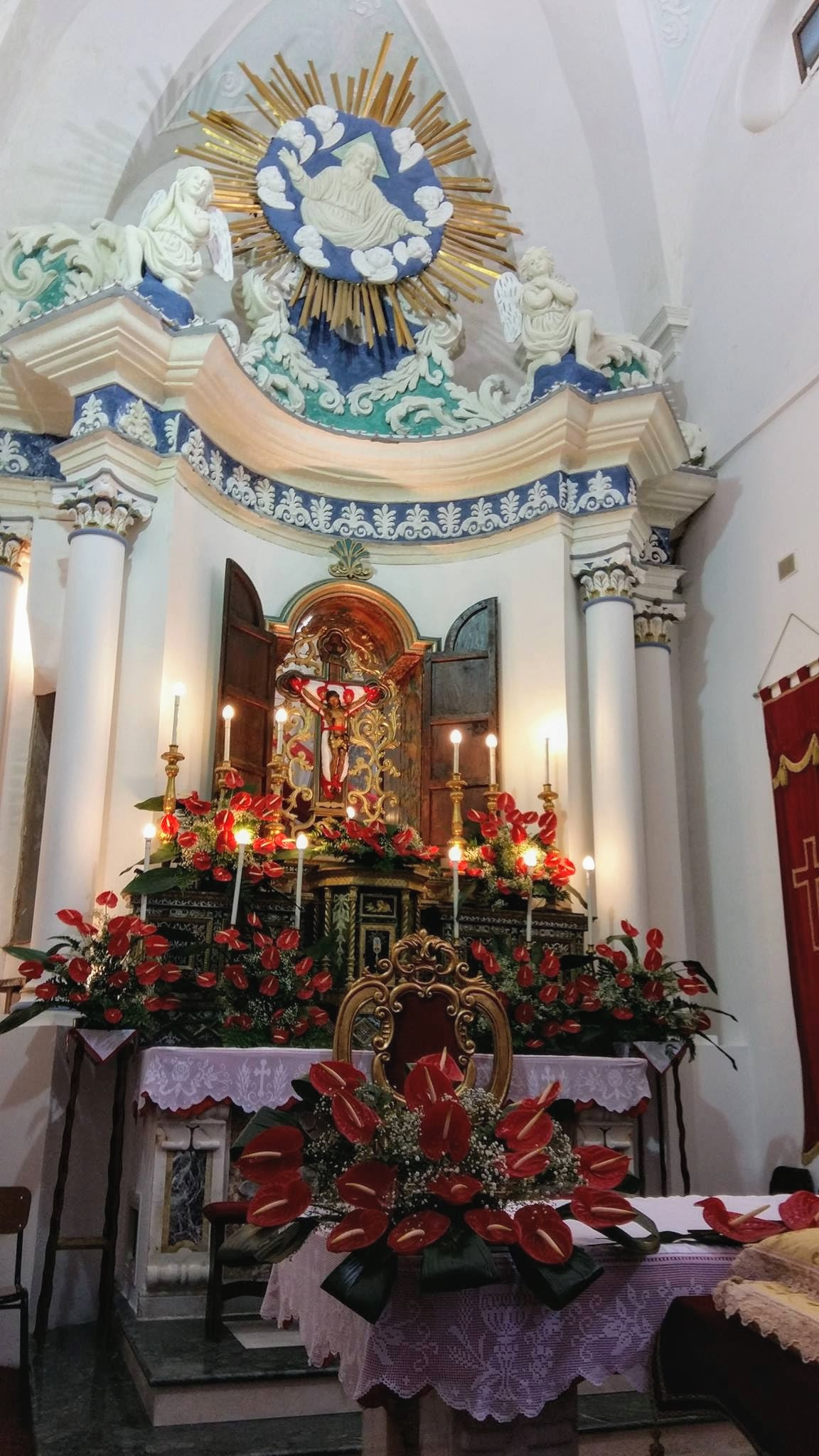
Altare maggiore

### Epoca normanna
L'impianto originario della chiesa risale al X-XI secolo, ovvero al periodo successivo alla riconquista normanna della Sicilia, e alla cacciata degli arabi, essa, infatti, fu fondata dagli Aleramici divenuti signori della città di Mazzarino, come riporta lo storico Pietro di Giorgio Ingala, nelle sue Ricerche e considerazioni storiche sull'antica città di Mazzarino, al fine di ripristinare il culto cristiano.
Secondo le fonti la chiesa originaria era in stile siculo-normanno, con archi a sesto acuto e con i soffitti costituiti da travi dorate e istoriate. 
Inizialmente i normanni dedicarono l'edificio alla Madonna dell'Itria o Odigitria, alla quale essi riservavano una speciale devozione come riporta un'incisione nella campana:
NICOLA CAMASTRA ET IOSEPHI CORVO PROCURATORIBUS.»
Sin dalle origini in questa chiesa è venerato un Crocifisso in stile normanno, detto delle grazie o dell'Olmo.
Il crocifisso acquisì, nel tempo, l'appellativo dell'olmo per via di un'antica leggenda tramandata dalla storiografia locale; così l'Ingala:
(P. Di Giorgio Ingala. Mazzarino, Ricerche e considerazioni storiche,1900.)
Fino al 1814 il santissimo crocifisso era l'antico patrono della città, mentre da quella data in poi venne proclamato dalla Sacra Congregazione dei riti compatrono unitamente alla Madonna del Mazzaro.

### Epoca spagnola

#### La ricostruzione post terremoto del 1693
La chiesa originaria subì ingenti danni e crolli a causa del terremoto del 11 gennaio del 1693 e venne ricostruita dalle fondamenta nel 1756 per volontà e voto del Marchese Filippo Bivona, originario di Messina, trasferitosi a Mazzarino per sfuggire alla peste del 1743.

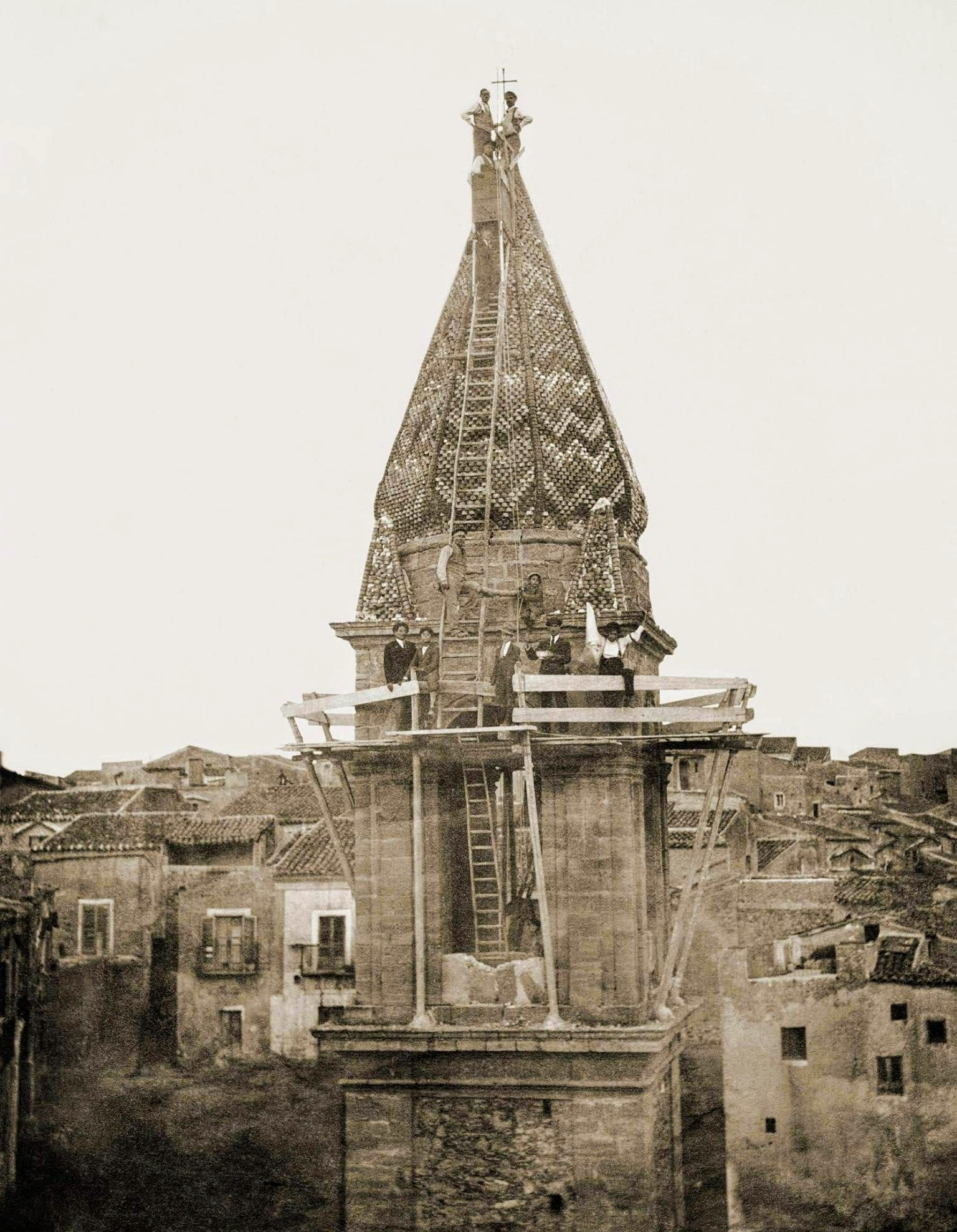
Anni 20-30 - restauro del campanile

Una lapide in marmo, posta al di sopra dell'ingresso, all'interno della chiesa, narra quanto il marchese Bivona fece per erigerla e le donazioni fatte verso la stessa:
IESU CRUCIFIXO PATRONO
TEMPLUM HOC NON ILLUD PERVETUSTUM, CUJUS VESTIGIA SI
COLUNNAS EXCIPIAS MODO NON ESTANT
DOMINUS FILIPPUS BIVONA
PUBLICUS HUIUS SICILIAE REGNI MERCATOR, TOTUM A FUNDAMENTIS EREXIT, CUJUS INSTAURATIONE ET DECORATIONE PATRONATUS JURA SIBI ET SUIS QUESITA TANDEM FUERE ACTAMEN AD
PERPETUAM SUAE DEVOTIONIS. MEMORIAM OMNIAQUE INTUS ET
EXTRA VIDETUR, IMMANE SEPOLTURAM, SANCTORUM IMMAGINEM
CRUCIFIXI HOC PORTATILE MONUMENTUM, CUJUSQUAE
ALTARIS
LAPIDEUM AMICTUM, CRISTALLINUM ILLUD AUREORUMQUE
AD CRUCIFIXI ALTARE
ORNAMENTUM, TURRIM ILLAM
TANDEM
EXTERNAM, NI SUPPELLECTILEM OMNEM VASAQUAE ARGENTEA
MEMOREM AERE PROPRIO PERFECIT
ANNO AB URBE REPARATIO
M.DCC.LVI»

## Confraternita
Nel 1881, in questa chiesa si impiantò la confraternita del Santissimo Crocifisso dell'Olmo o della Vara, col compito di portare in processione il pesante fercolo, la seconda domenica di maggio.

## Descrizione

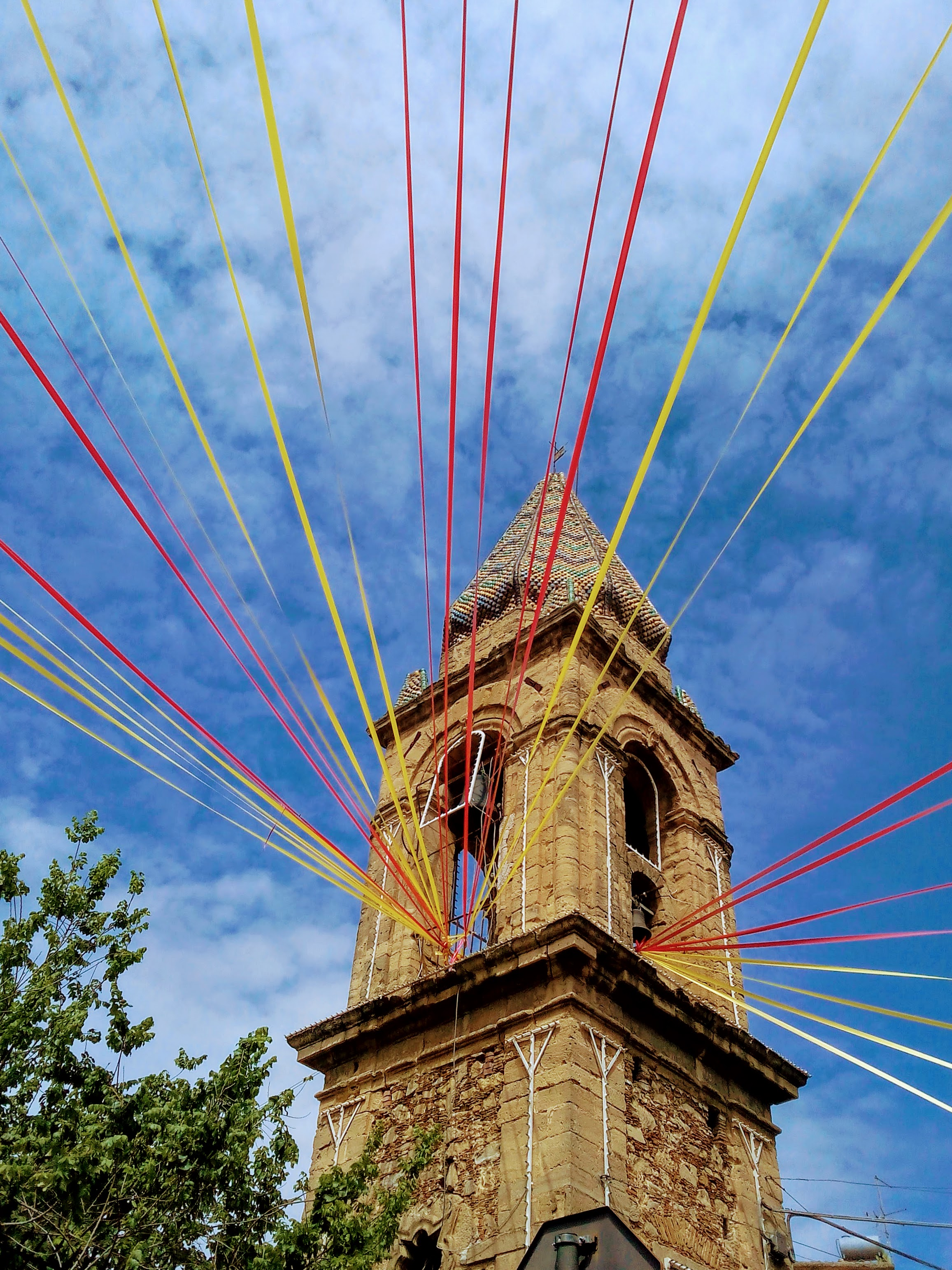
Campanile in maioliche

### Interno

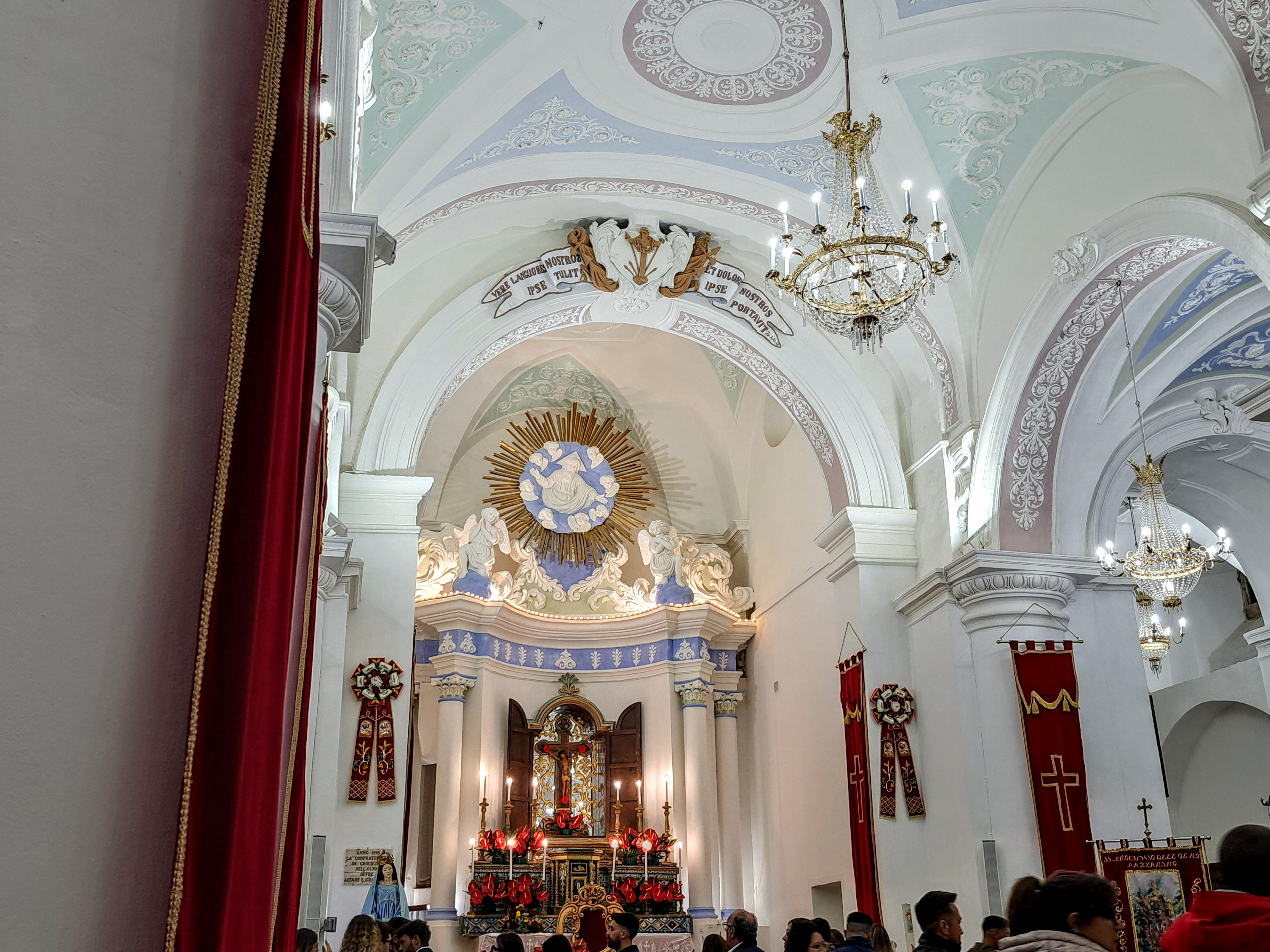
navata centrale

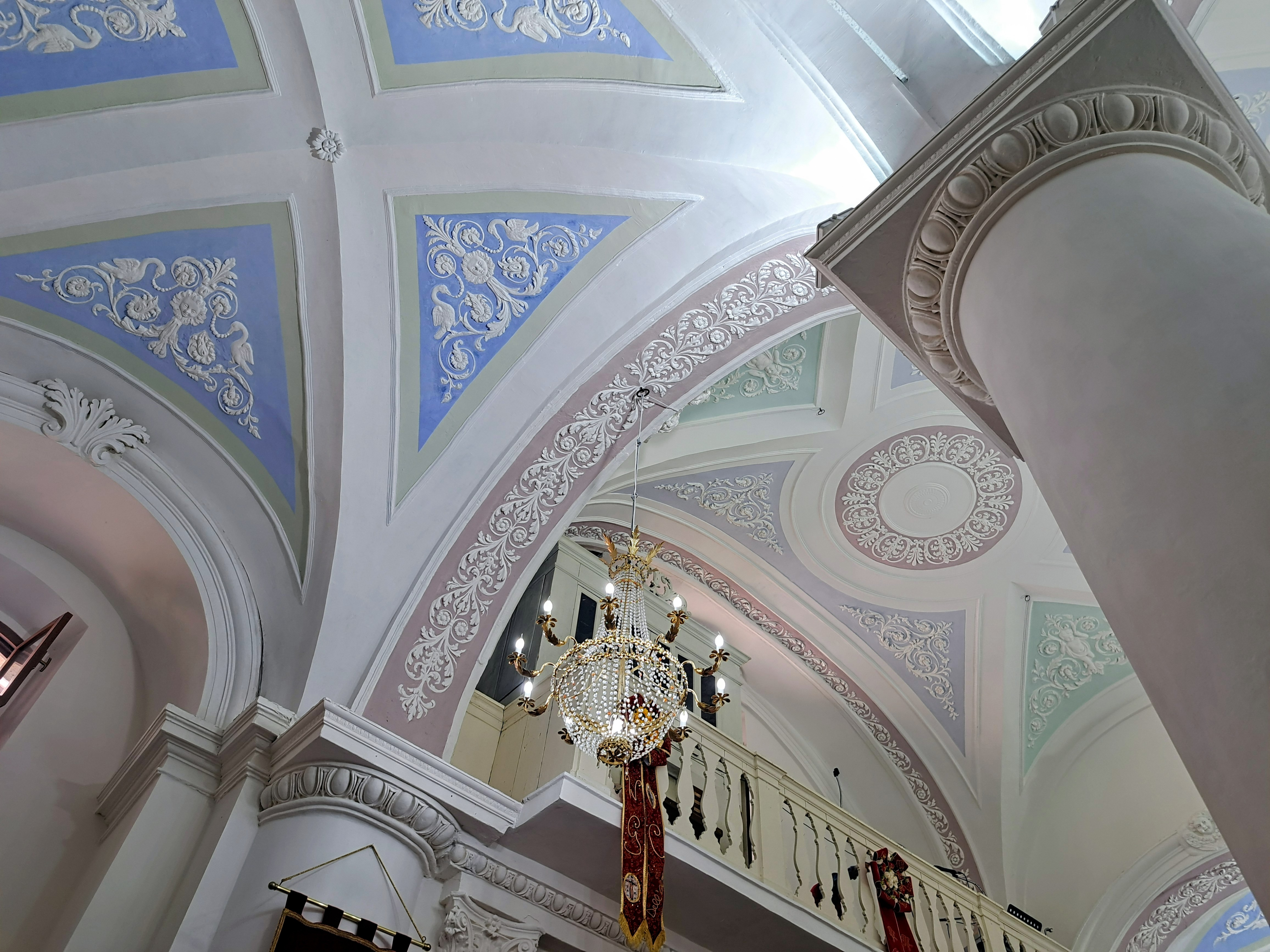
stucchi della volta

La chiesa, come ricostruita dal marchese Bivona, presenta tre navate, divise da quattro colonne cilindriche, che sorreggono quattro archi a tutto sesto, due per la navata di destra e due per quella di sinistra, con capitelli di ordine dorico. La volta è a botte, con decorazioni in stucco.

Nel 1886, Mons. Gaetano Quattrocchi, vescovo di Mazzara del Vallo, fece rivestire la chiesa di stucchi e bassorilievi, eseguiti dai fratelli Fantaguzzi da Barrafranca, in stile barocco siciliano.

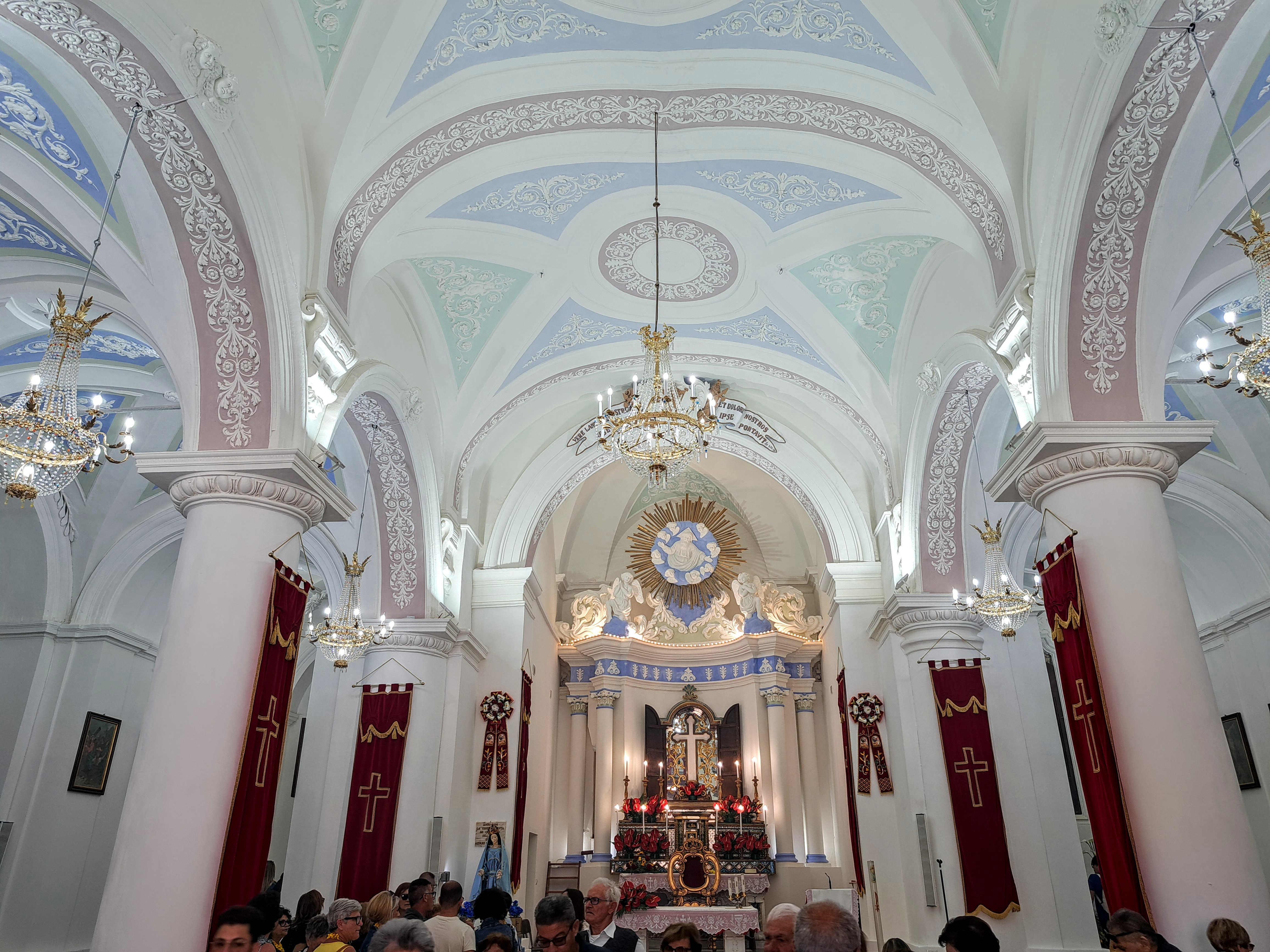
navata centrale

In chiesa, sulla sinistra dell'ingresso secondario, si trova il mausoleo, in marmo di carrara, a memoria del marchese Bivona, li sepolto.
L'edificio ha sette altari, compreso il maggiore, con mense intarsiate in marmi policromi e con tele di scuola pittorica siciliana databili tra il XVI-XVII.
Nella navata di destra il primo altare ha per dipinto la Maria Maddalena, opera del pittore palermitano Spenosa, come si può leggere nella dedica: Petrus Spenosa Panormitanus, Pinxiit ex devotio Filippi Bivona 1755.
Il secondo altare possiede un dipinto di ignoto autore che rappresenta la Madonna dell'Itria, cui la chiesa era anticamente dedicata.
Il terzo altare, dirimpetto e in fondo alla navata di destra, espone un'antica tela, risalente al XVI secolo raffigurante la Sacra famiglia.
Il primo altare di sinistra ha un dipinto rappresentante l'Arcangelo Michele, il secondo, invece, è dedicato alla Madonna di Monserrato.

Il terzo altare di sinistra, anche esso dirimpetto e in fondo alla navata, espone un'antica tela, risalente al XVI secolo della Madonna delle Grazie, di ignoto autore.

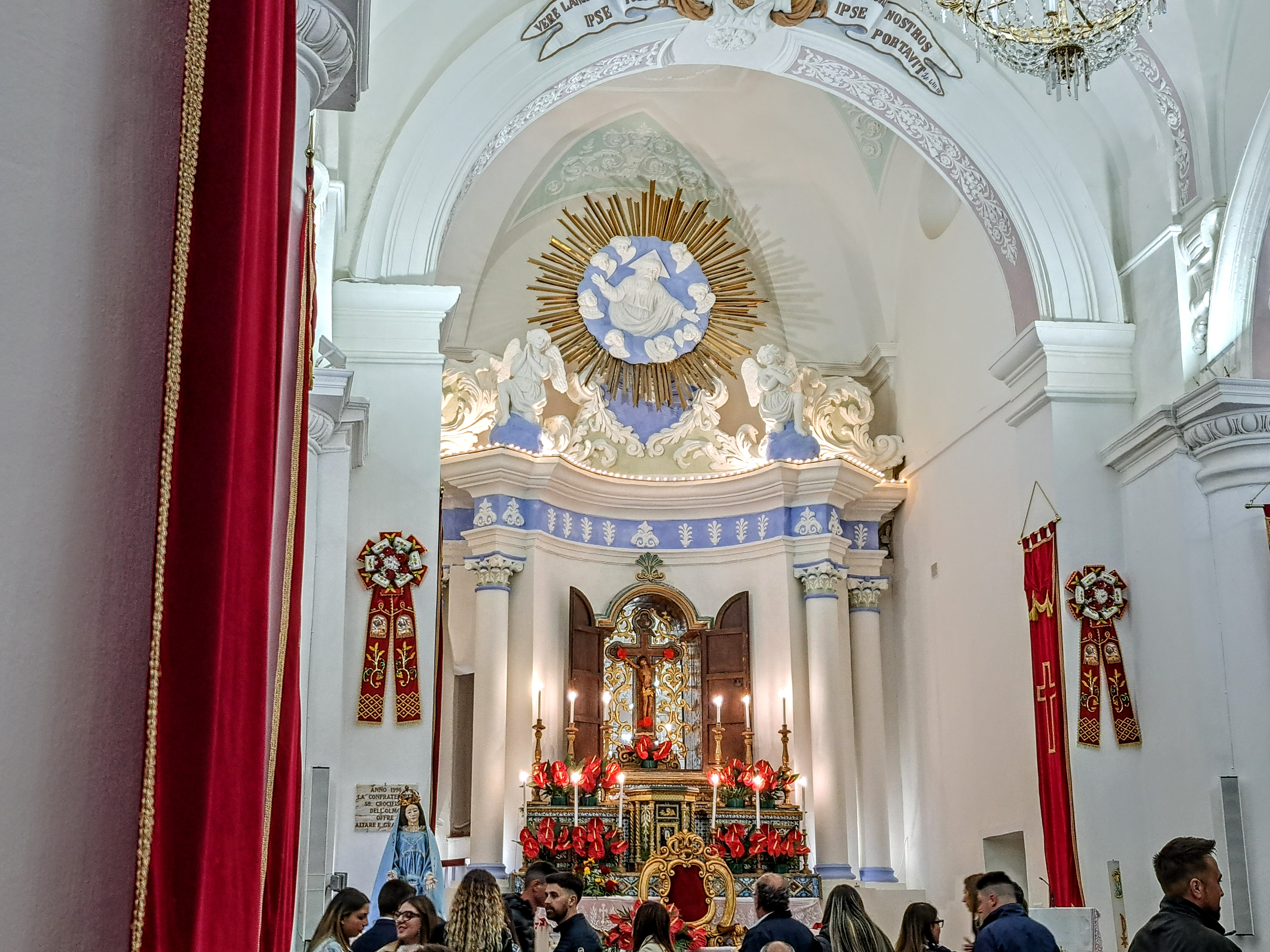
Altare maggiore
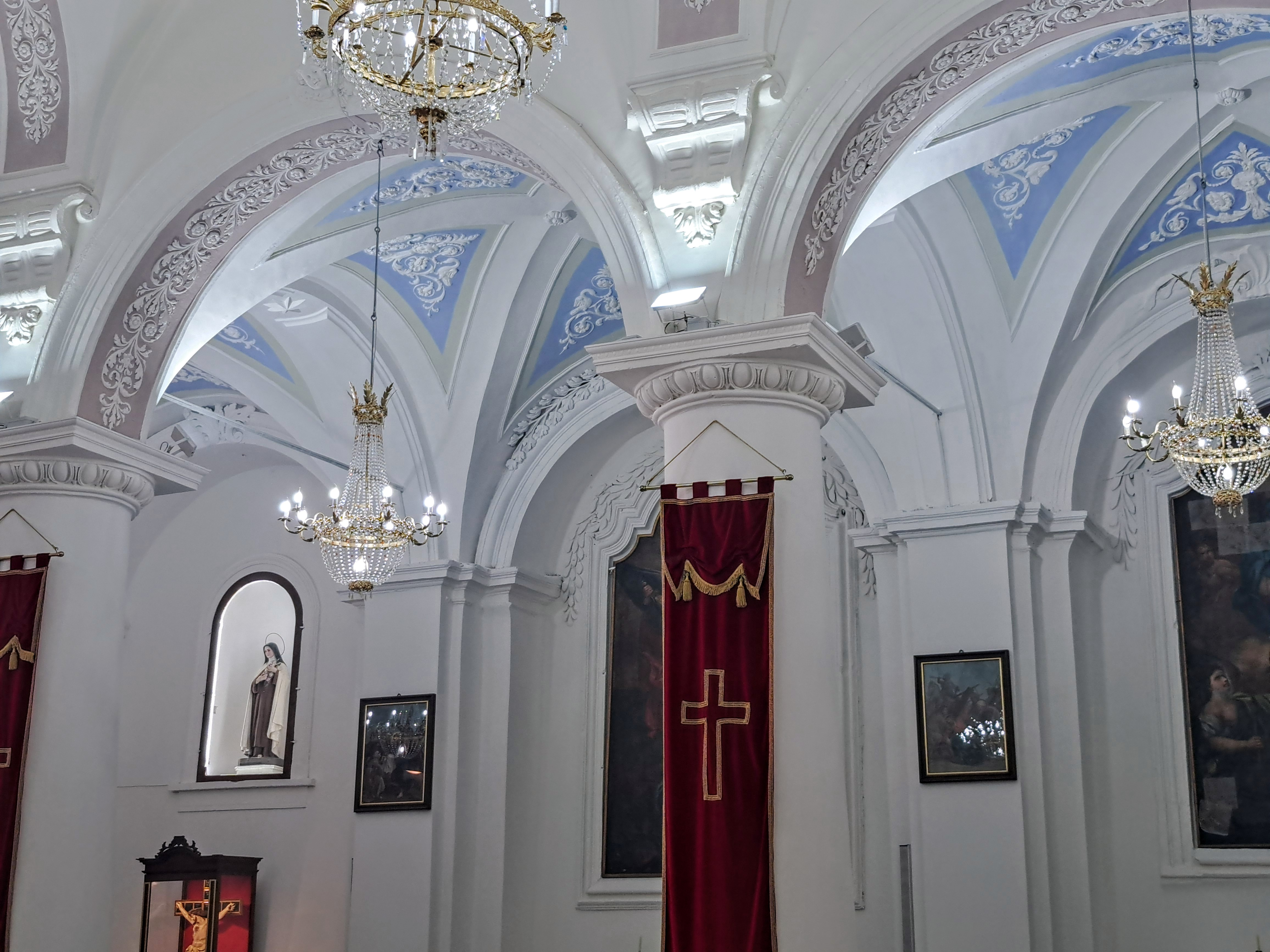
navata di destra
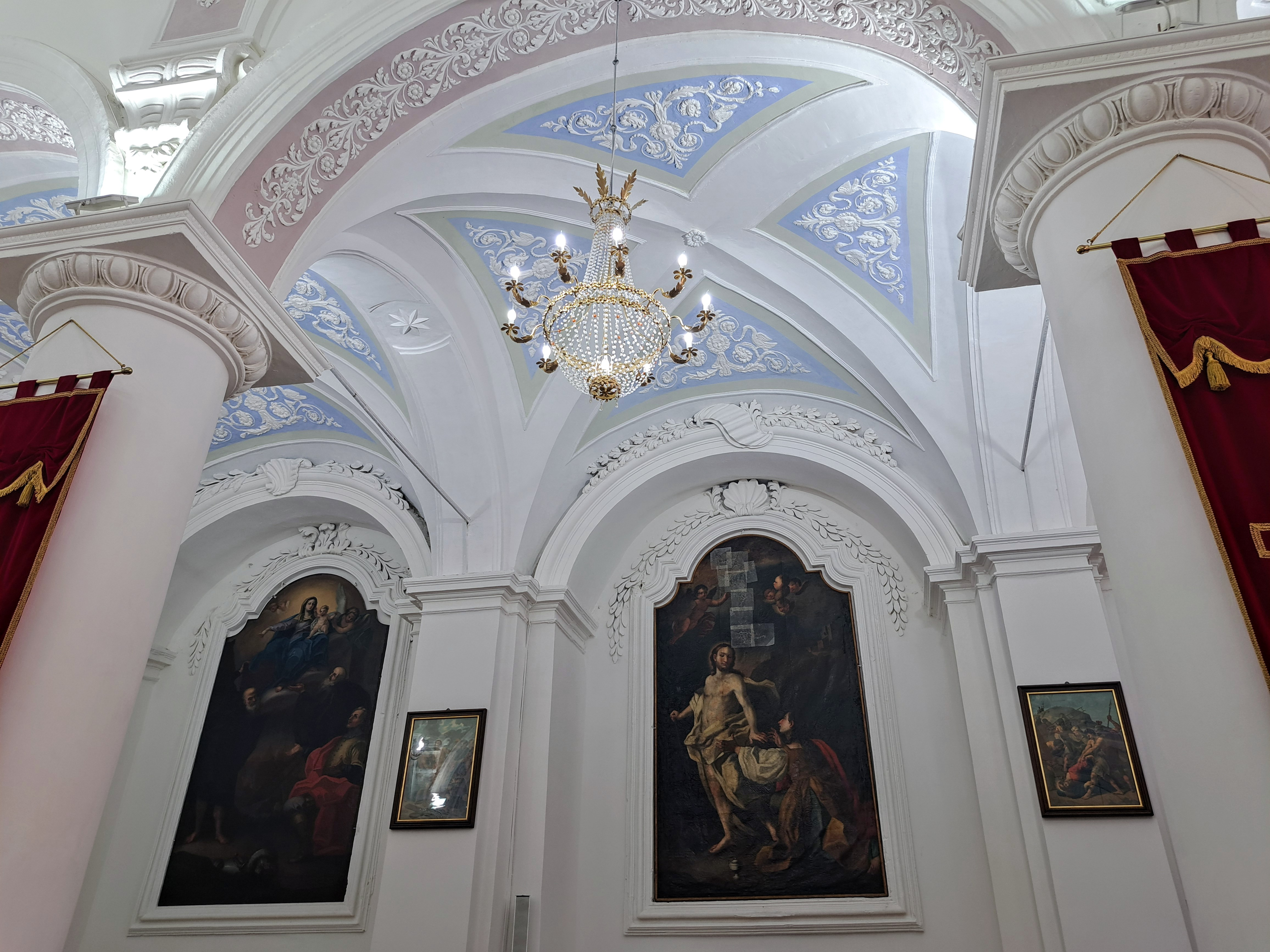
navata di sinistra
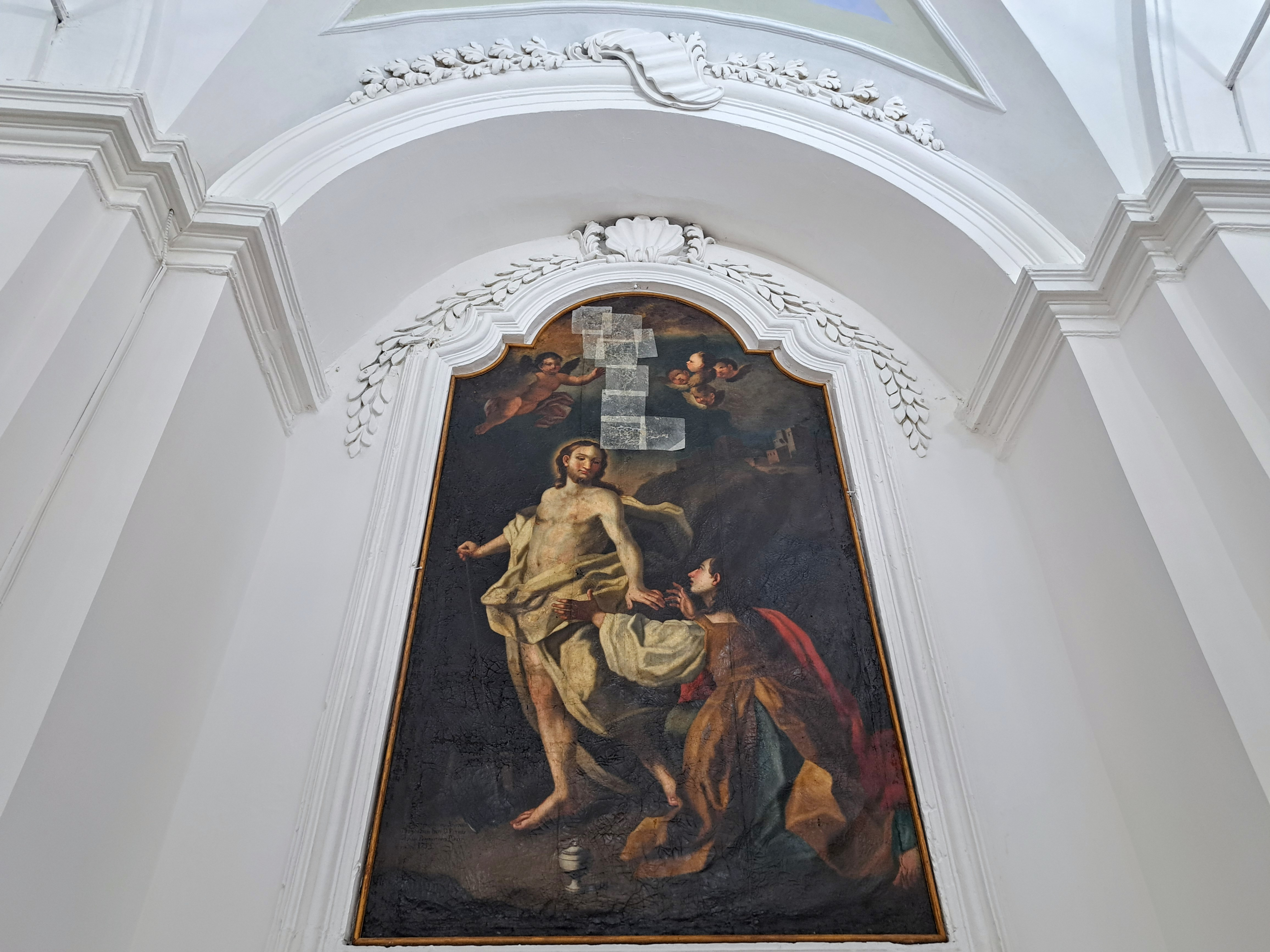
Santa Maria Maddalena
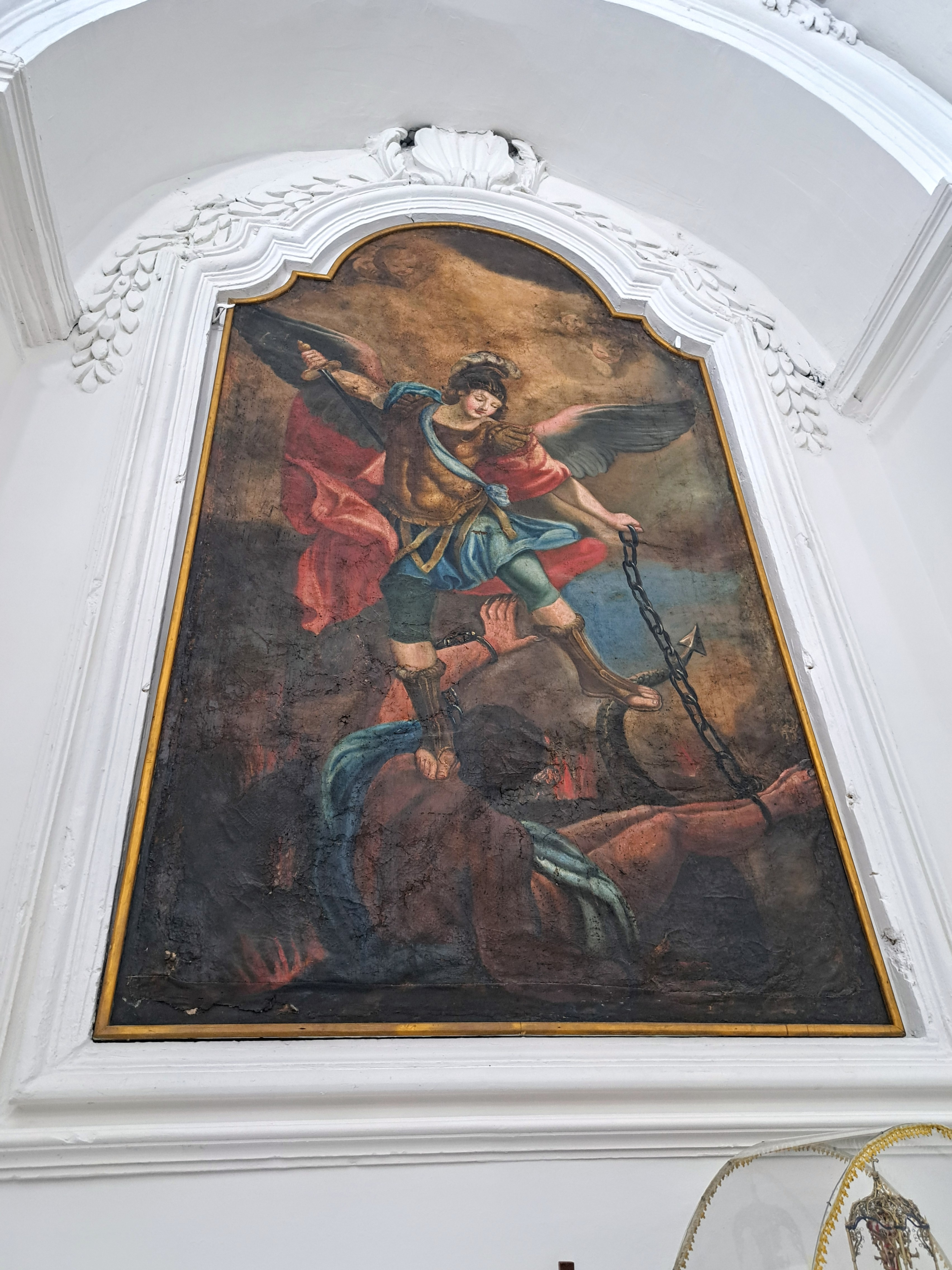
San Michele arcangelo
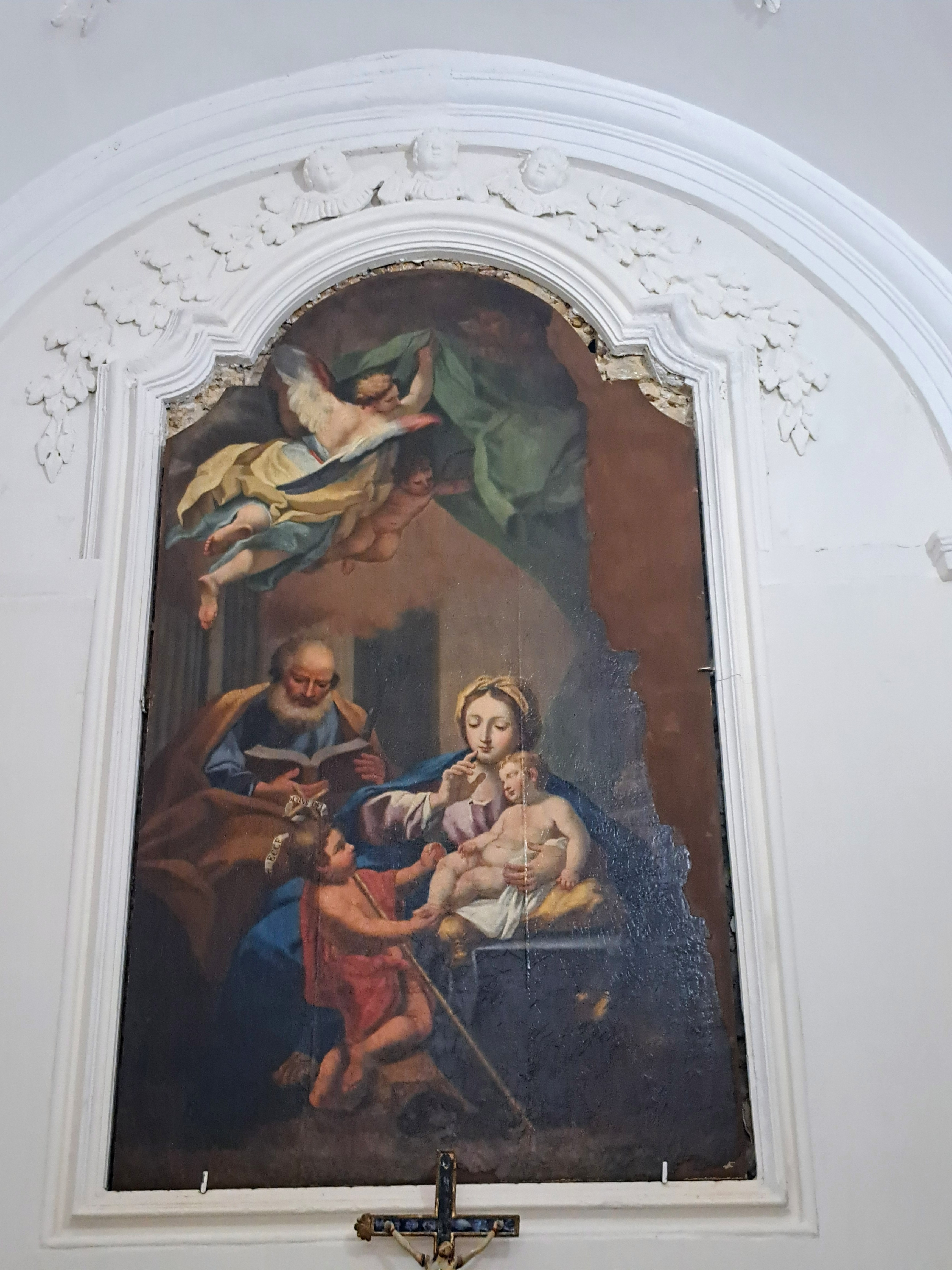
La sacra famiglia e San Giovannino
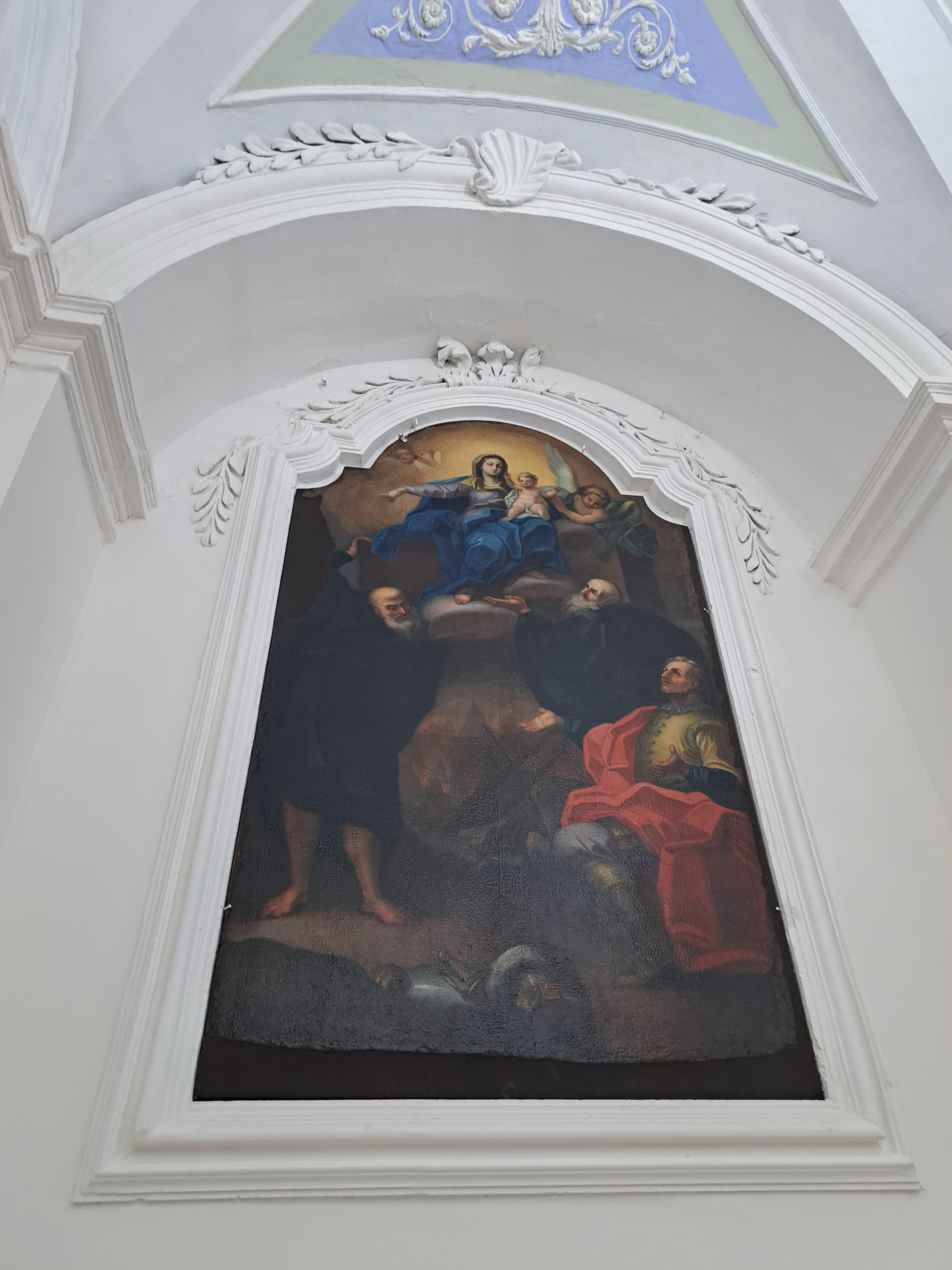
la Madonna "dell'Itria o dell'Odigitria"
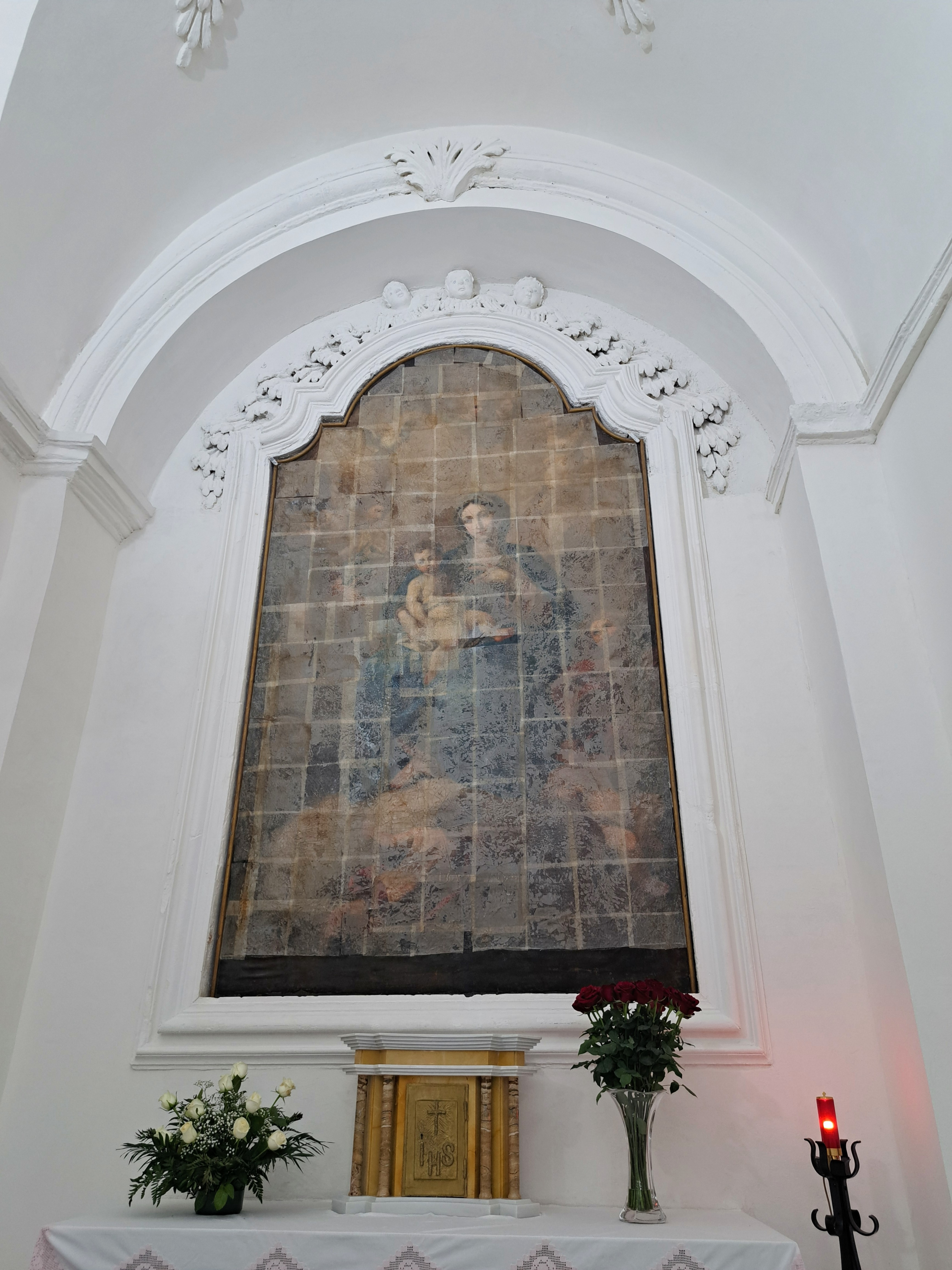
La Madonna delle Grazie
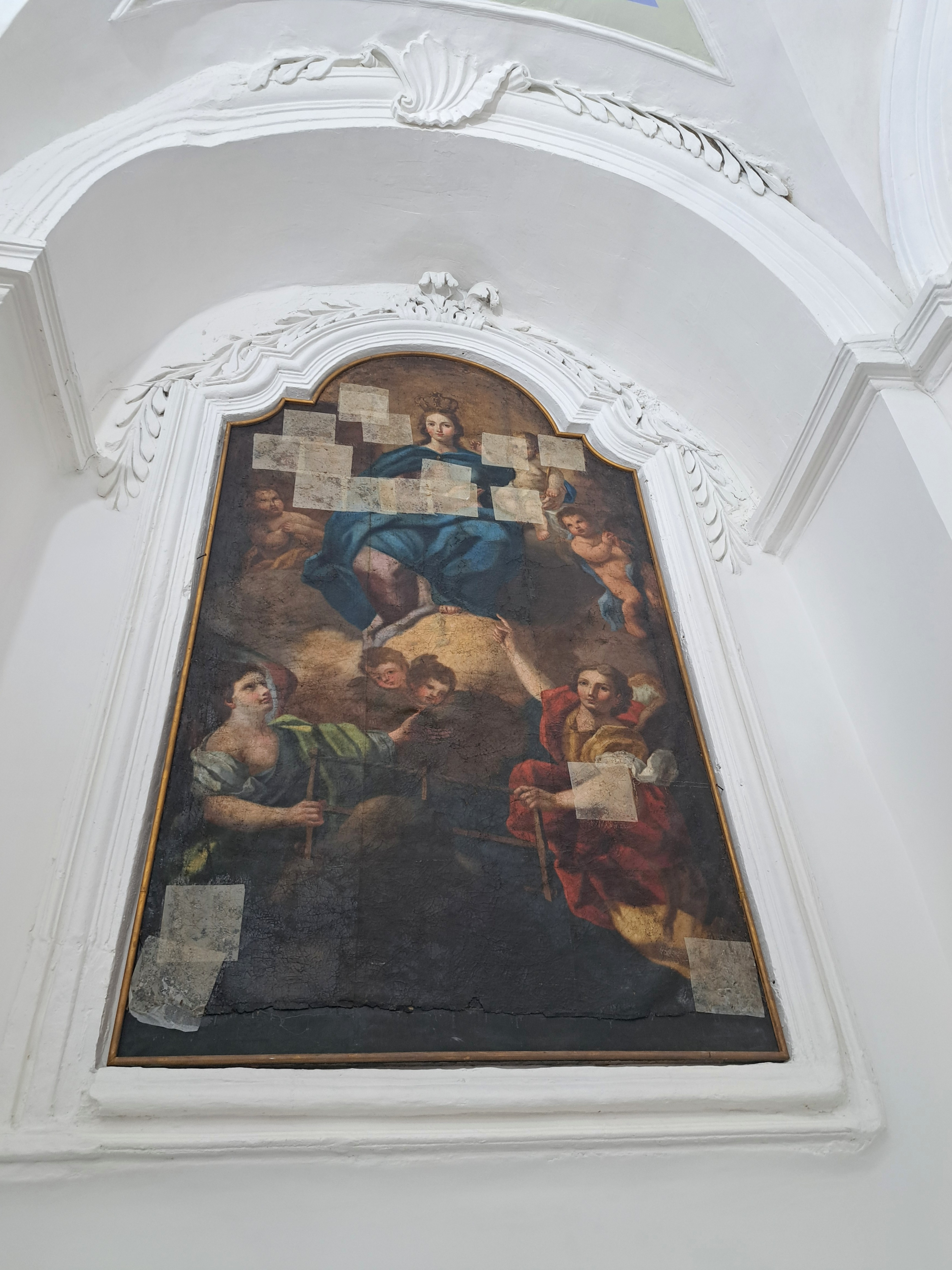
La Madonna di "Monserrat"
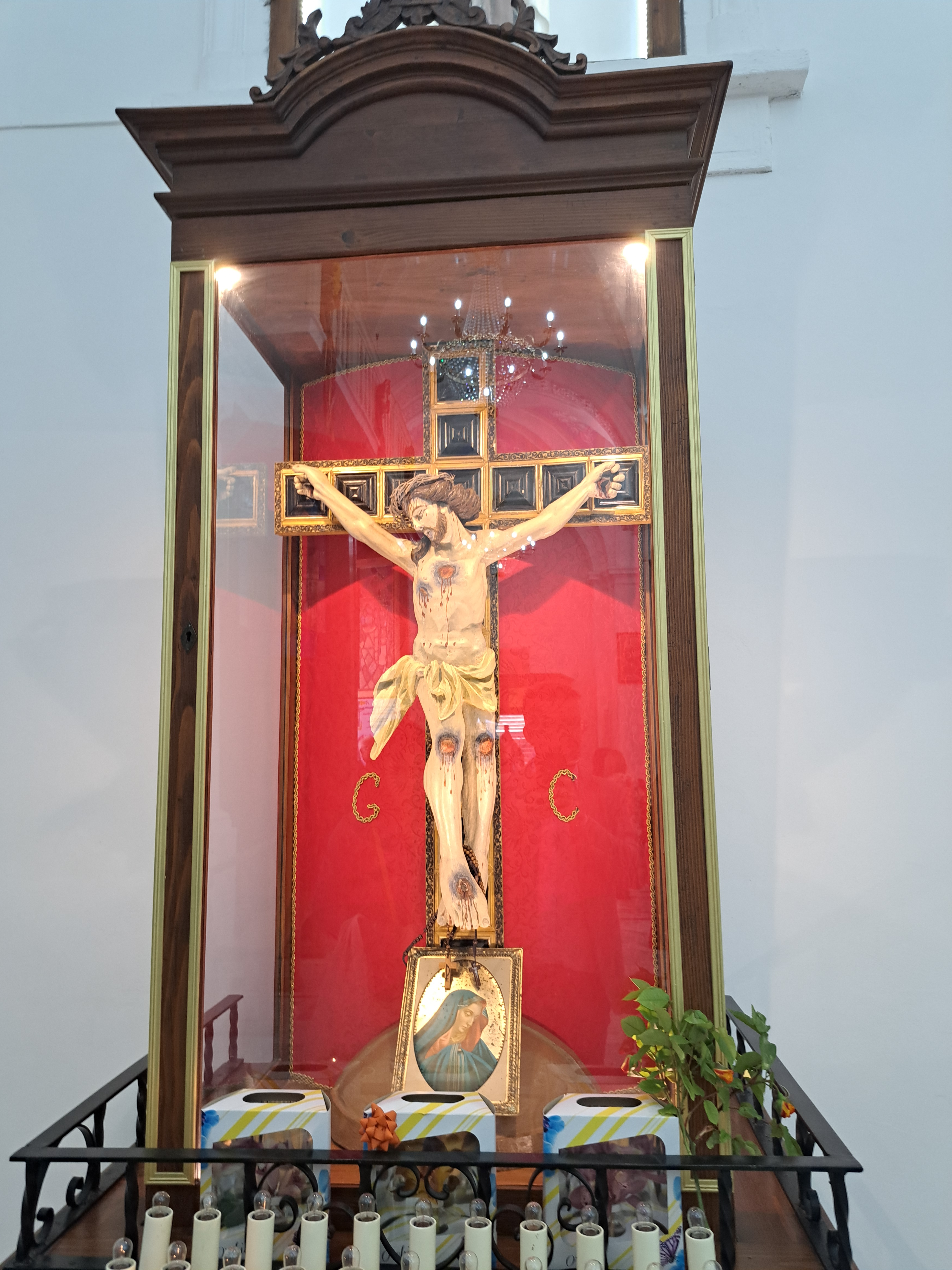

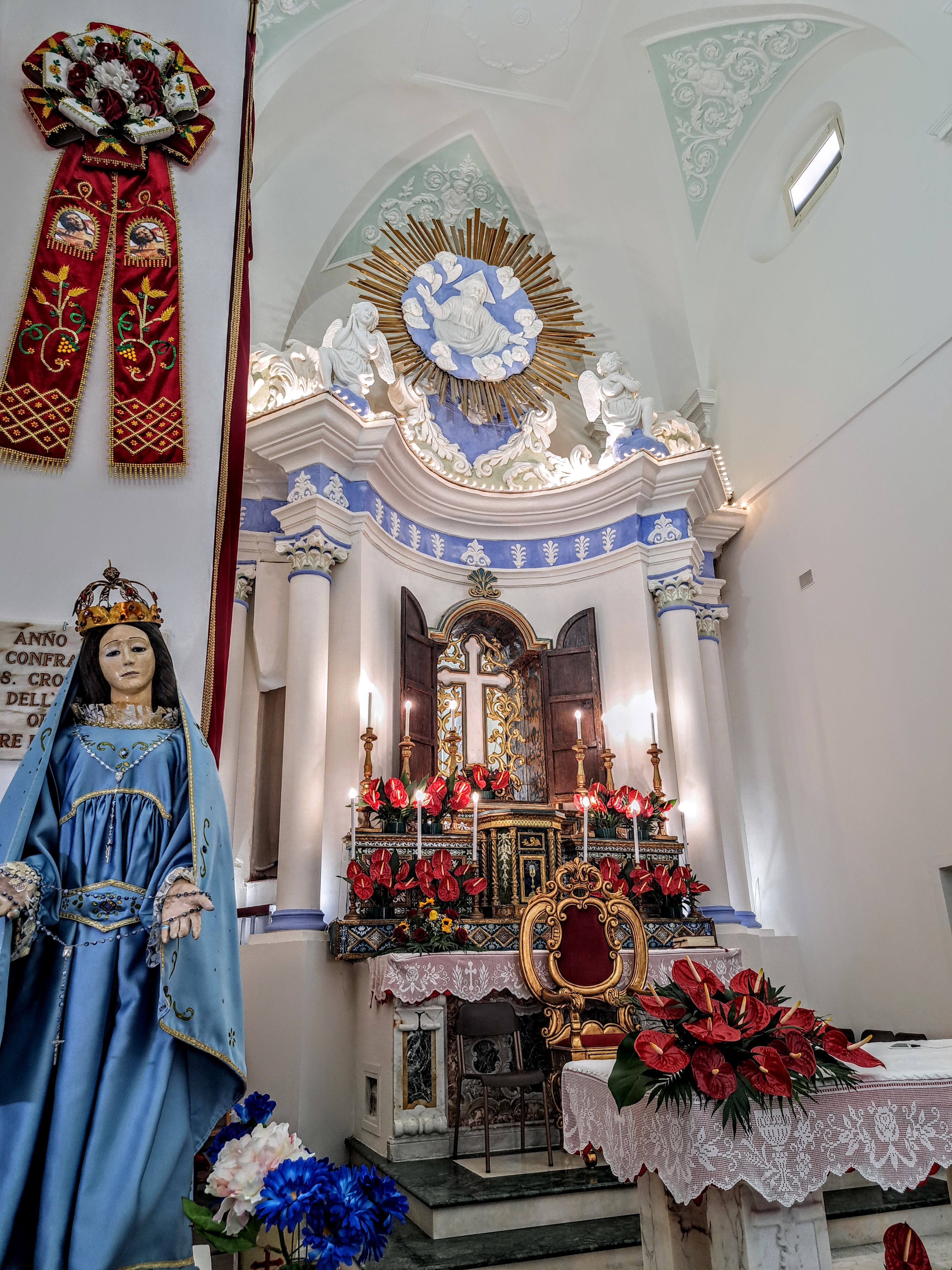
altare maggiore - stucchi barocchi

L'altare Maggiore in stucchi, legno dorato e intarsiato, con mensa in marmo policromo, in una nicchia, espone l'antico crocifisso delle grazie o dell'Olmo, scolpito in legno di cipresso, alto circa un metro, e recante delle pitture sul retro della croce di stile normanno-bizantino.

### Esterno

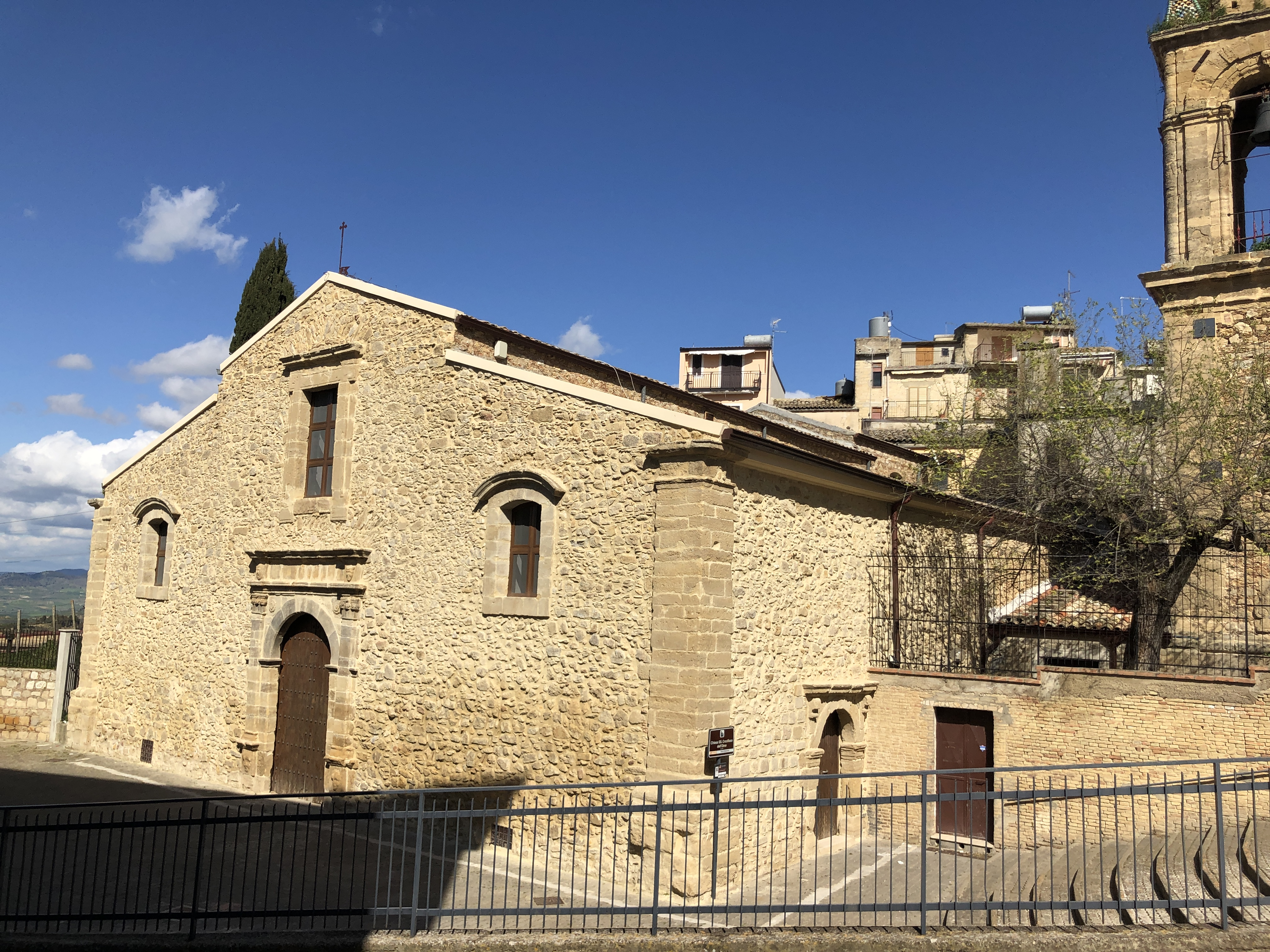
Santissimo Crocifisso dell'Olmo (Mazzarino

La facciata molto semplice, a salienti, è costituita da conci di pietra di forma irregolare, il portone principale e le tre finestre della facciata, invece, sono realizzate in pietra intagliata.
Completa la facciata il campanile a torre, di metà '700, voluto dal Marchese Bivona, sormontato da una copertura di forma conica in maioliche policrome.

## Opere

### La "vara"
Il fercolo è formato da quattro assi di abete dette "baiarde" e da una base quadrangolare, che sorregge "u munti", baldacchino fatto di rami, foglie e fiori in ferro battuto. 
All'interno del baldacchino viene collocato il Crocifisso per essere portato in processione, mentre ai piedi della croce vi è una sfera che rappresenta il globo terrestre. Accanto ad esso vi sono quattro angeli. 
Nella parte superiore delle baiarde vi sono degli anelli in ferro detti "currula", dove ogni confrate inserisce una tela bianca detta "tuagghieddra", che serve per le manovre di caricamento del fercolo. Le baiarde terminano con grossi anelli dette "buccula", dove vengono ancorate 6 corde dette "li venta", che servono a direzionare la "vara". 

### Il crocifisso

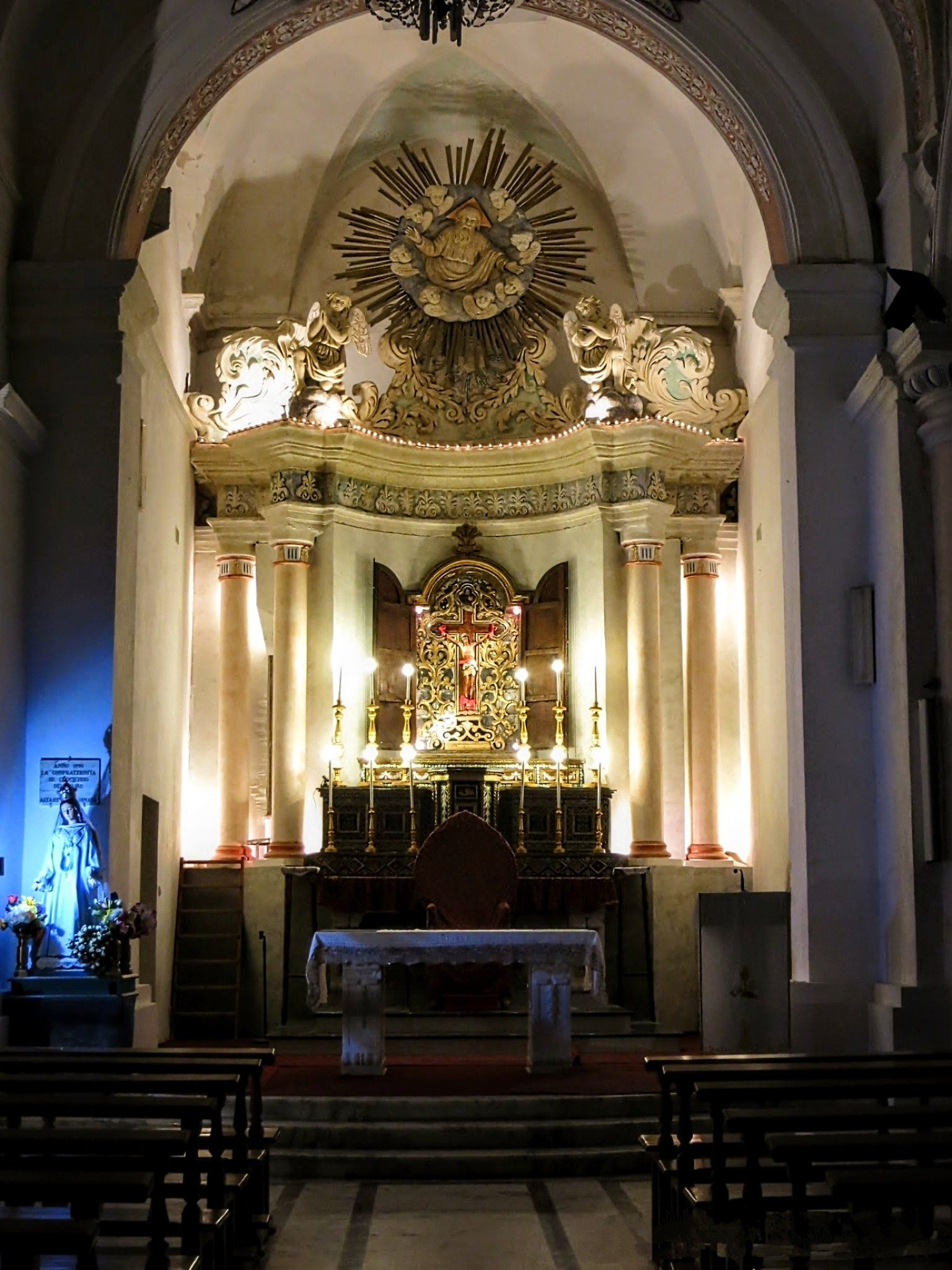

L'antico crocifisso è una scultura lignea di pregiata fattura e si ritiene che già prima del 1125 fosse venerato dalla cittadina come Patrono fino al 1814, anno in cui divenne il Compatrono di Mazzarino assieme alla Madonna del Mazzaro.
La scultura è composta dal Cristo di colore bruno, alto 80 cm e largo 71 cm, scolpito in legno di cipresso, rappresentato negli ultimi istanti di vita, prima del passaggio alla morte. 
Il cristo è inglobato su una croce “trilobata” alta 121 cm, di un’epoca precedente al Cristo, sia per la sproporzione, sia per il fatto che la stessa riporta dipinti che vengono coperti quasi per intero dal corpo di Gesù morente.
Il giorno della processione tra il Cristo e la Croce viene inserito del cotone, in modo da attutire gli urti del fercolo, e vengono legati ai polsi, ai piedi ed al torace dei nastri rossi.

## Feste religiose

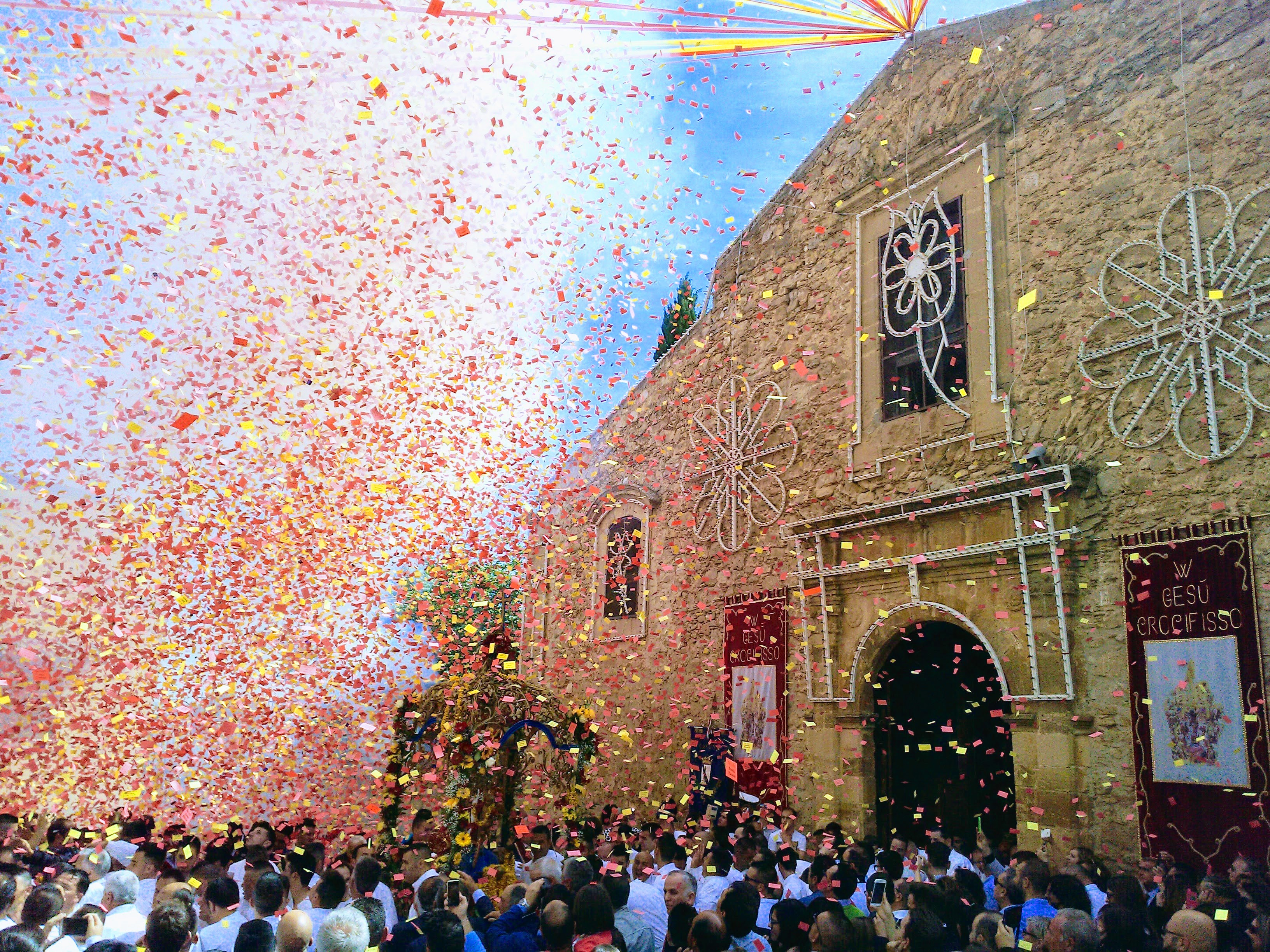
Uscita trionfale del fercolo

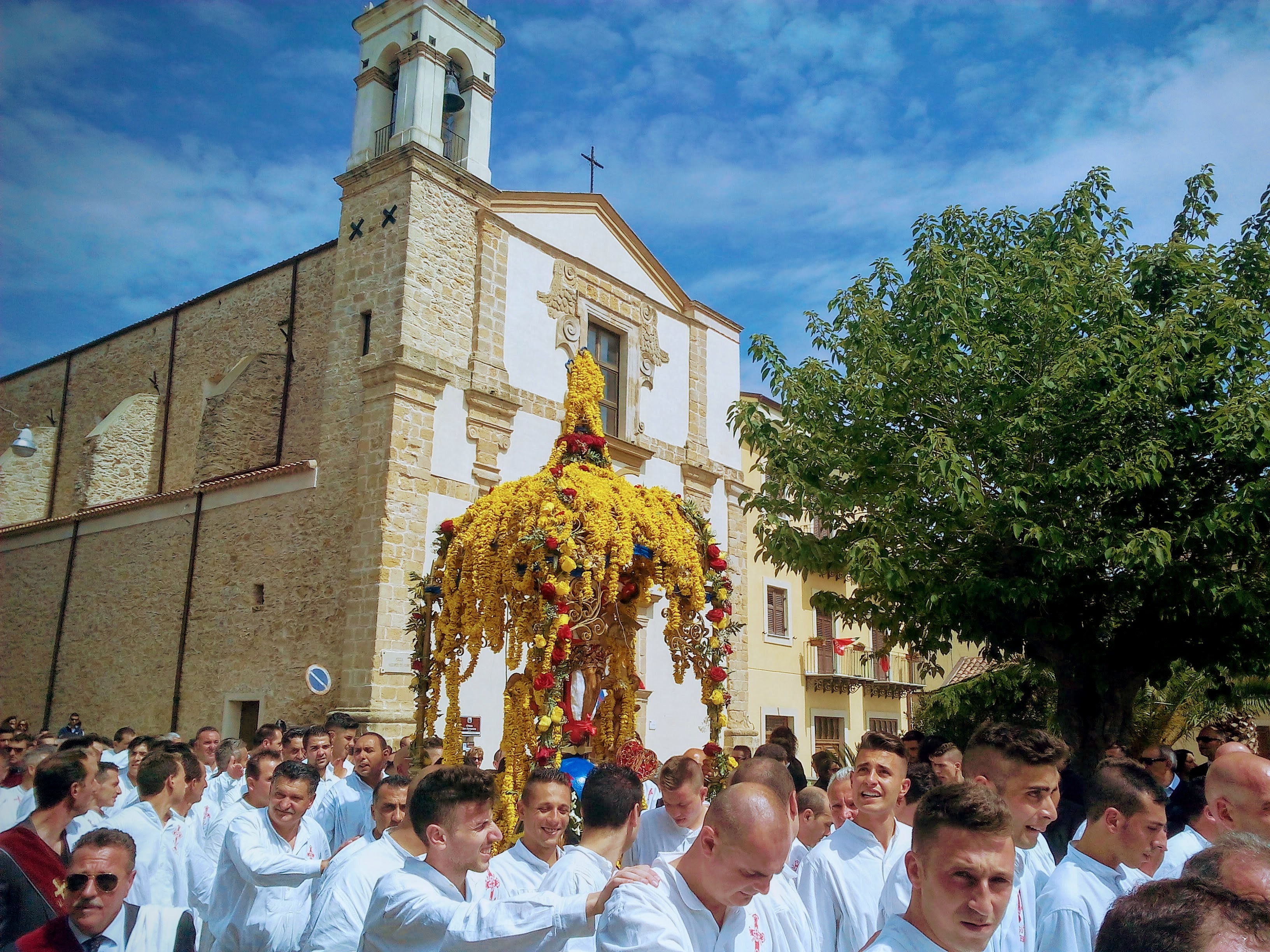
Festa signore dell' olmo

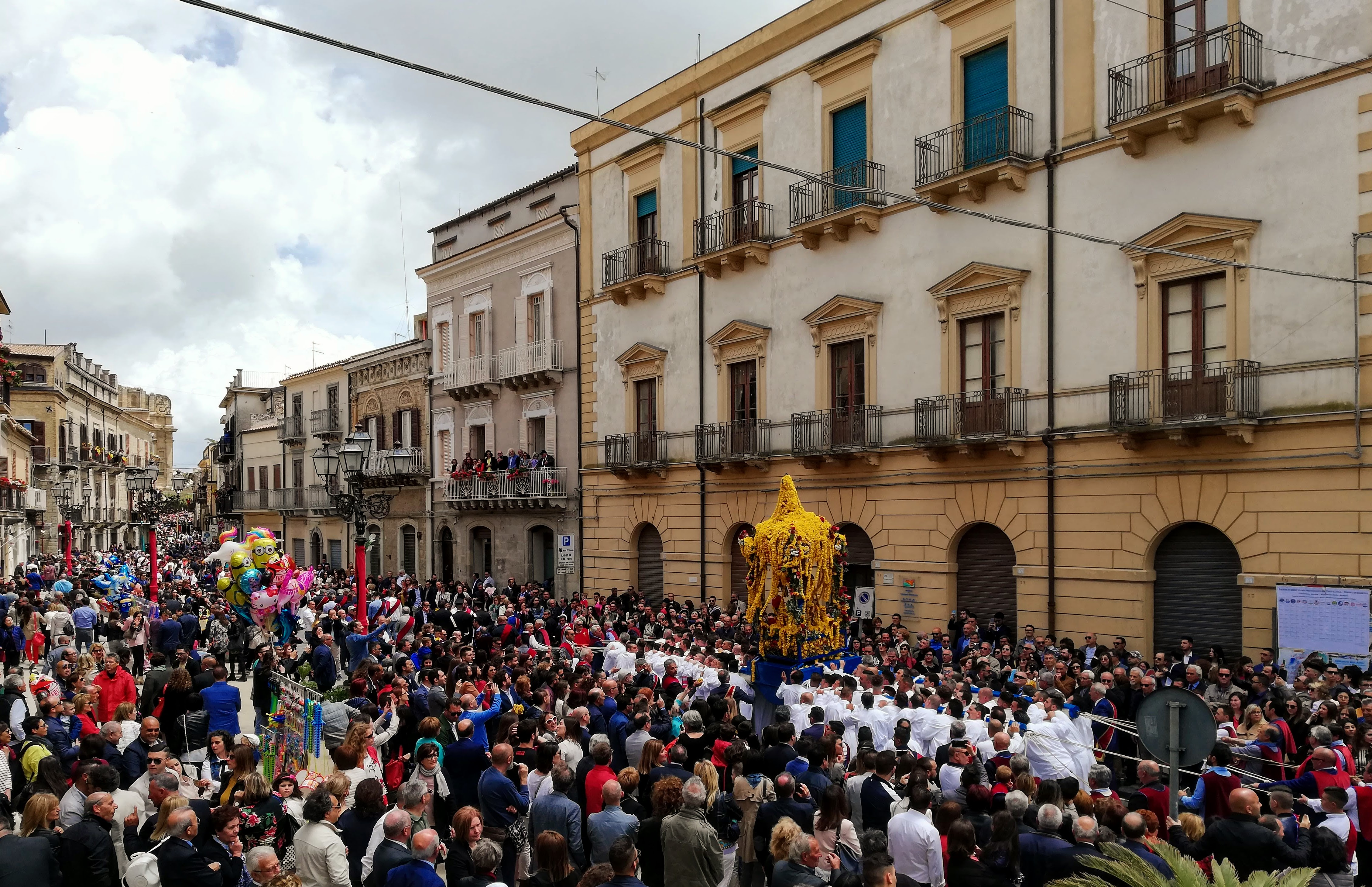
processione in piazza Vittorio veneto

### La festa del Santissimo Crocifisso dell'Olmo - compatrono di Mazzarino

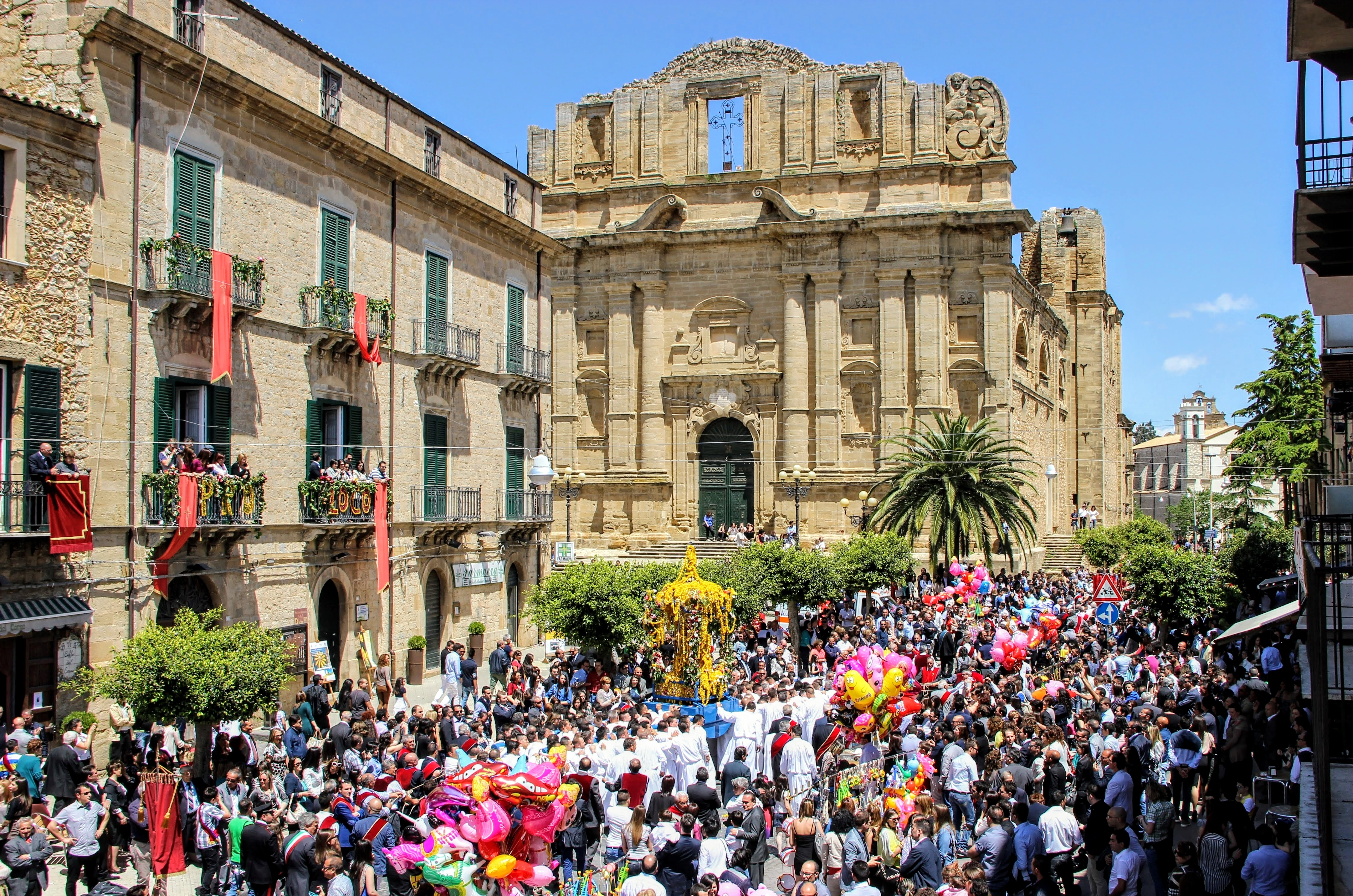

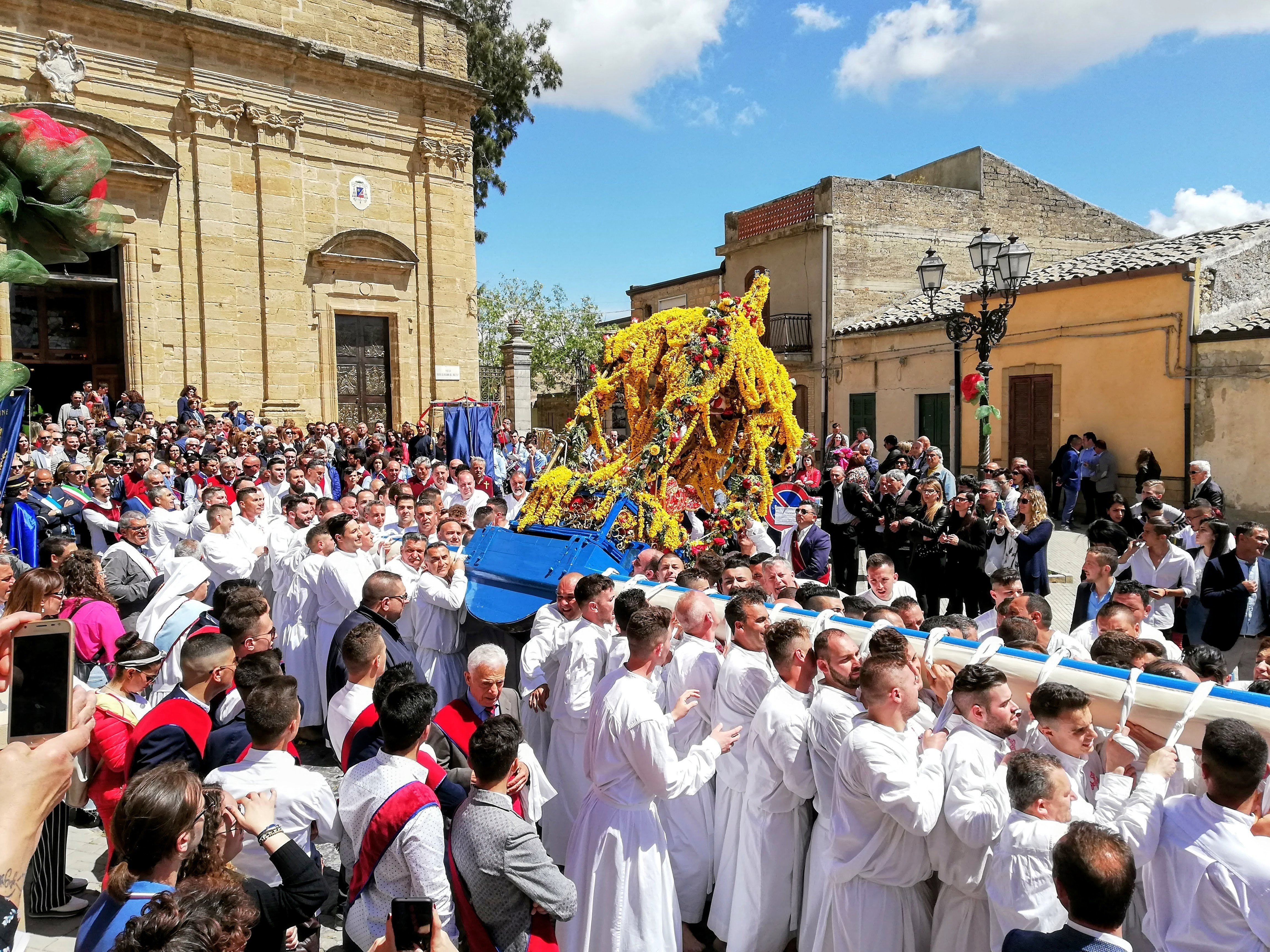

Le notizie storiche riguardanti la festa del Santissimo crocifisso dell'olmo sono riportate dall'Ingala nelle sue ricerche e considerazioni storiche:
Precedono la bara i raccoglitori delle oblazioni, consistenti per lo più in tovaglie, in voti di cera da appendere alle pareti della chiesa, od in pane, il quale poi vien venduto, od in gioielli ed altro; sempre alla pedona e per lo più scalzi del tutto, come delle persone cosi scalze che accompagnano, per
voto, la processione, la quale suol essere per lo più imponente, intervenendovi, oltre le confraternite, anche i frati dei diversi ordini religiosi, con i rispettivi vessilli.»
(Pietro di Giorgio Ingala, Mazzarino, Ricerche e considerazioni storiche, 1900)
La festa esterna del Santissimo Crocifisso dell'Olmo (u Signuri di Maju), compatrono della città di Mazzarino, ricorre, annualmente, la seconda domenica di maggio.
Il crocifisso trilobato, scolpito in legno di cipresso, risalente all'epoca normanna, alto circa un metro, viene collocato su una portantina in legno e ferro battuto dorato (detta a vara), realizzata alla fine del '600, da cui si dipartono quattro travi in legno (dette "baiarde").
Il fercolo, pesante circa 15 quintali, è portato a spalla da oltre cento confrati dell'omonima confraternita, vestiti soltanto con un camice bianco e scalzi, come da tradizione secolare, in segno di penitenza e ringraziamento, al grido di "evviva Gèsu crucifìssu". 
L'origine della festa, infatti, risale al 1693, come ringraziamento e gratitudine della cittadinanza, e dei Conti di Mazzarino, per la divina protezione e lo scampato pericolo in seguito al disastroso terremoto del Val di Noto. In quell'anno, infatti, per volere del principe Carlo Maria Carafa venne istituita la processione del Santissimo Crocifisso dell'Olmo, in segno i penitenza verso la divina provvidenza.
Lungo il tragitto della processione, il fercolo viene ricoperto da migliaia di collane di margherite gialle, lanciate dai fedeli in segno di devozione, che ricoprono interamente il fercolo (a vara), aumentandone il peso, conferendone il caratteristico movimento sussultorio e ondulatorio nell'andatura (li caduti).
Uno dei momenti principali e di intensa partecipazione e commozione, prima del rientro nella propria chiesa, è l'ingresso della vara all'interno della Basilica di Maria Santissima del Mazzaro, patrona della città, in segno di omaggio del Cristo alla madre Vergine Maria.
La processione si snoda lungo le vie antiche della cittadina, ed è seguita da numerosi fedeli, anche provenienti dai paesi limitrofi, che compiono il cosiddetto "viaggiu o Signuri", alcun dei quali, scalzi, per devozione o grazia ricevuta.
Dal 1814 il santissimo Crocifisso dell'olmo è compatrono della città di Mazzarino allorquando la Madonna del Mazzaro, venne proclamata patrona principale della città.

## Galleria d'immagini

Festa del santissimo crocifisso dell'Olmo
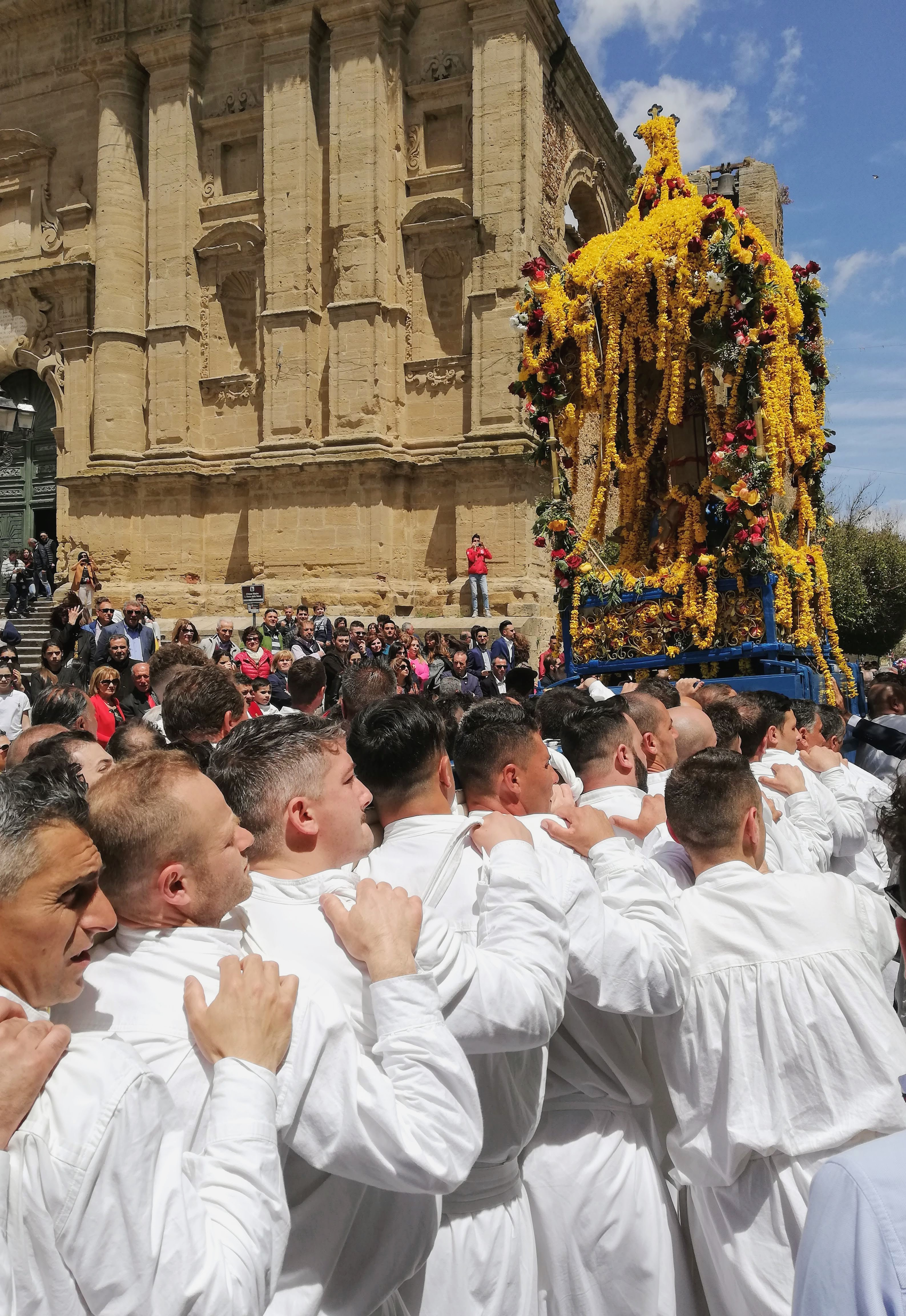
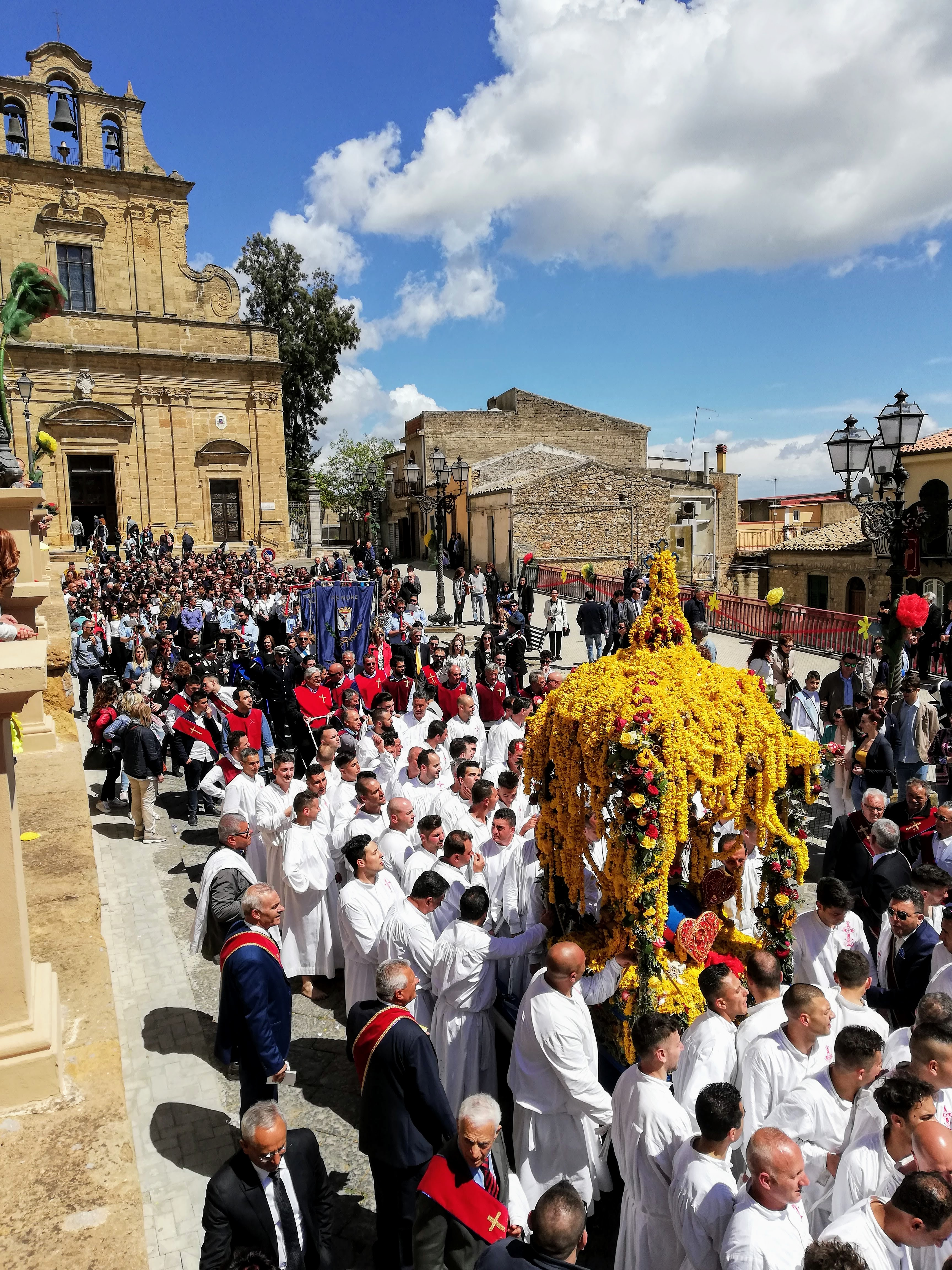
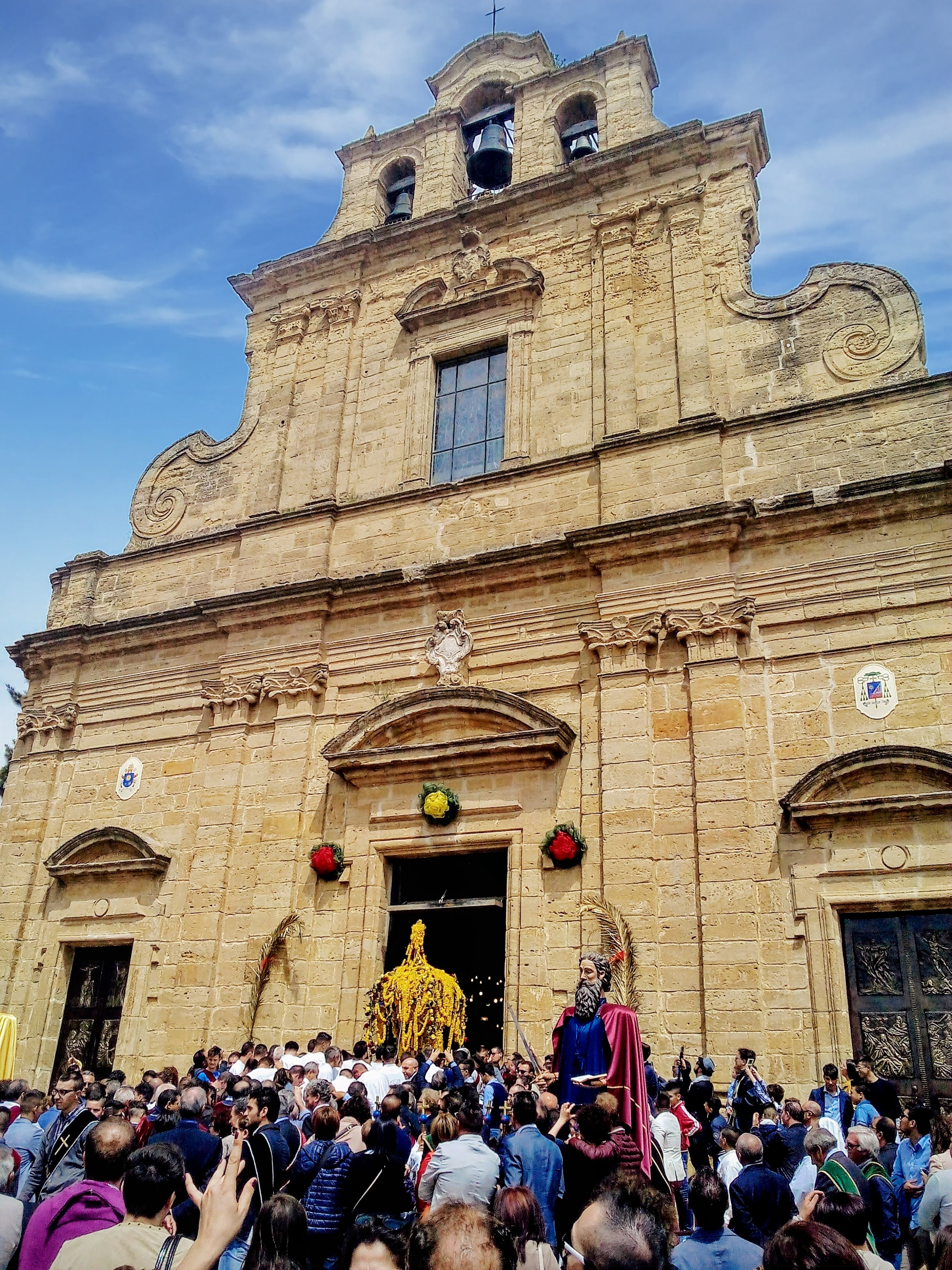
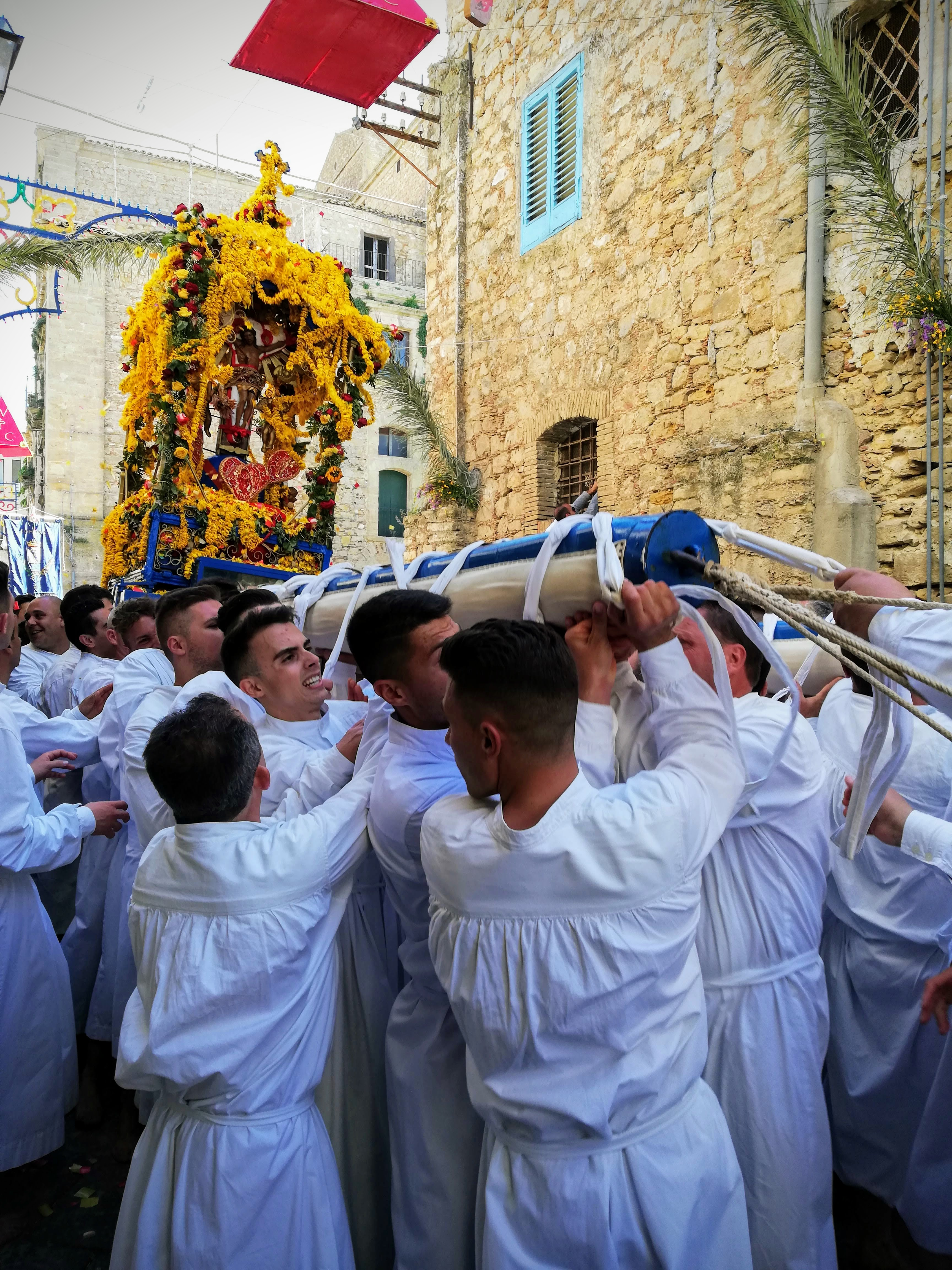
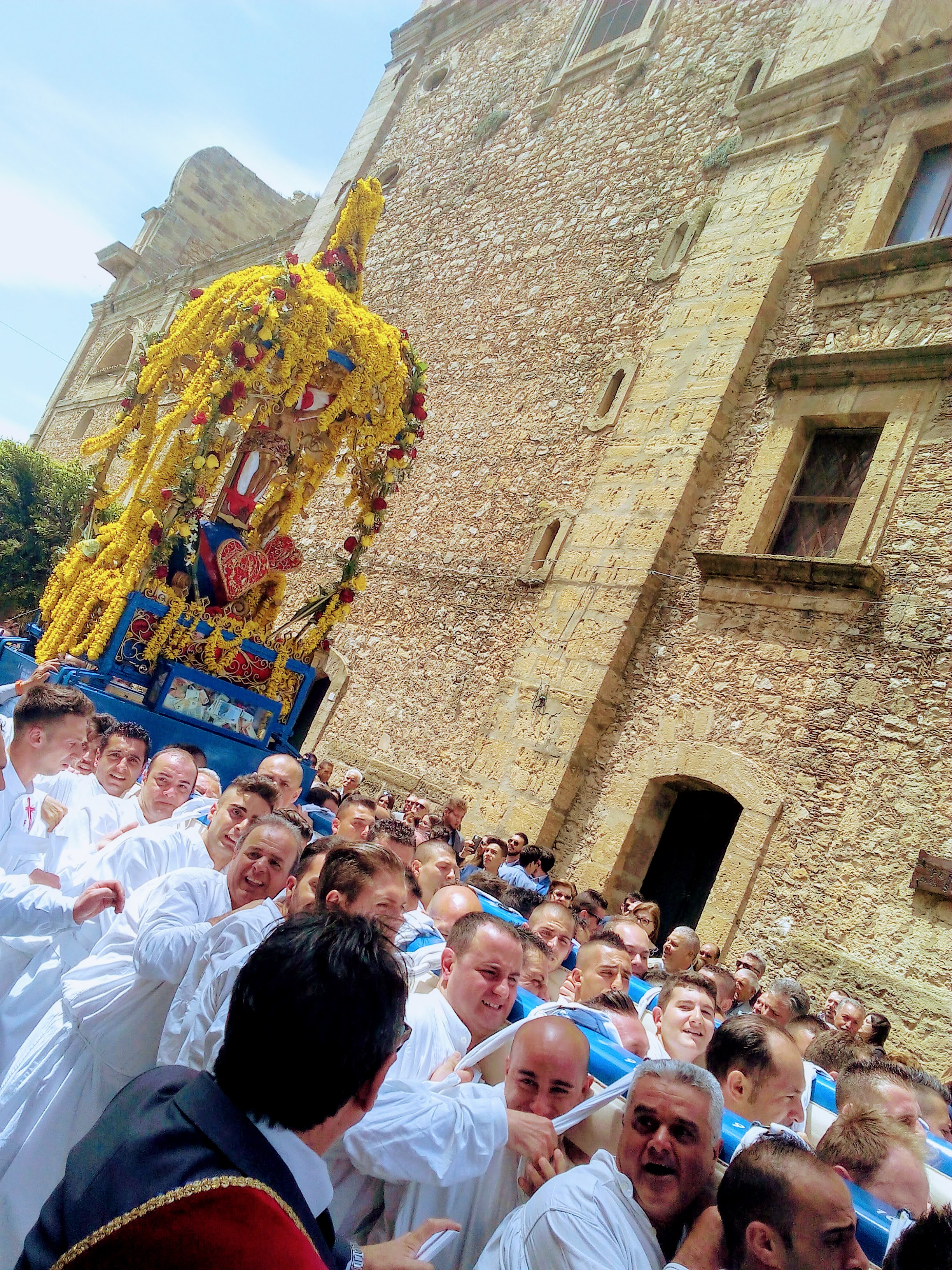
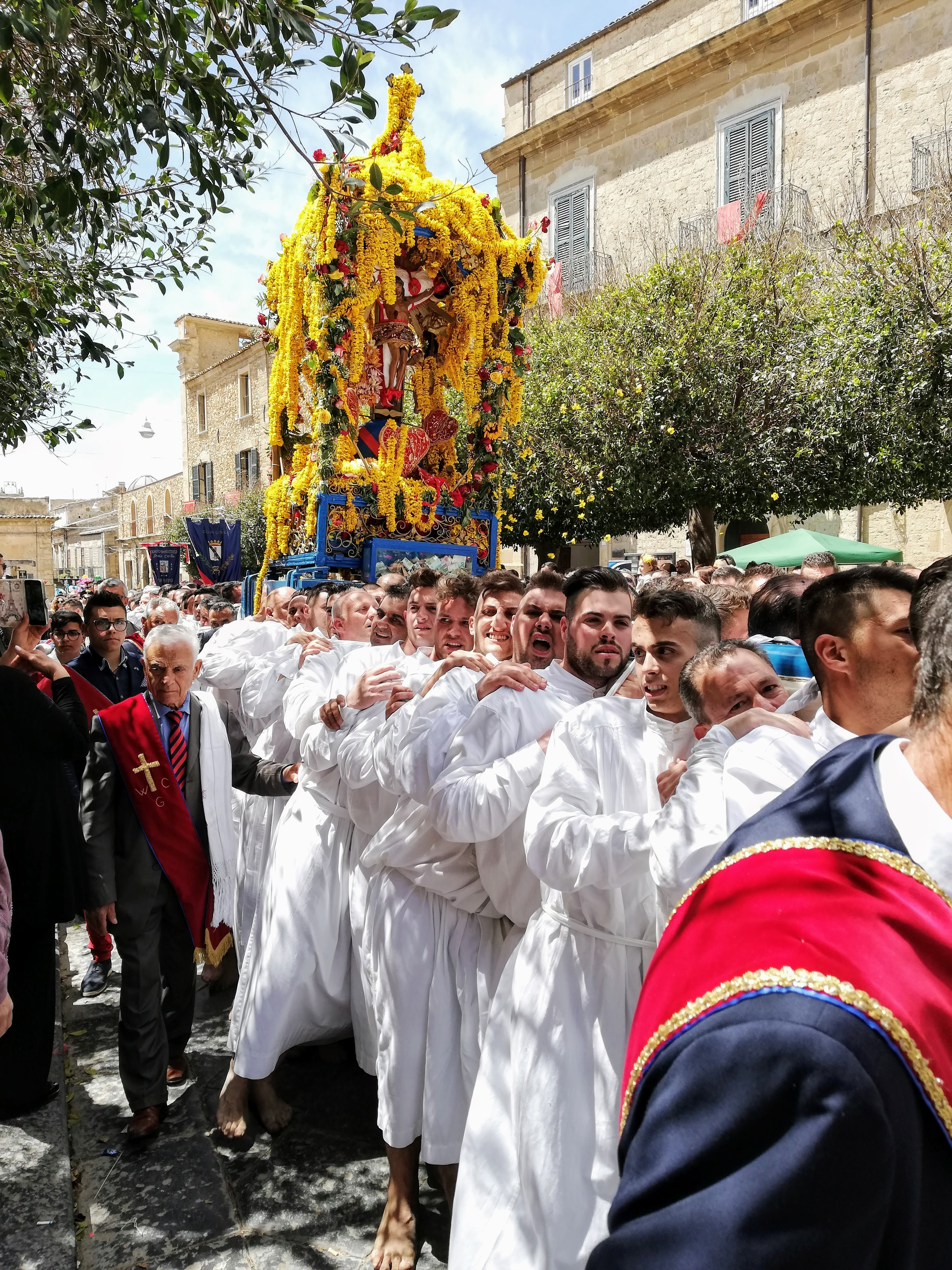
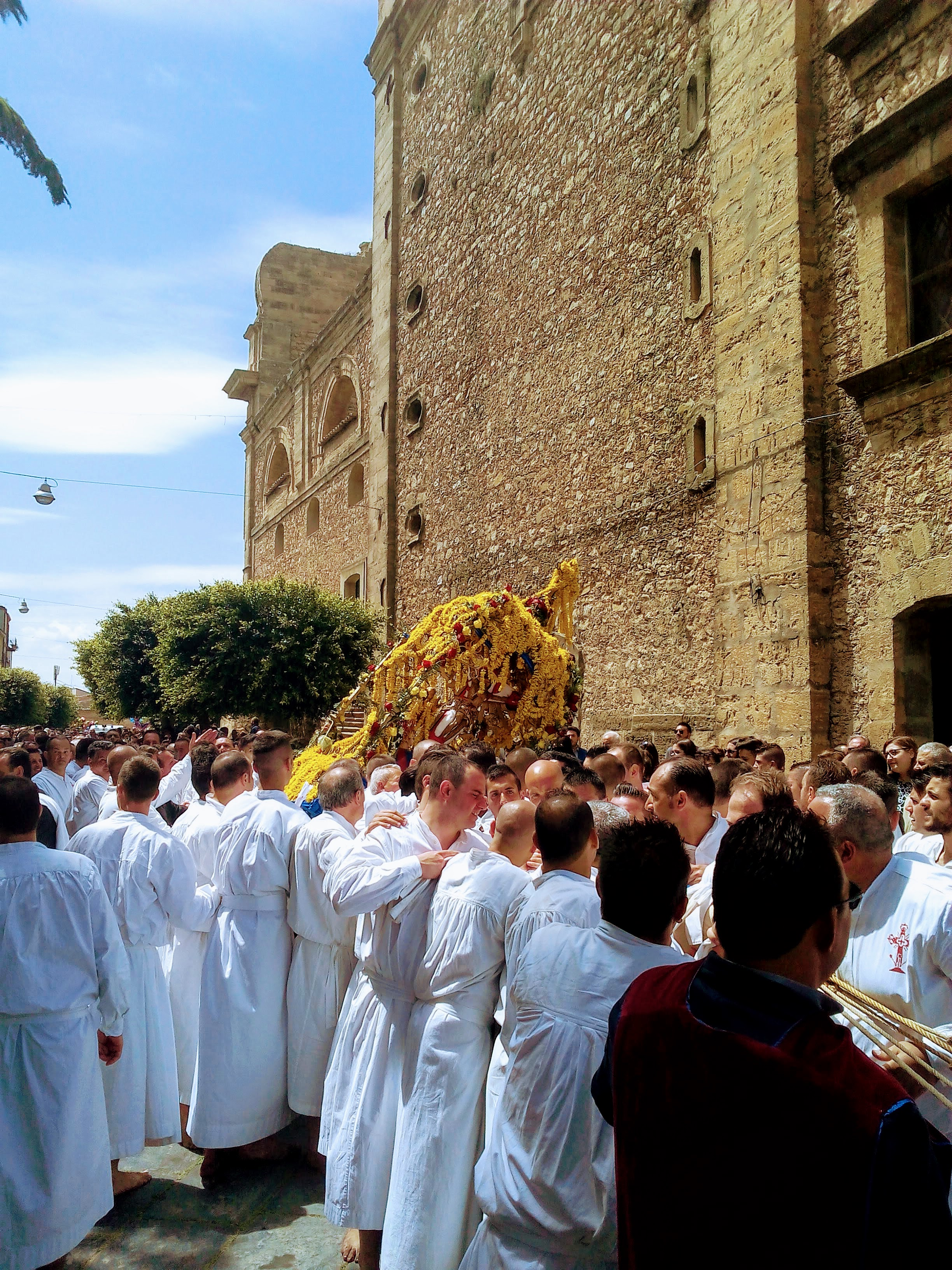
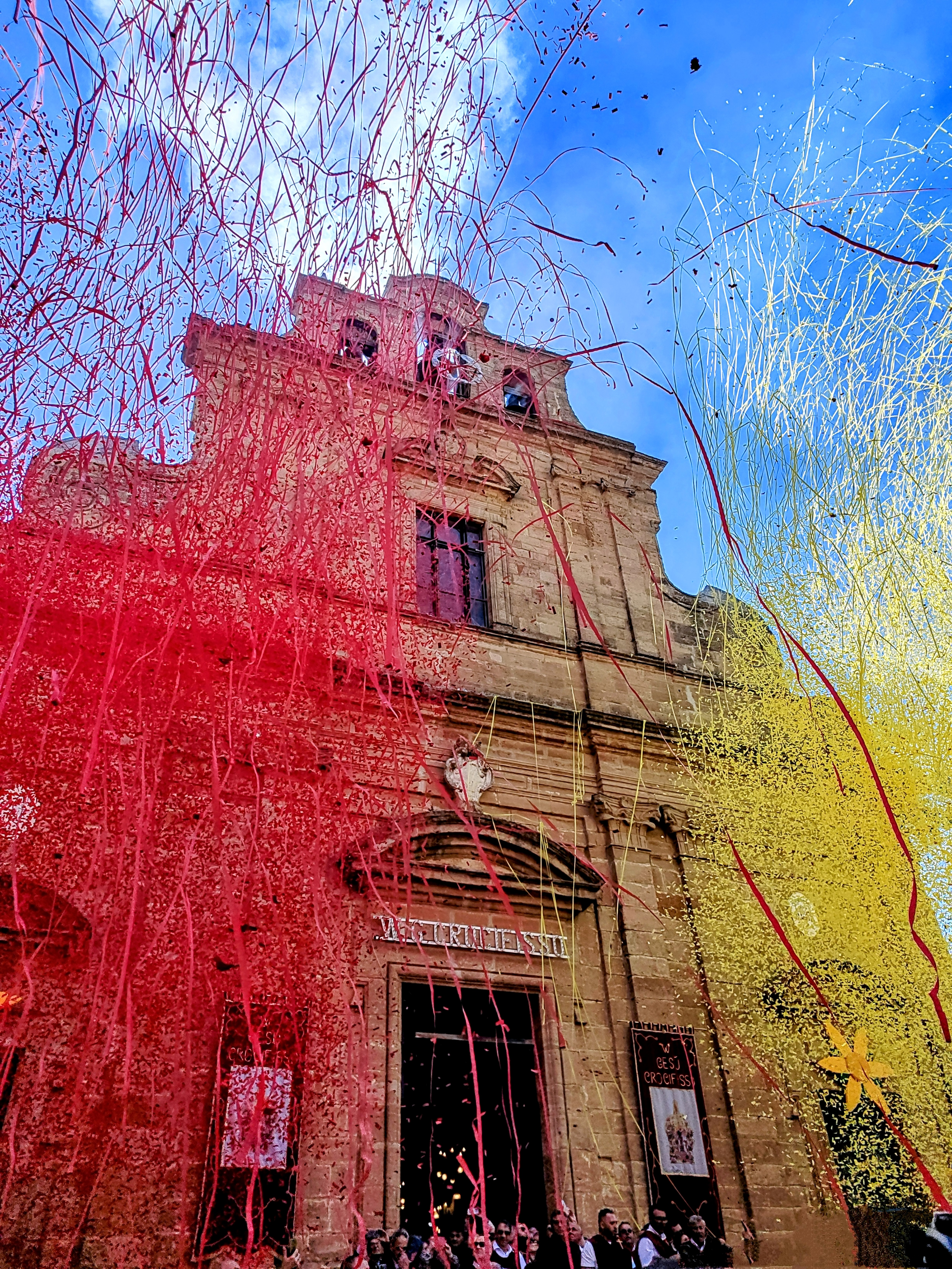
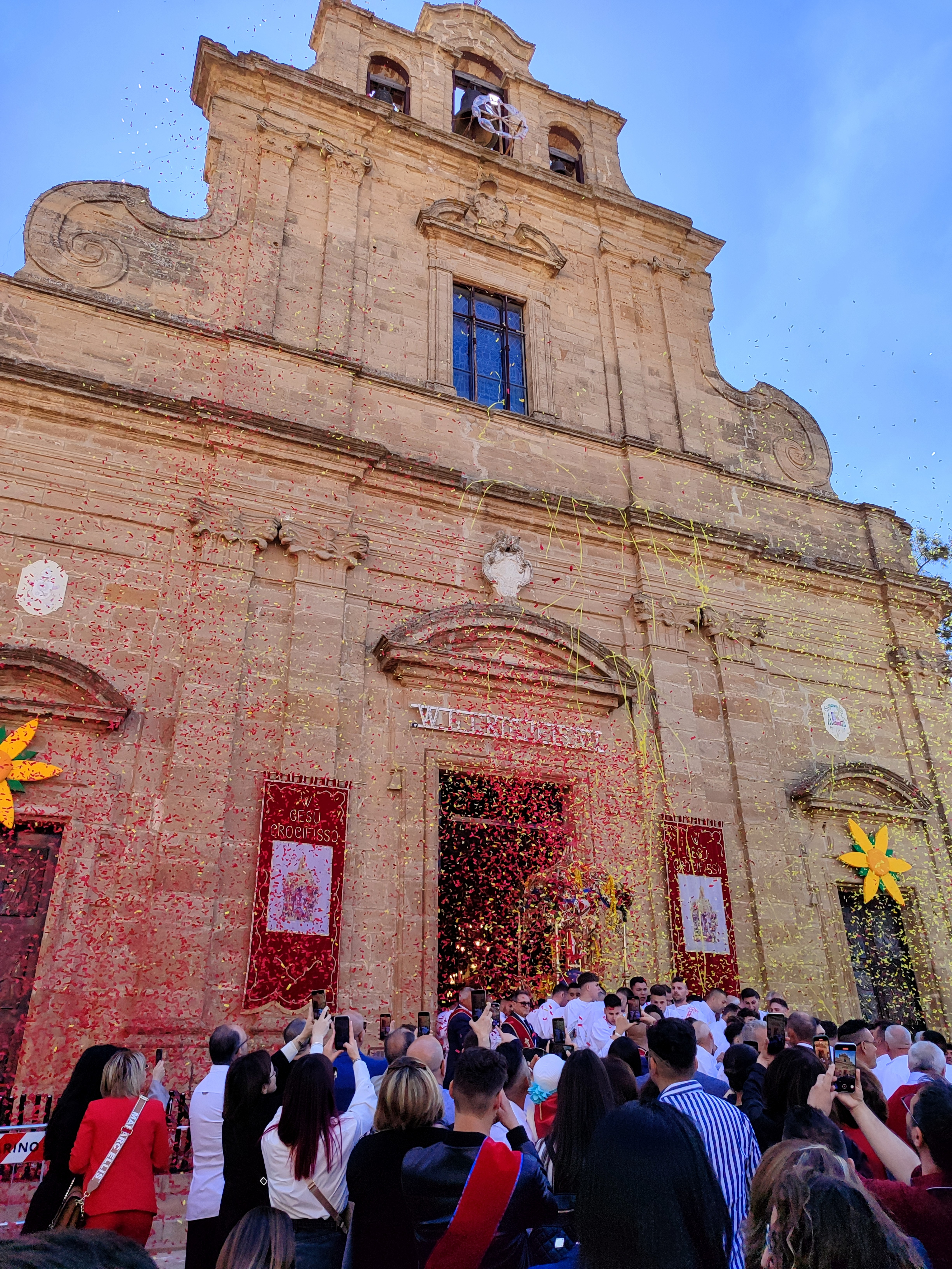
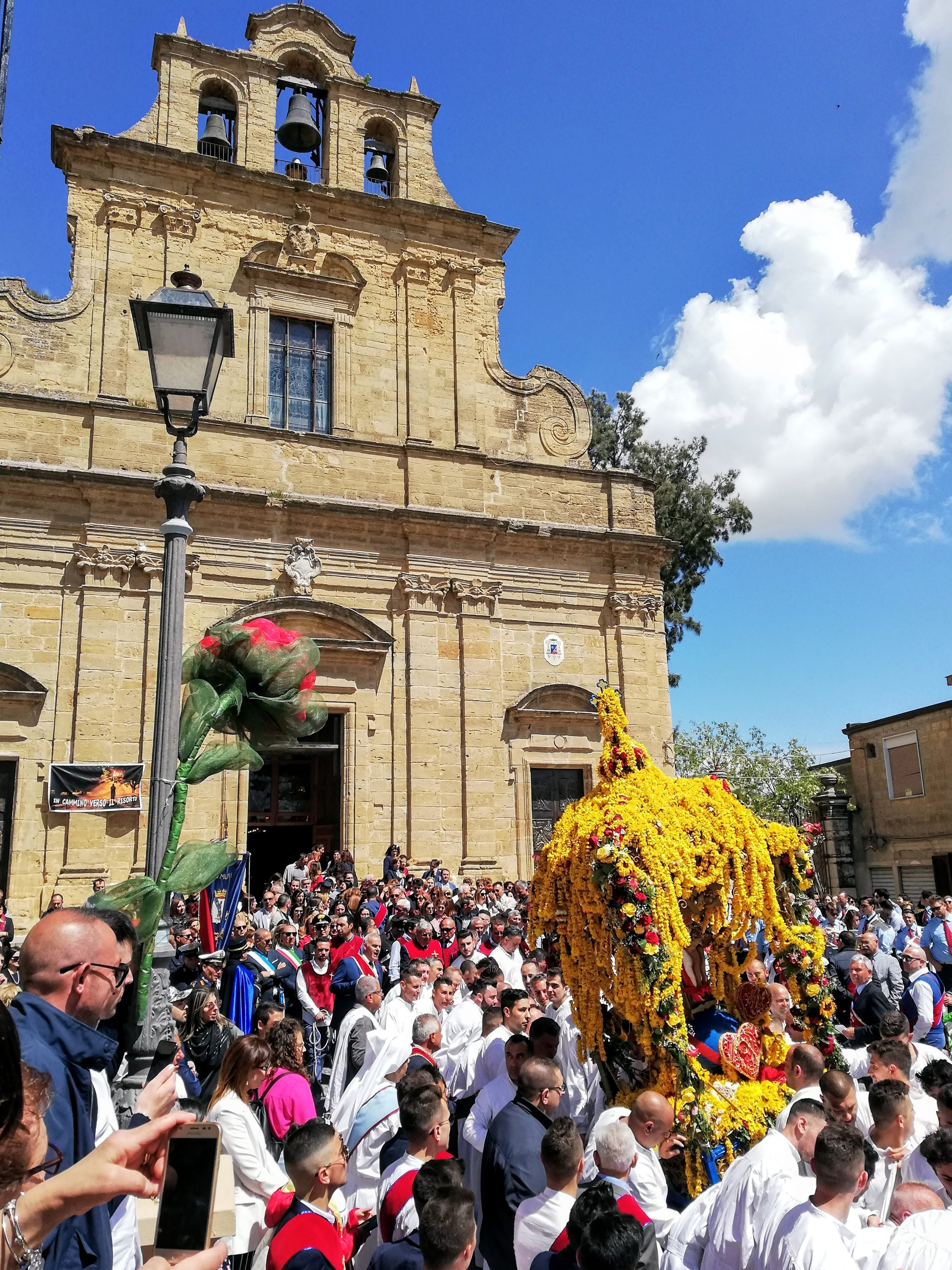
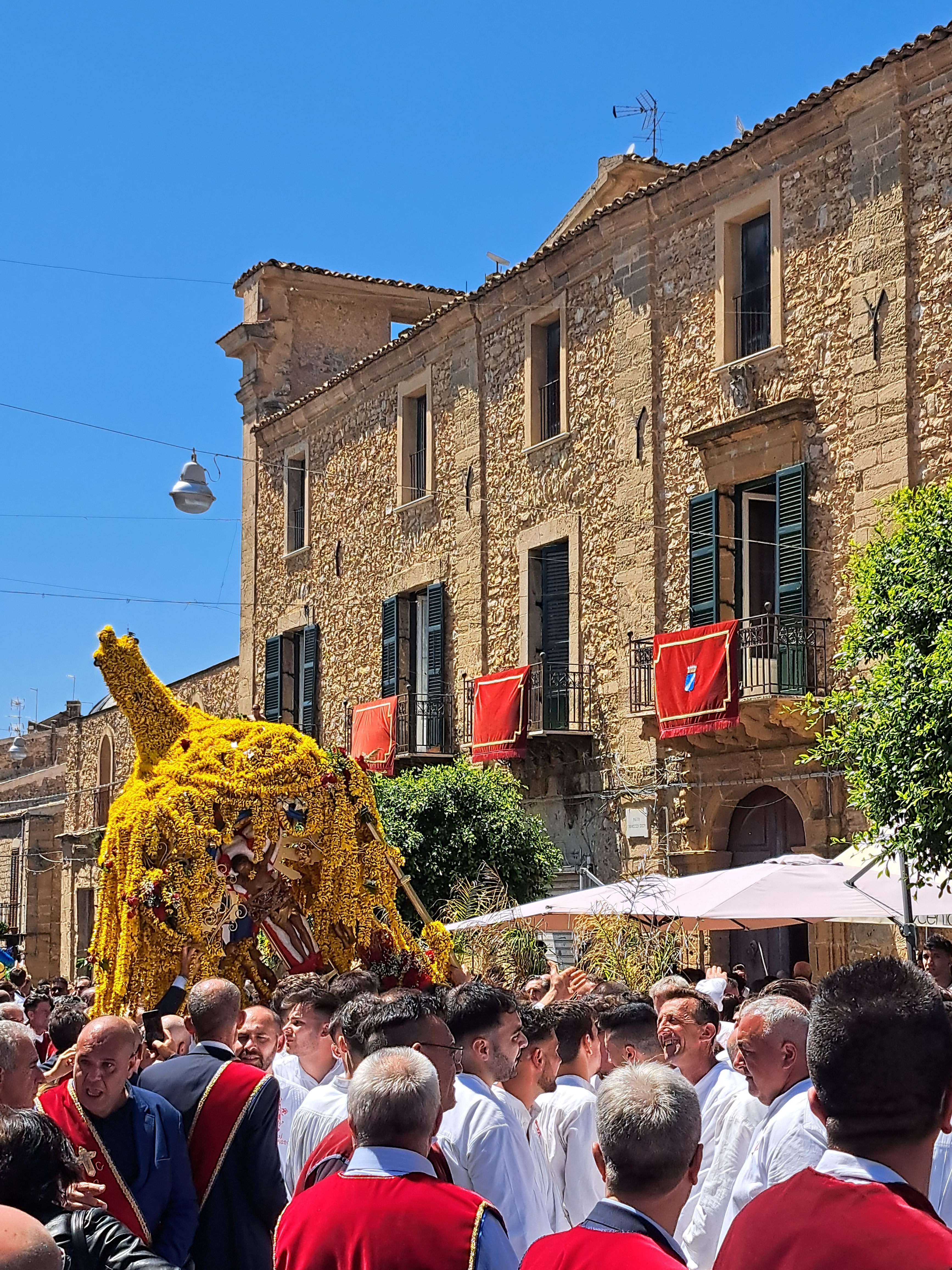
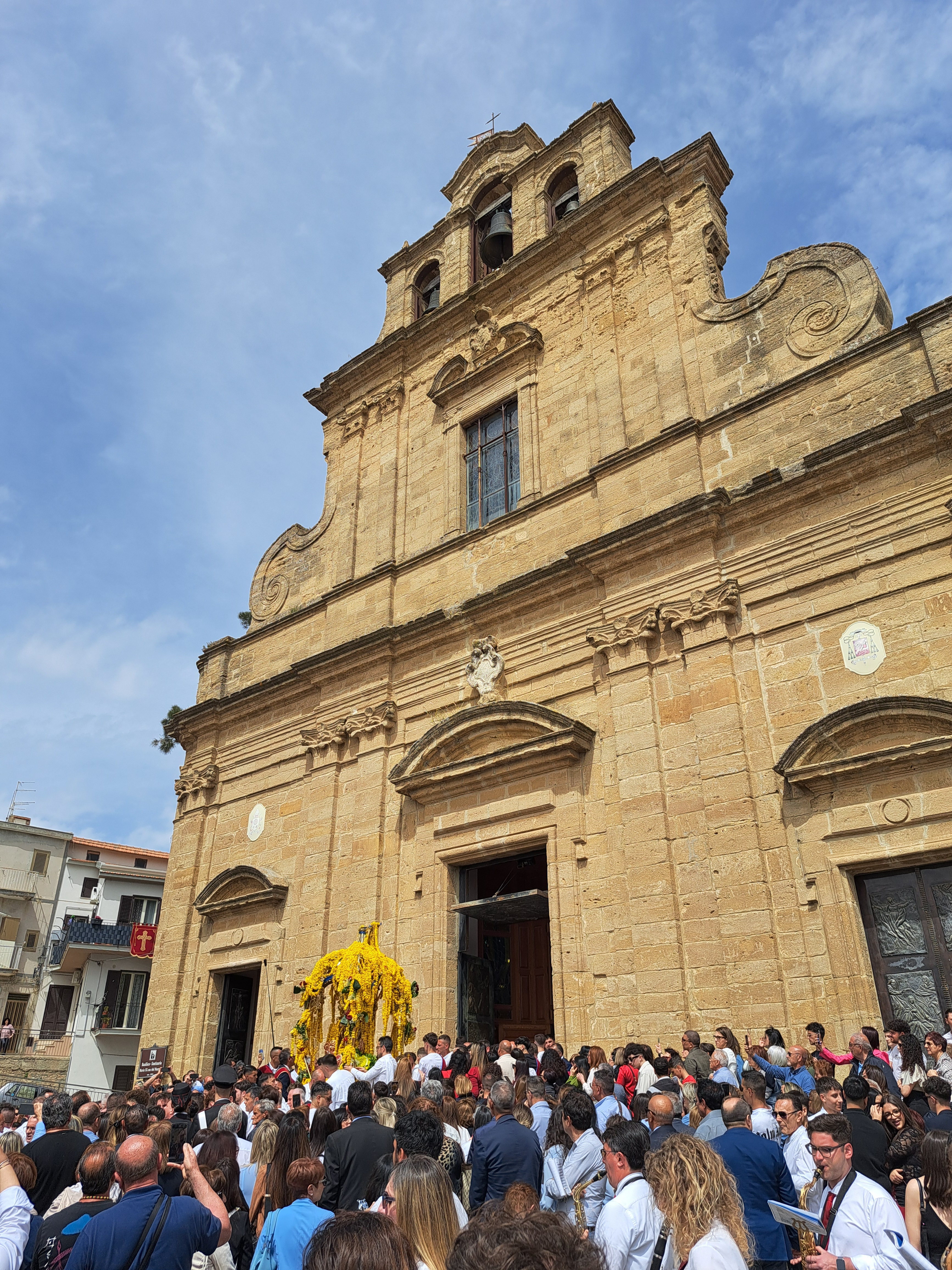
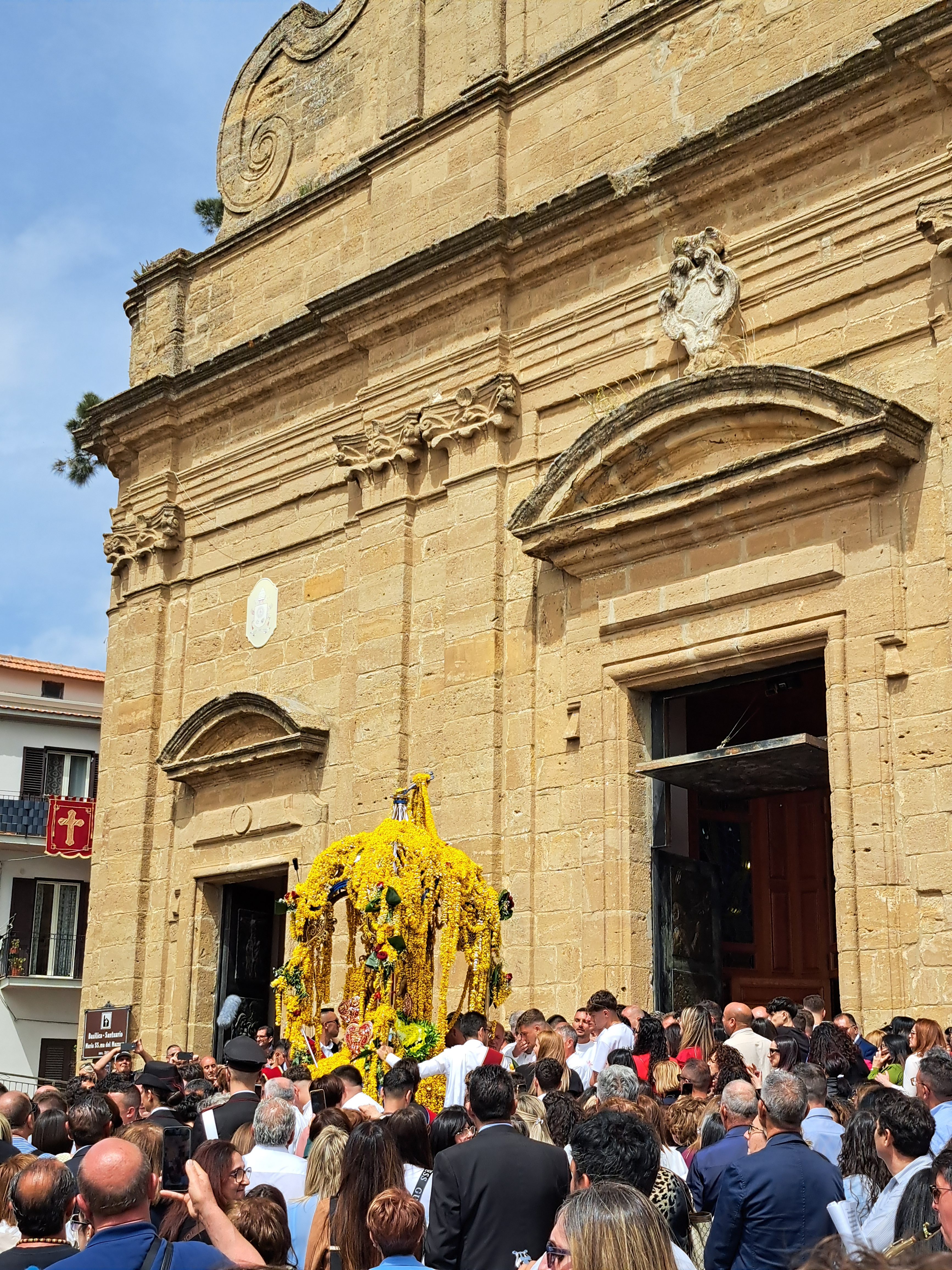
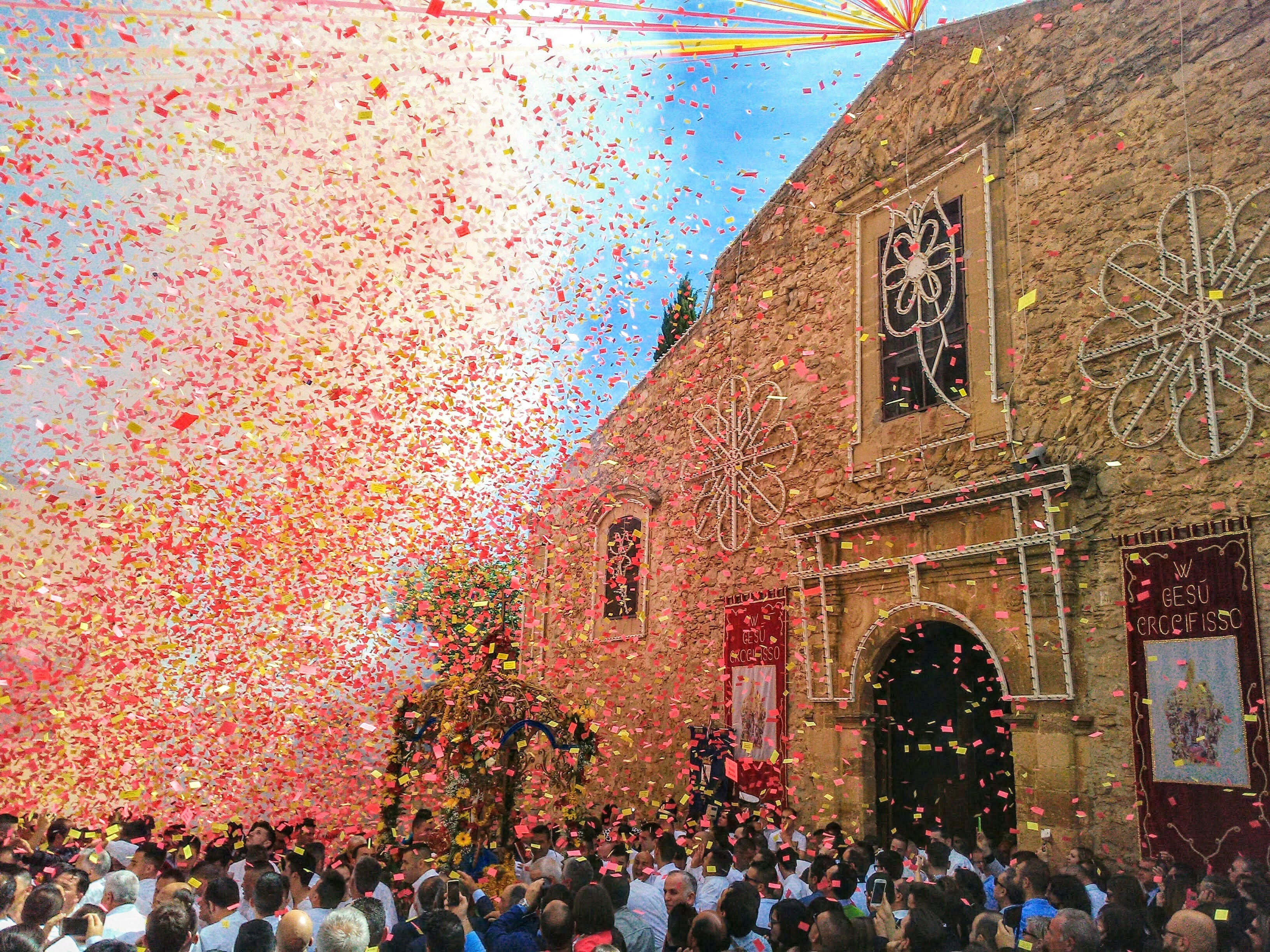
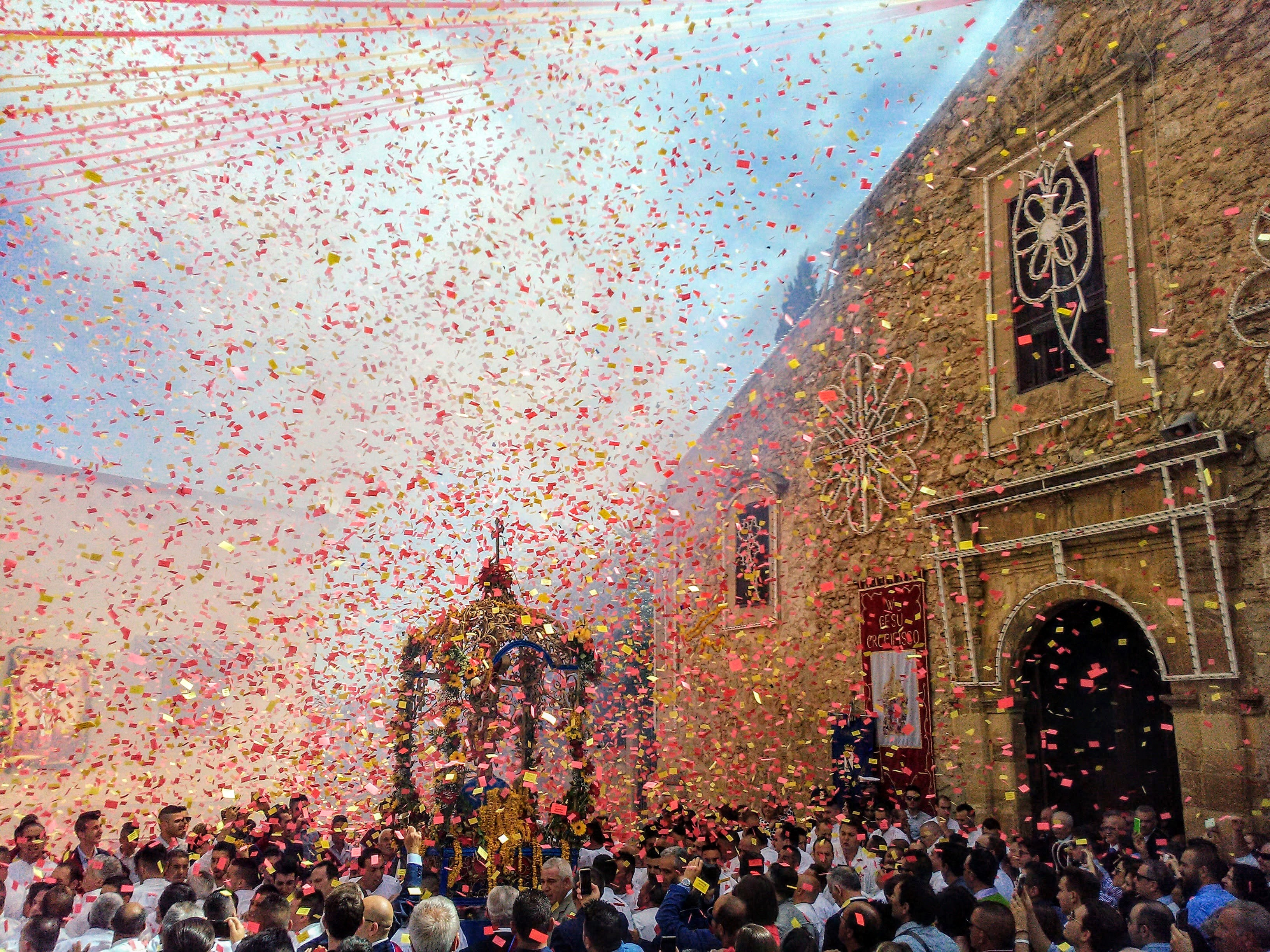
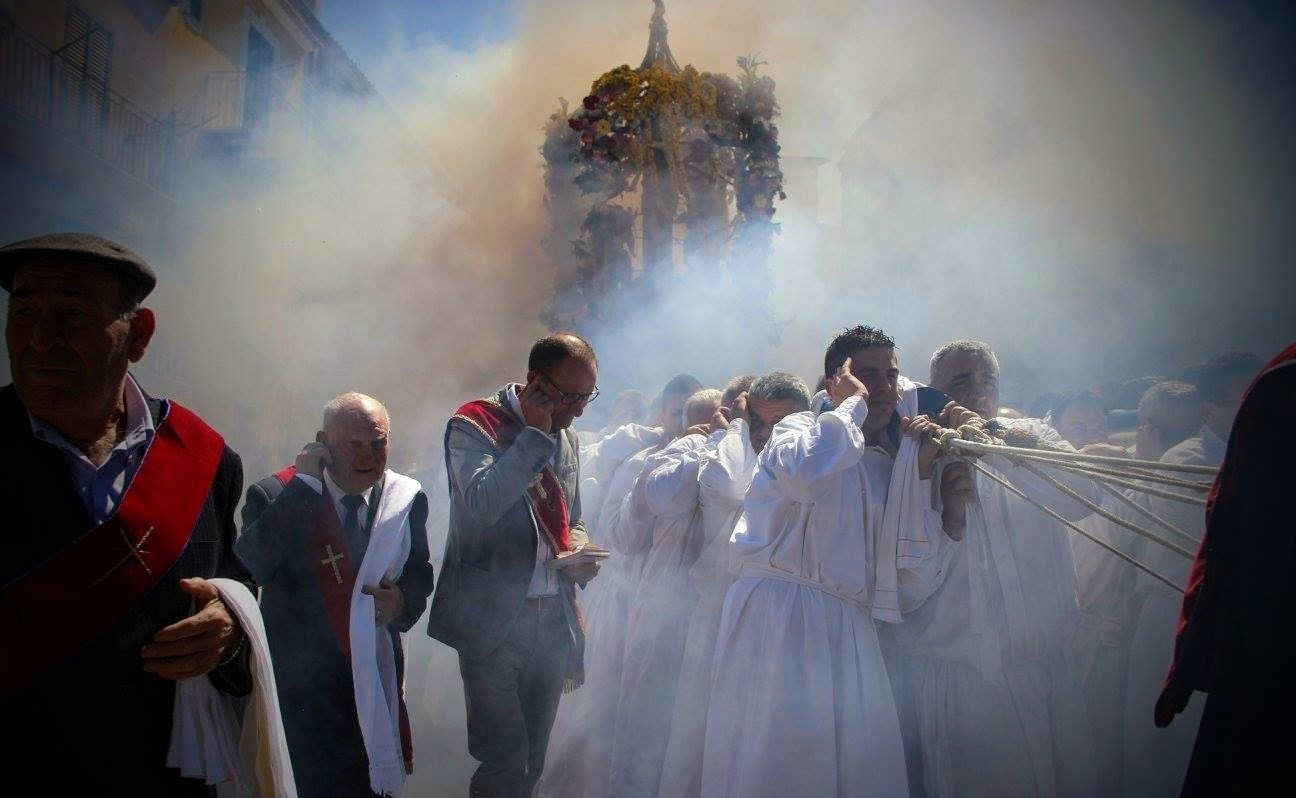
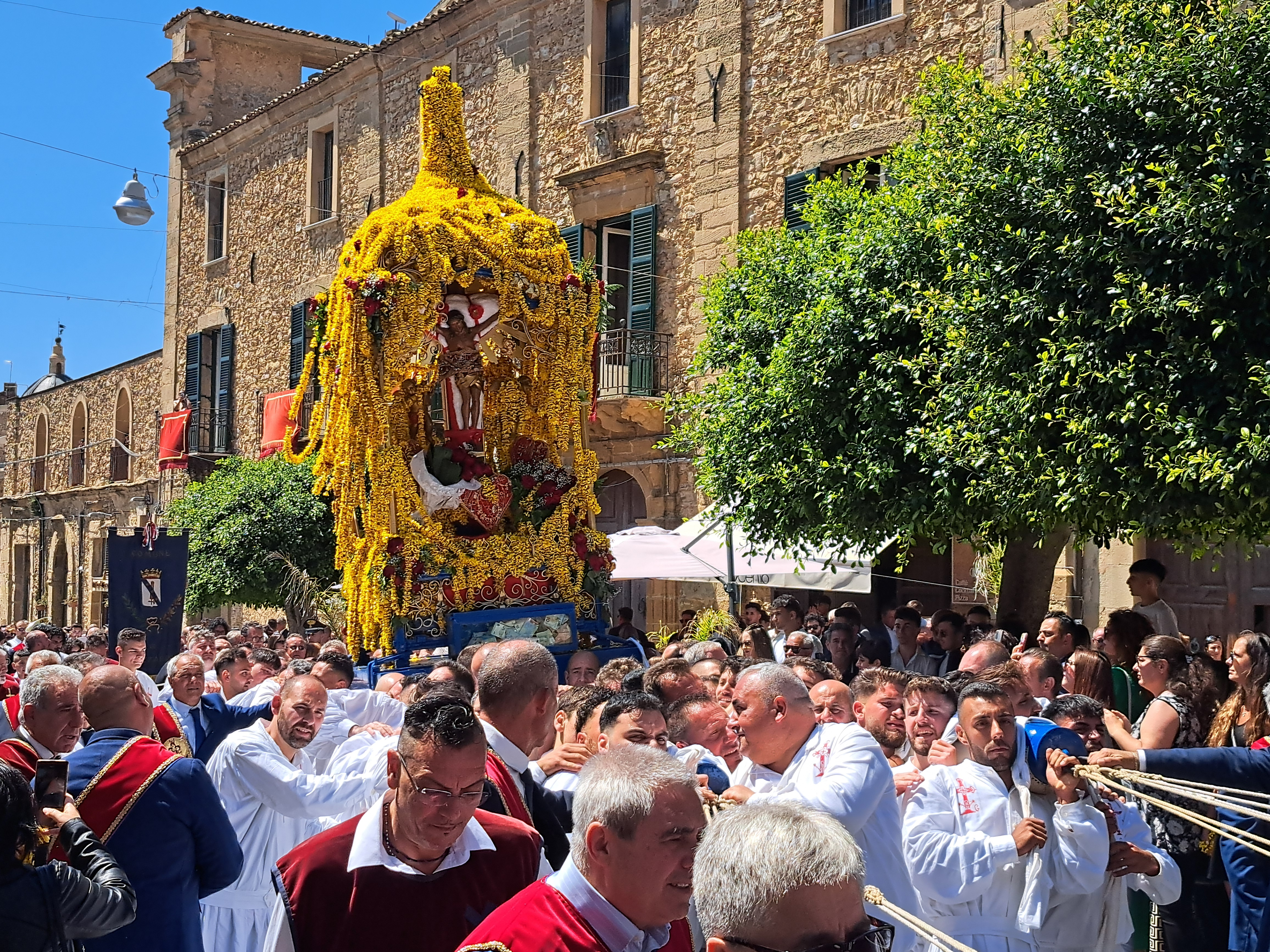
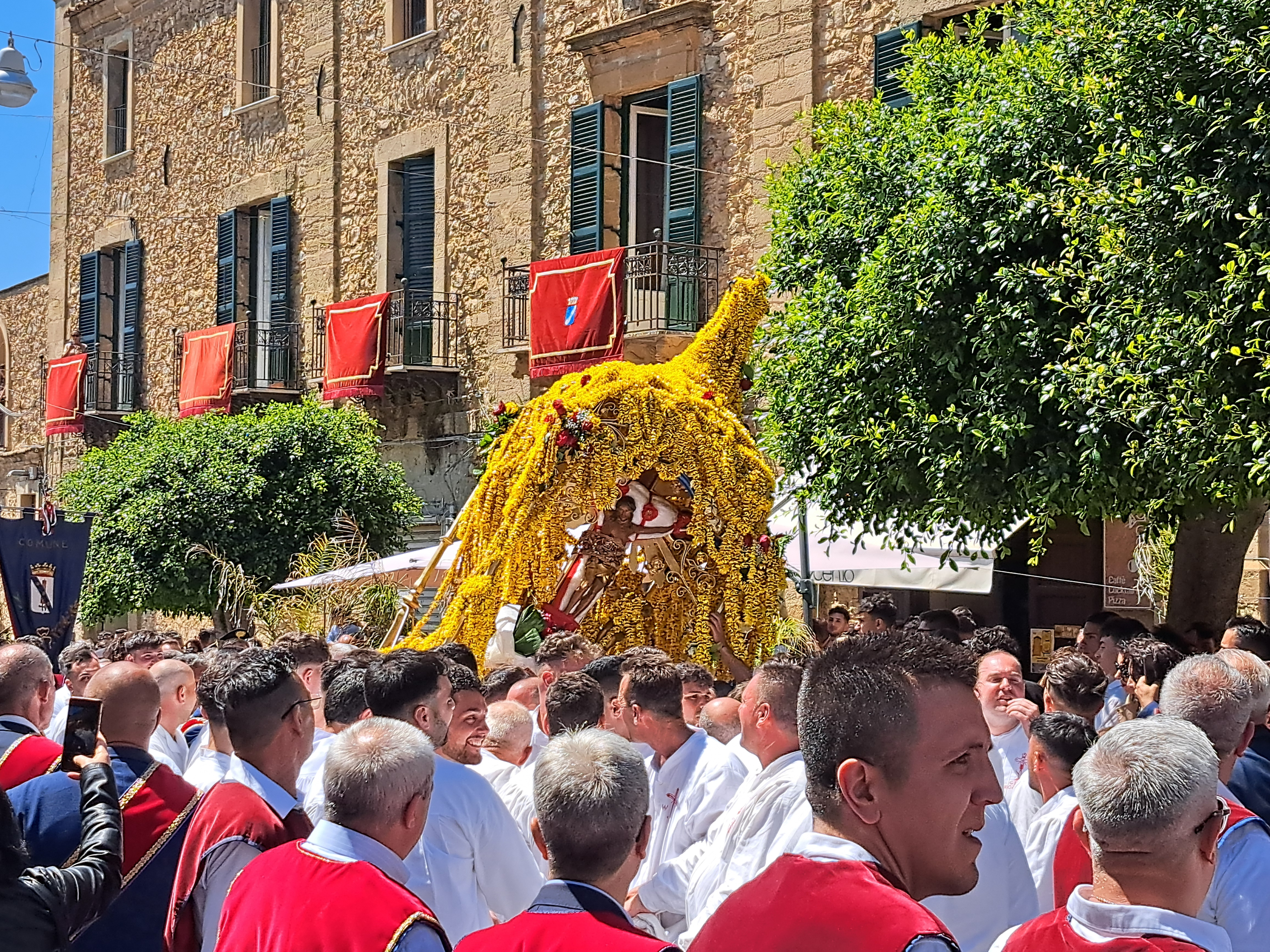
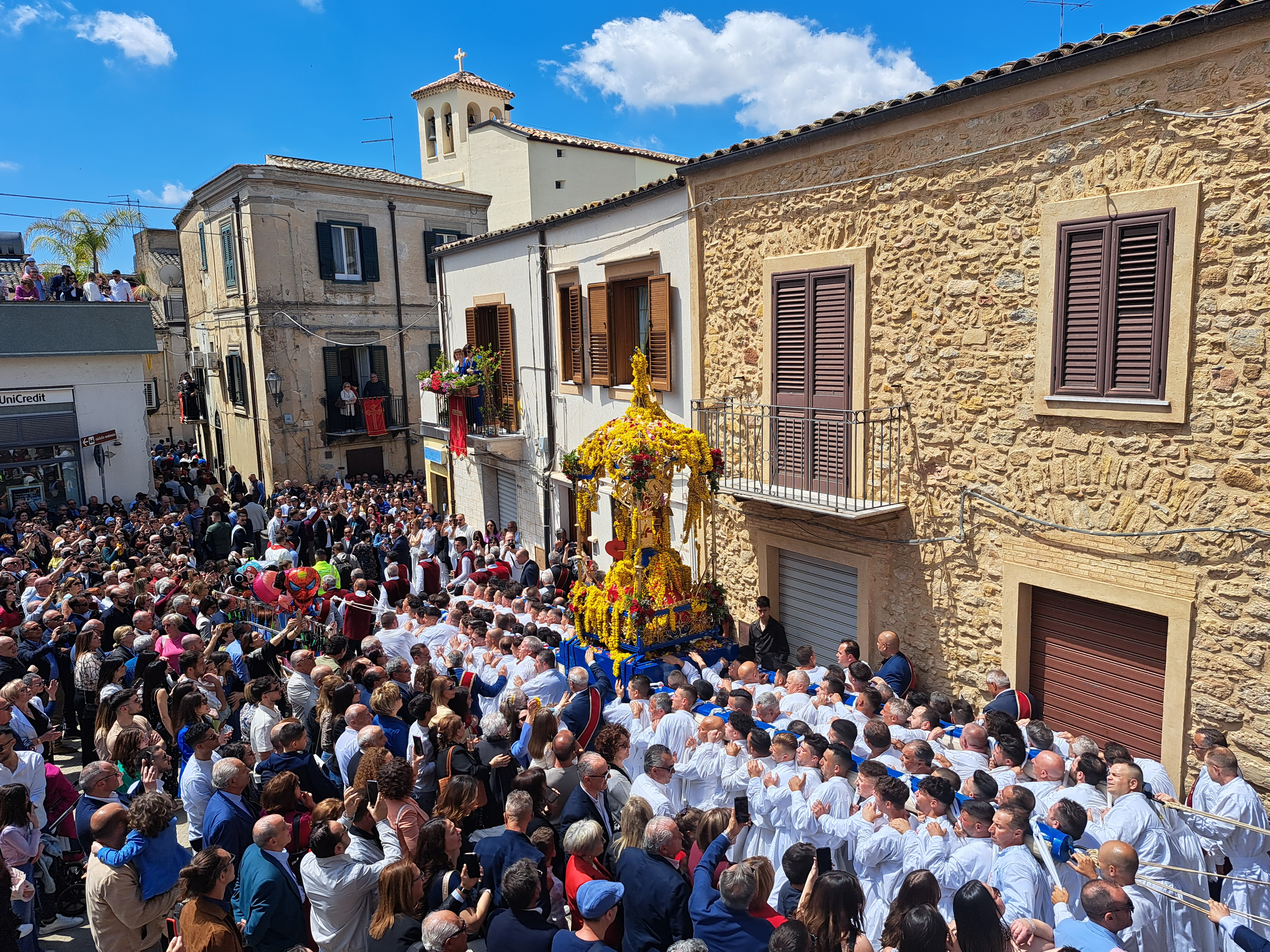
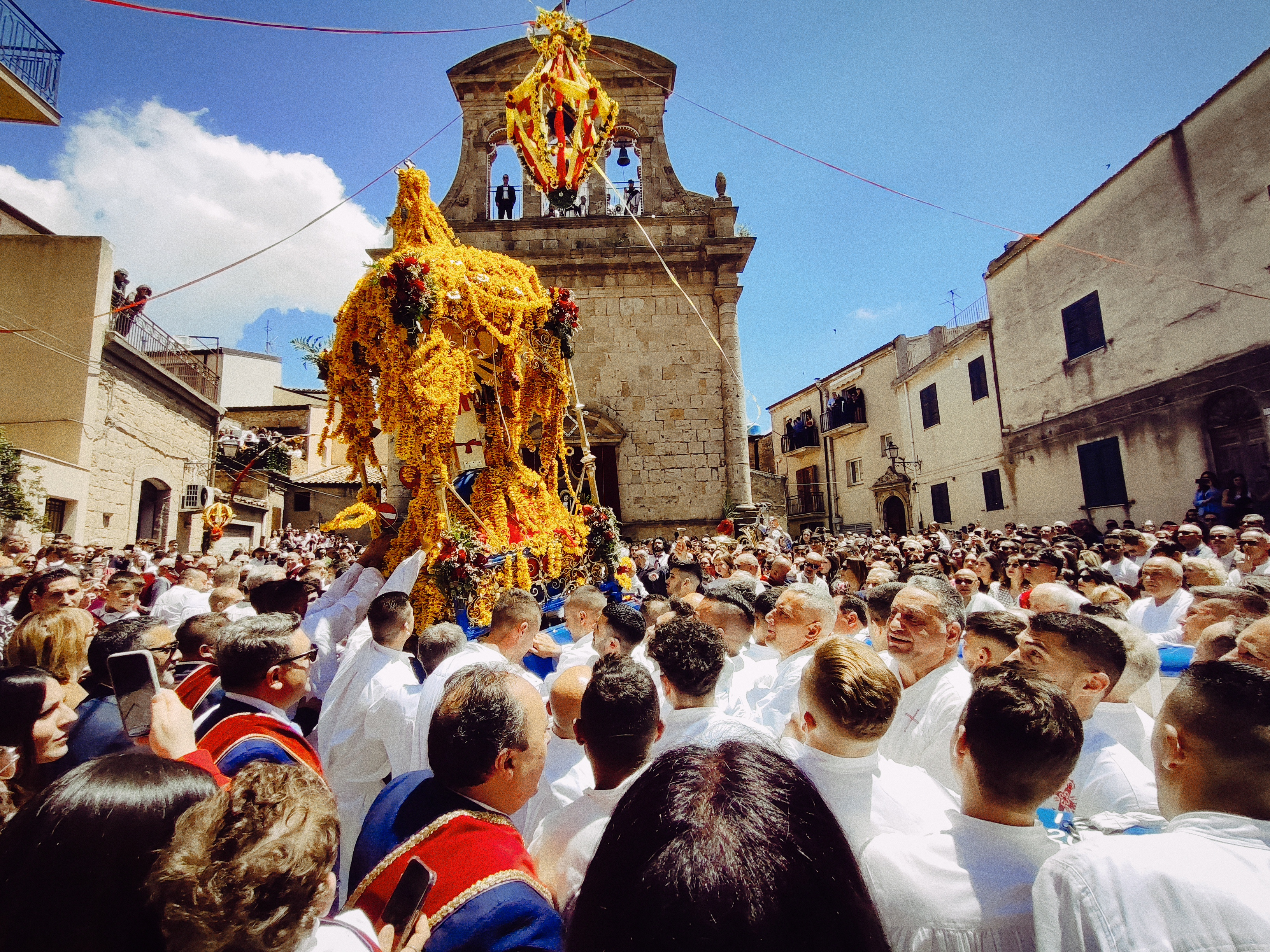
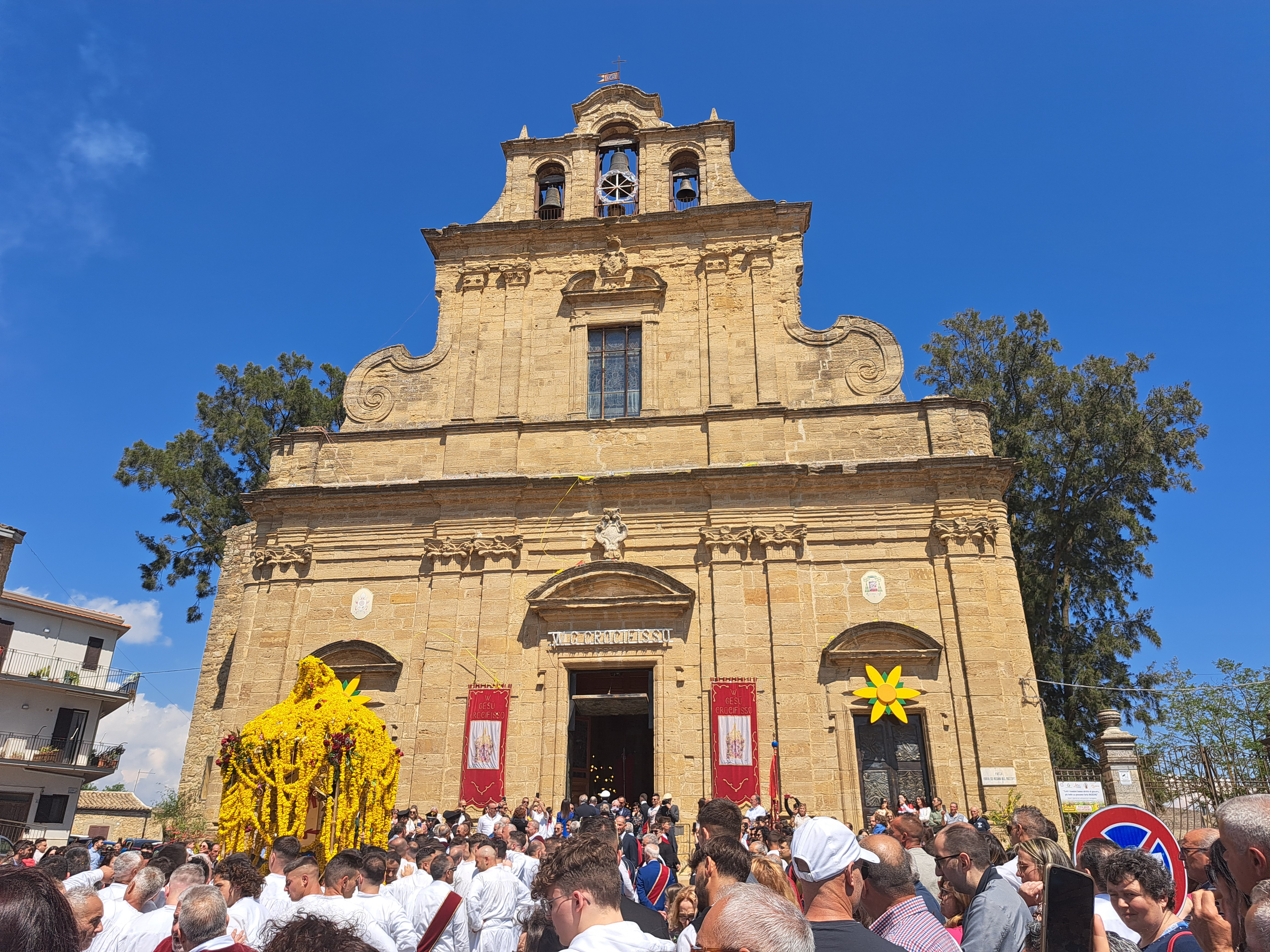
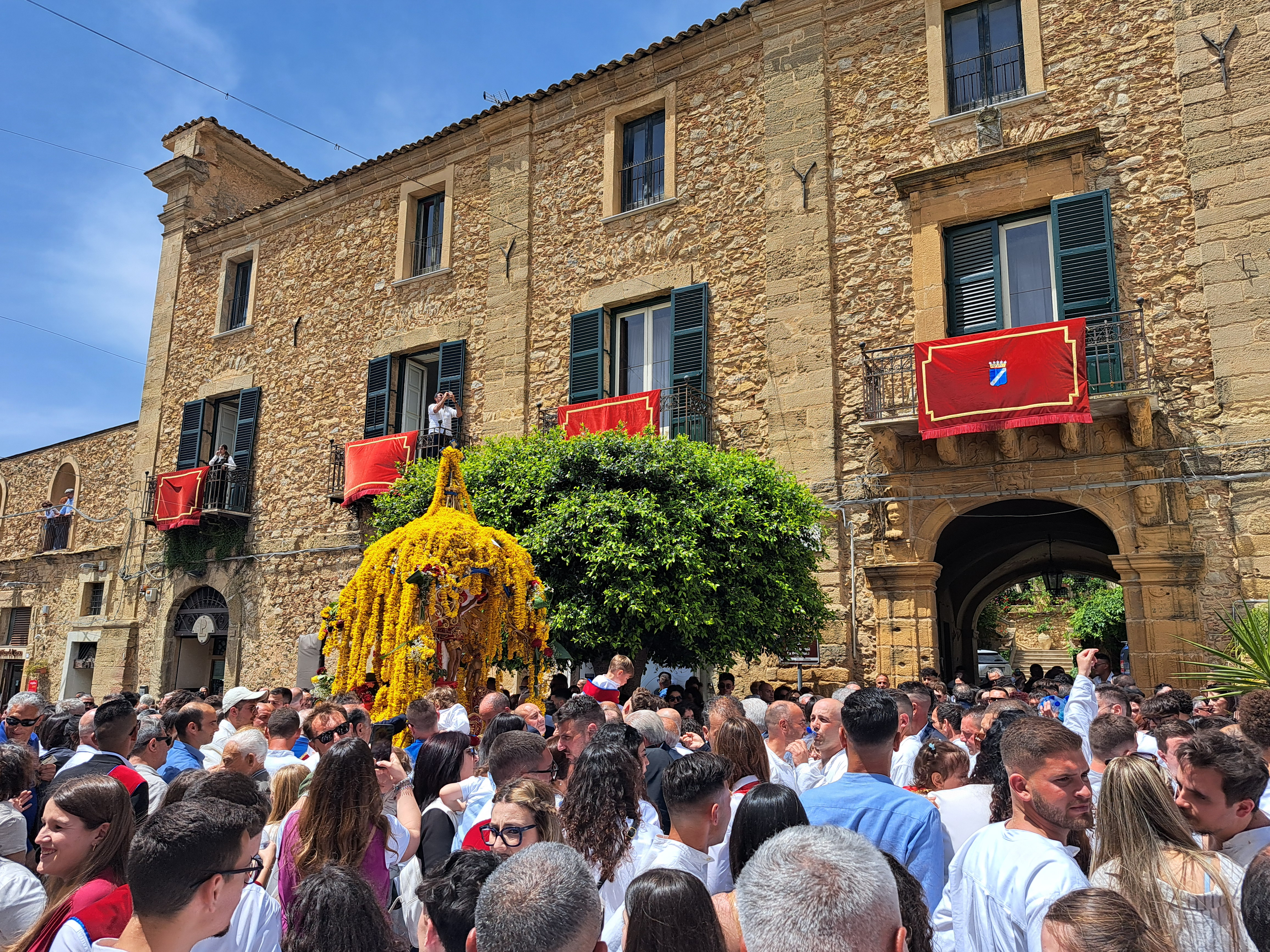
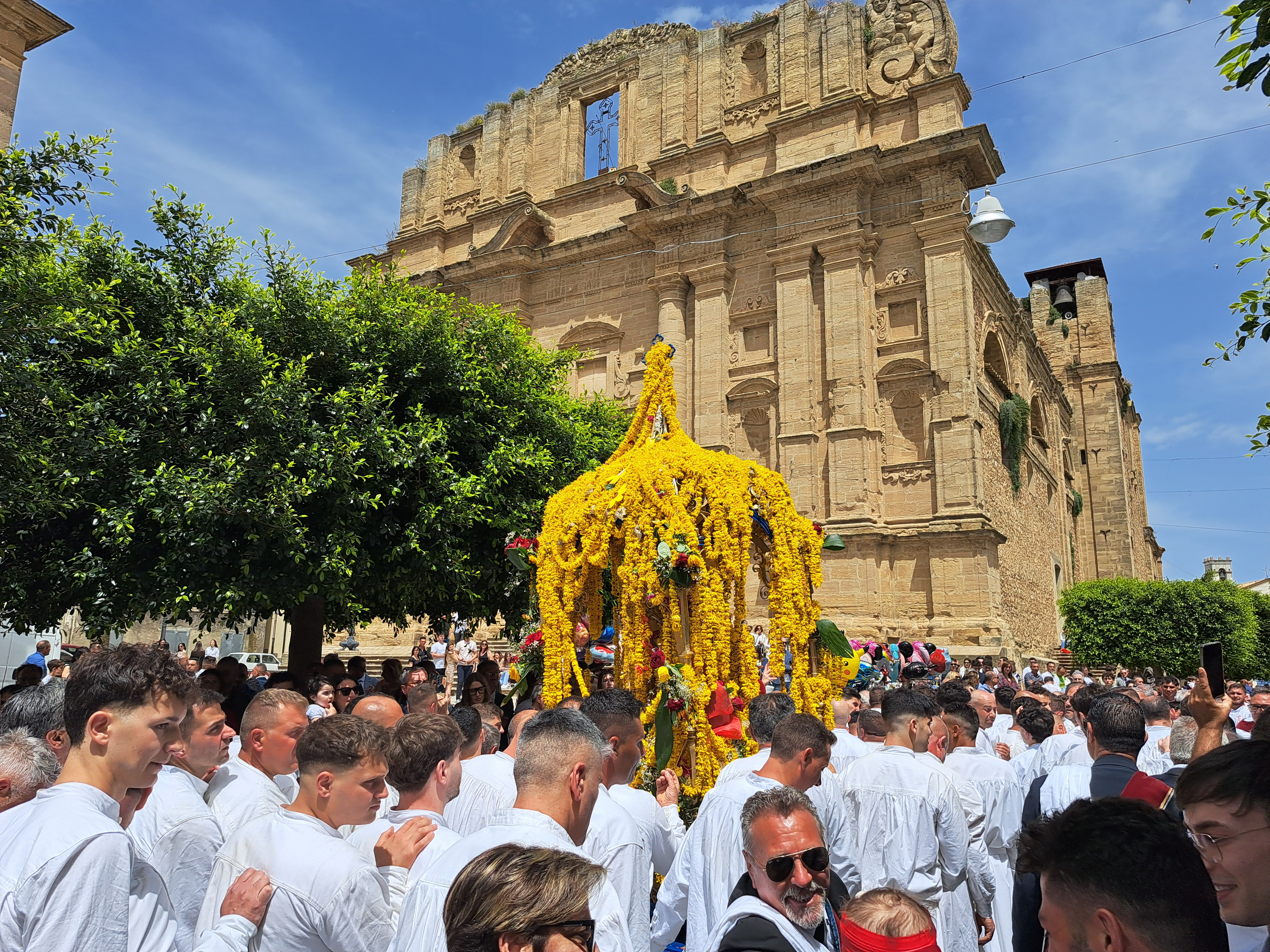
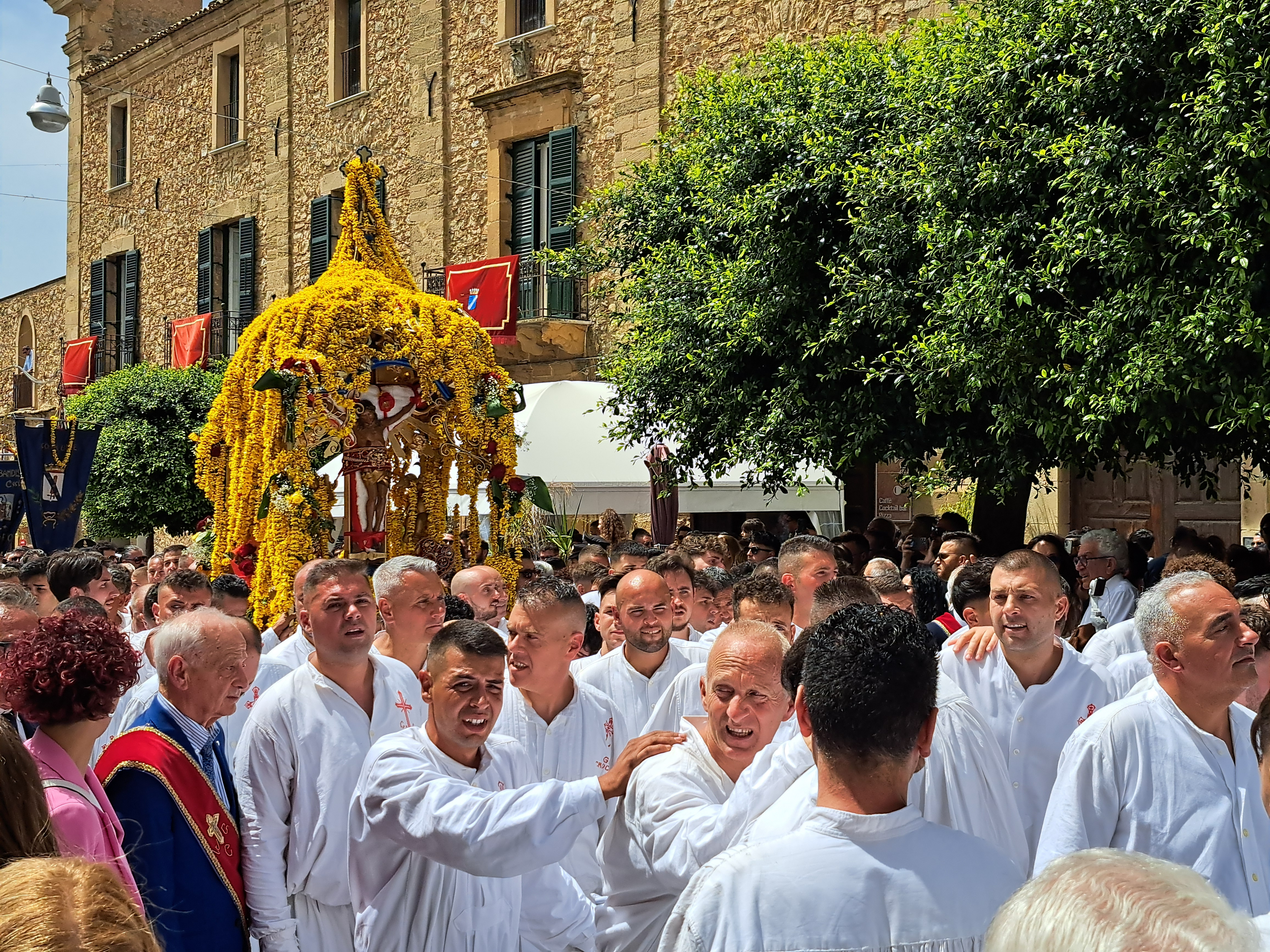
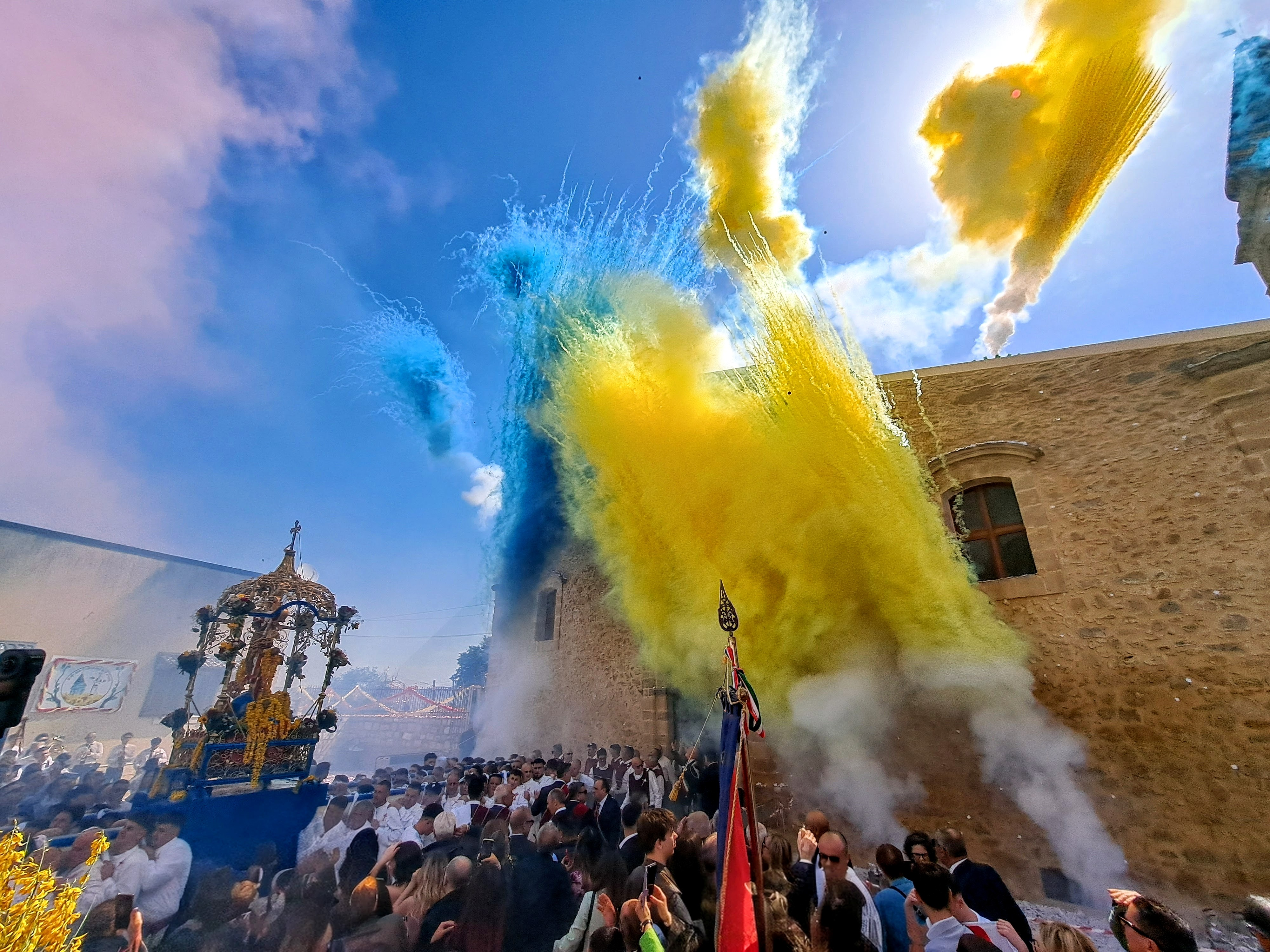
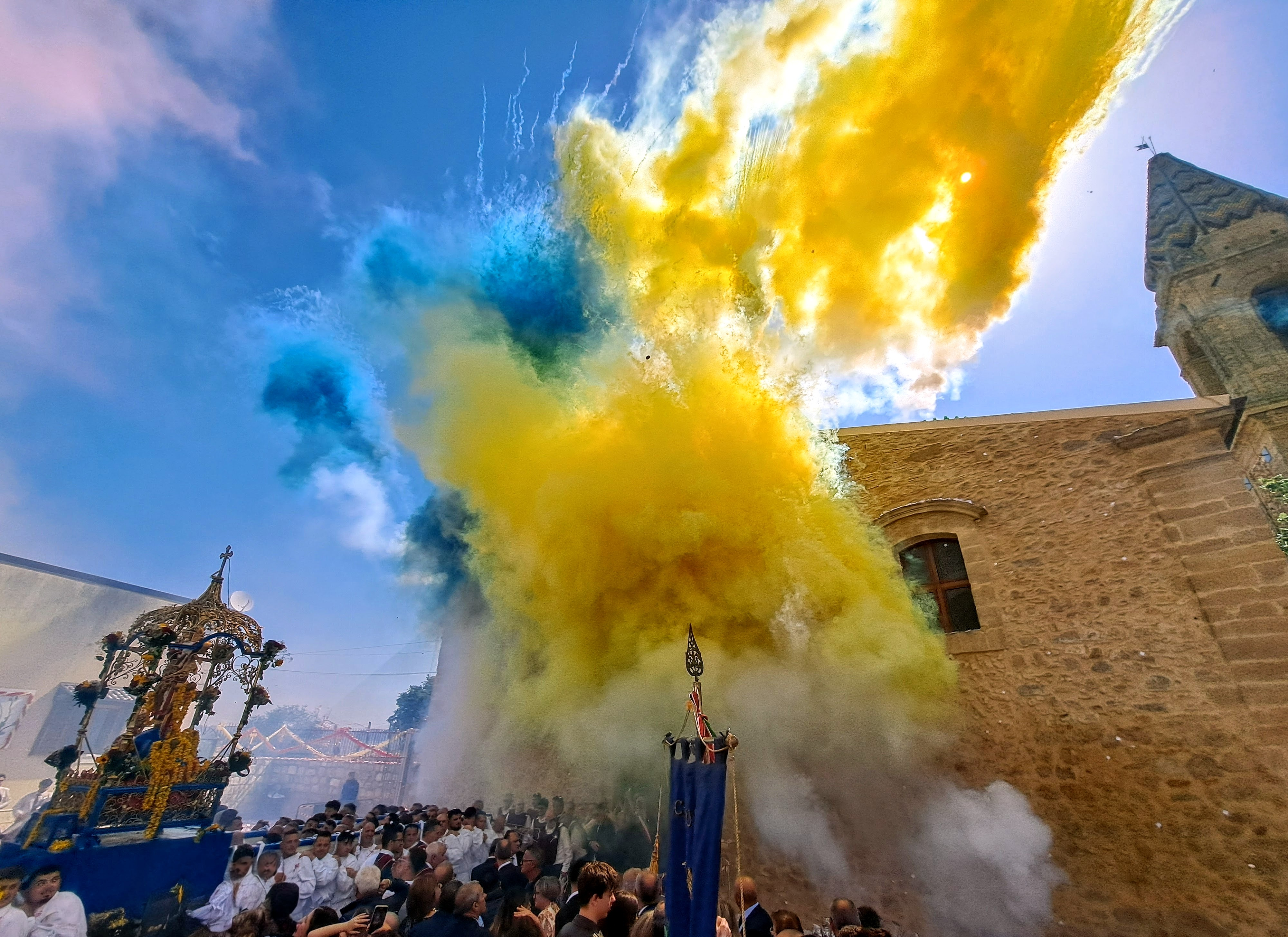
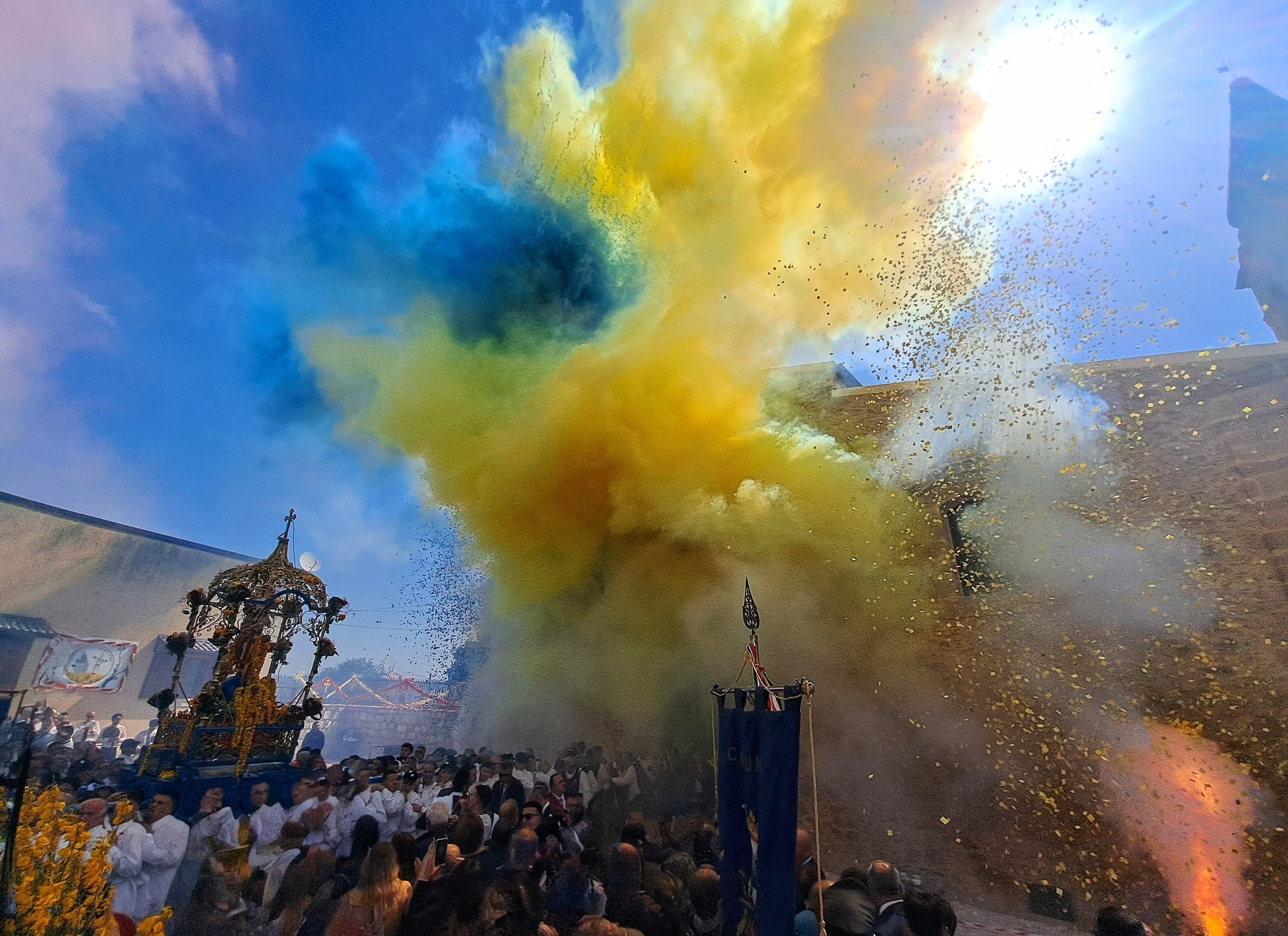
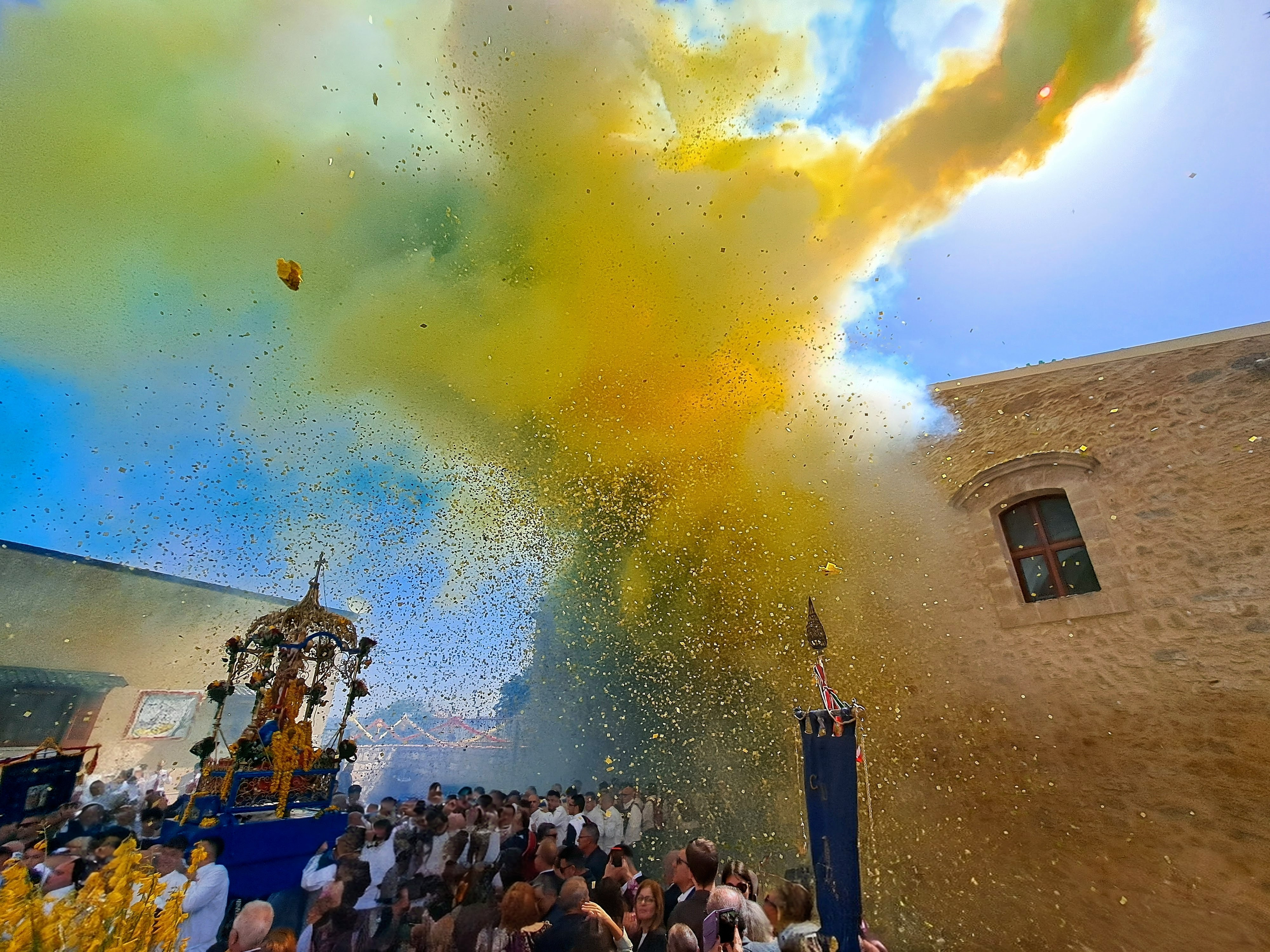
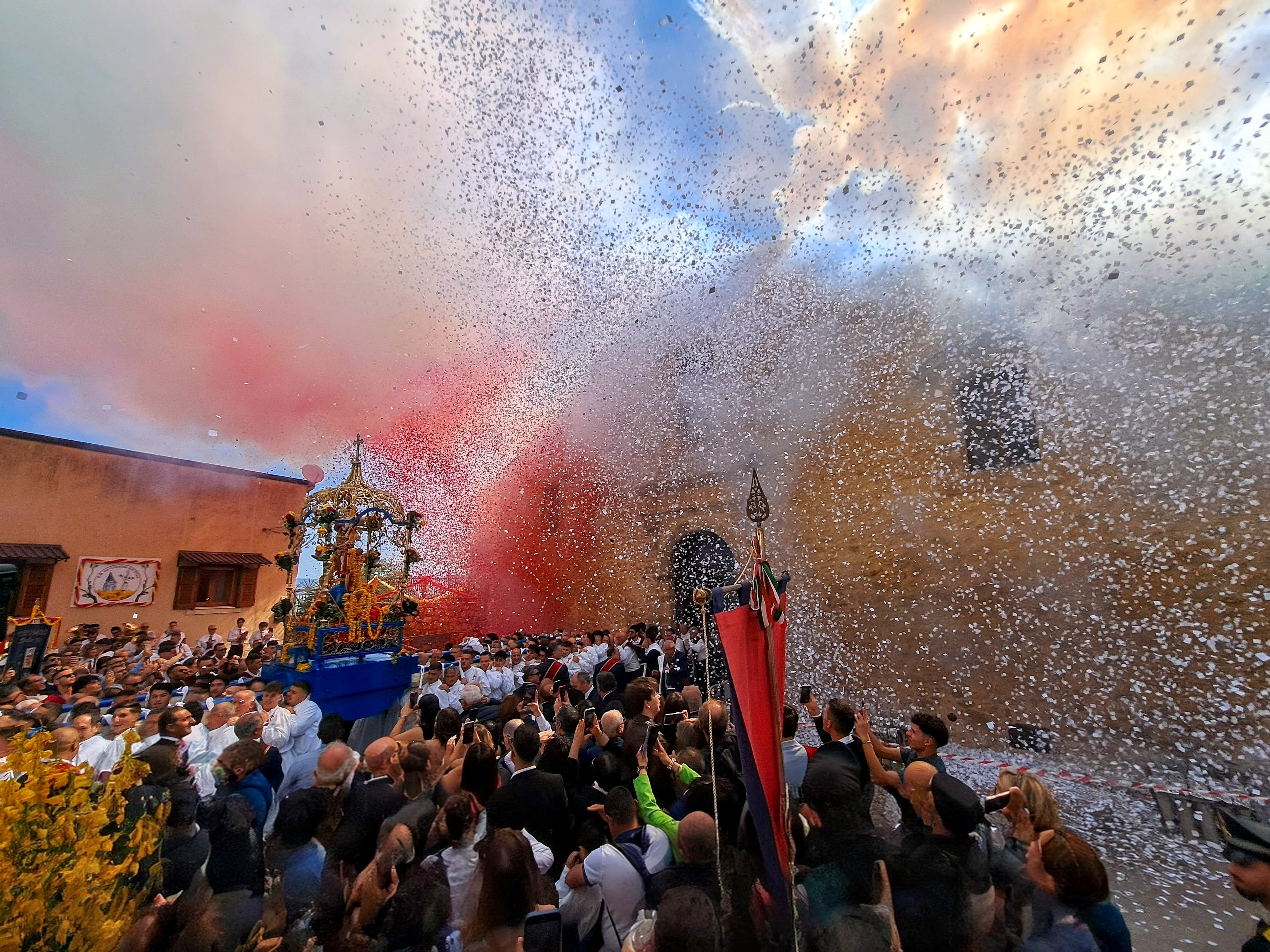
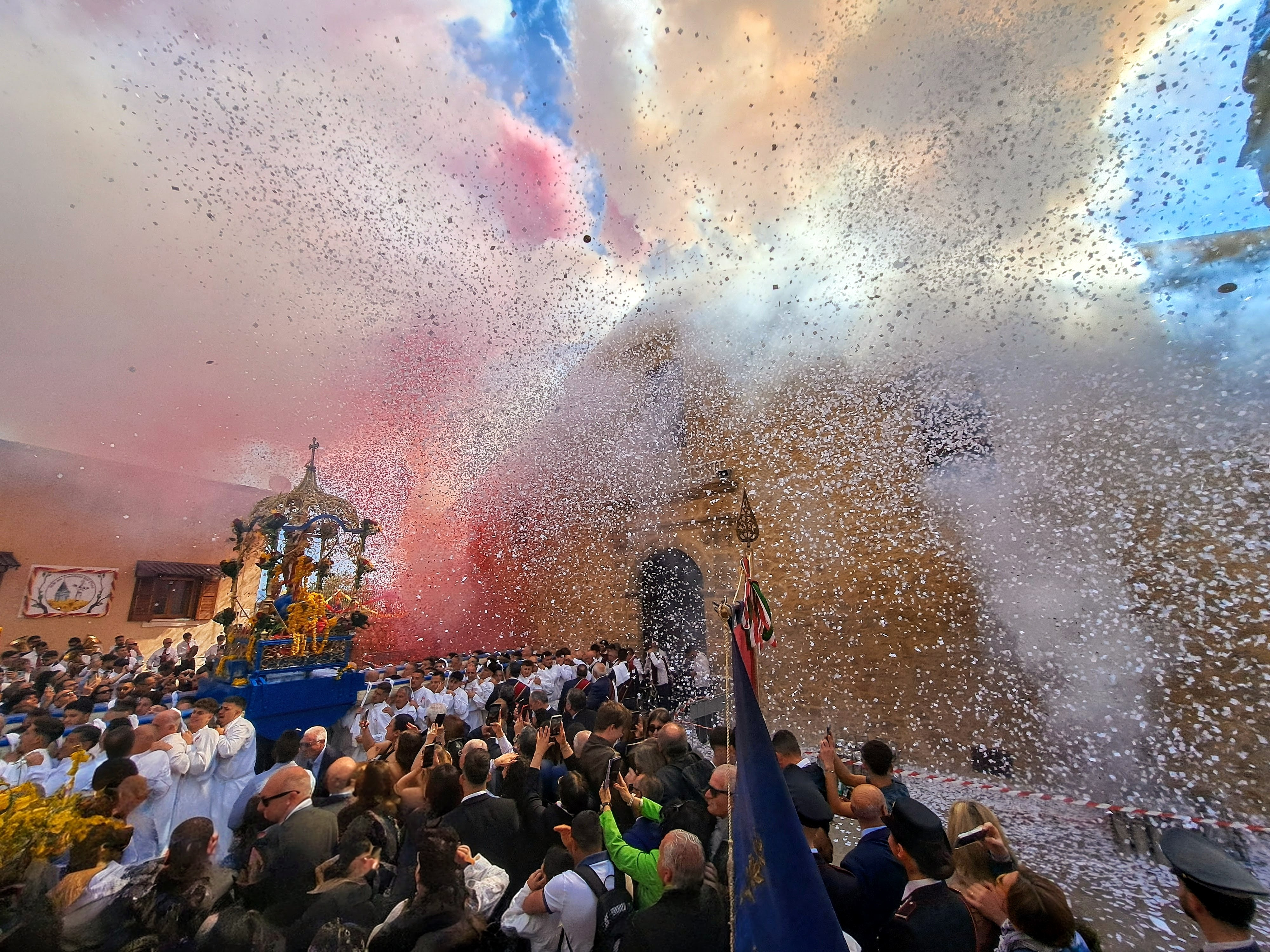
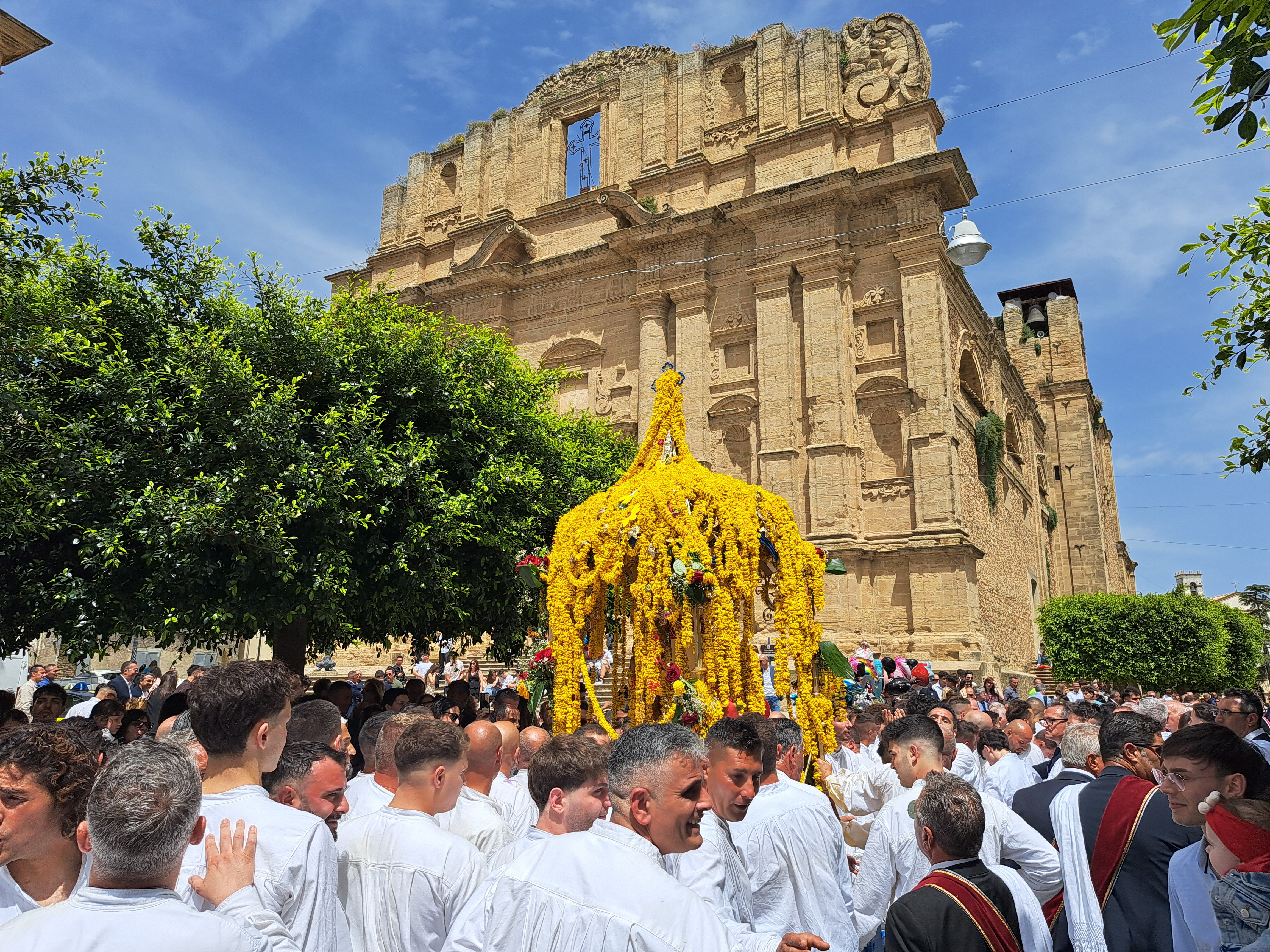
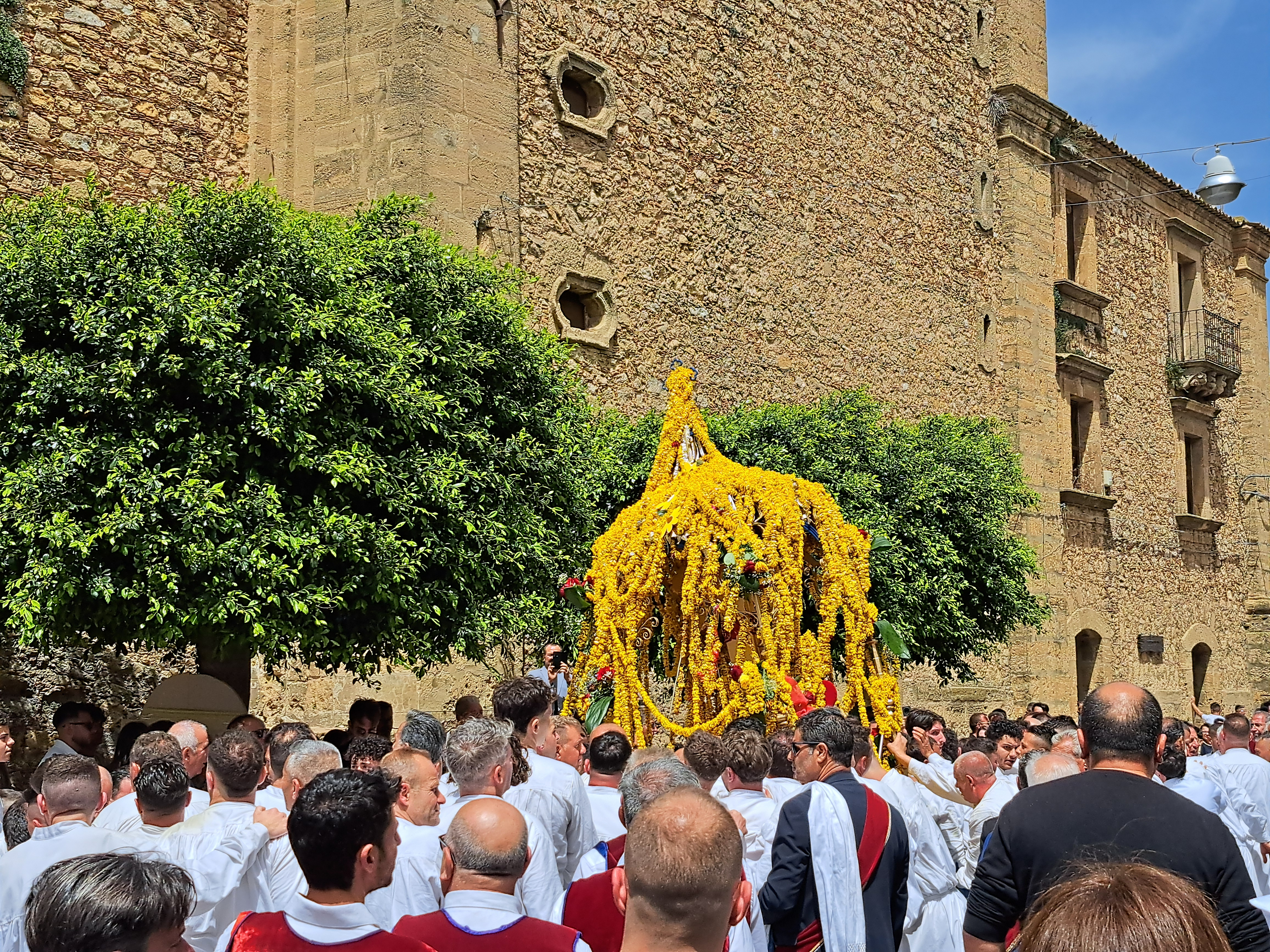
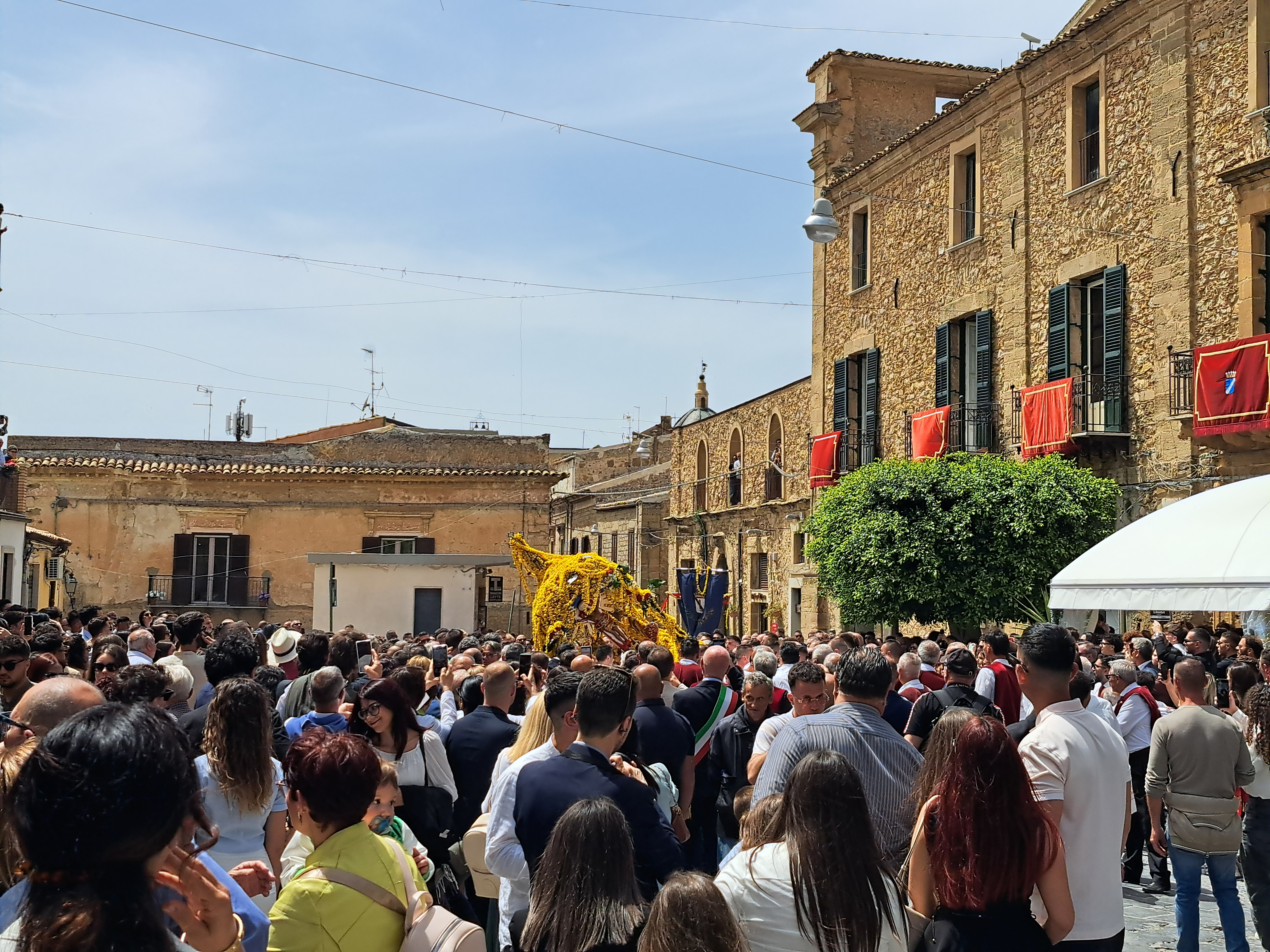
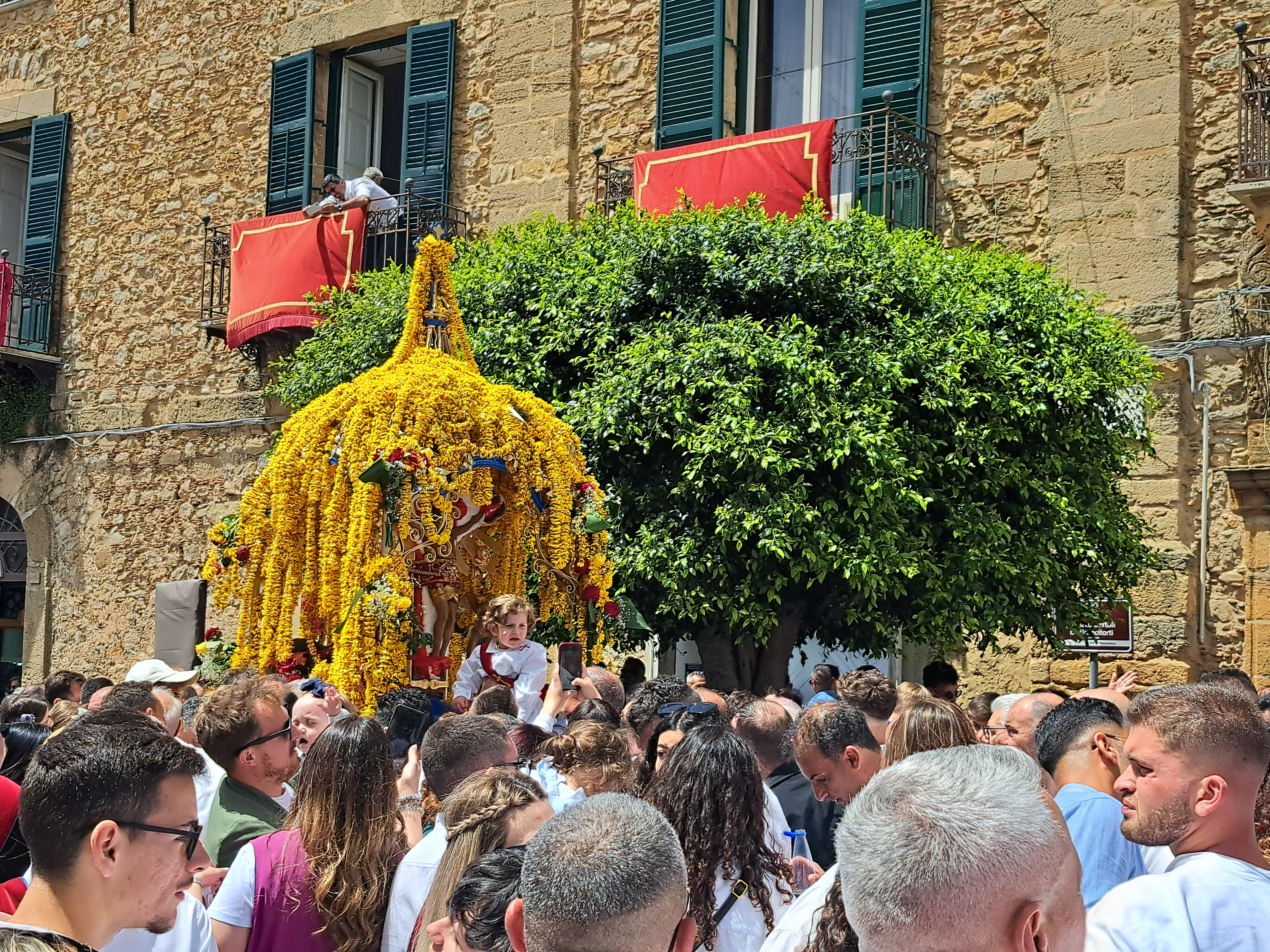
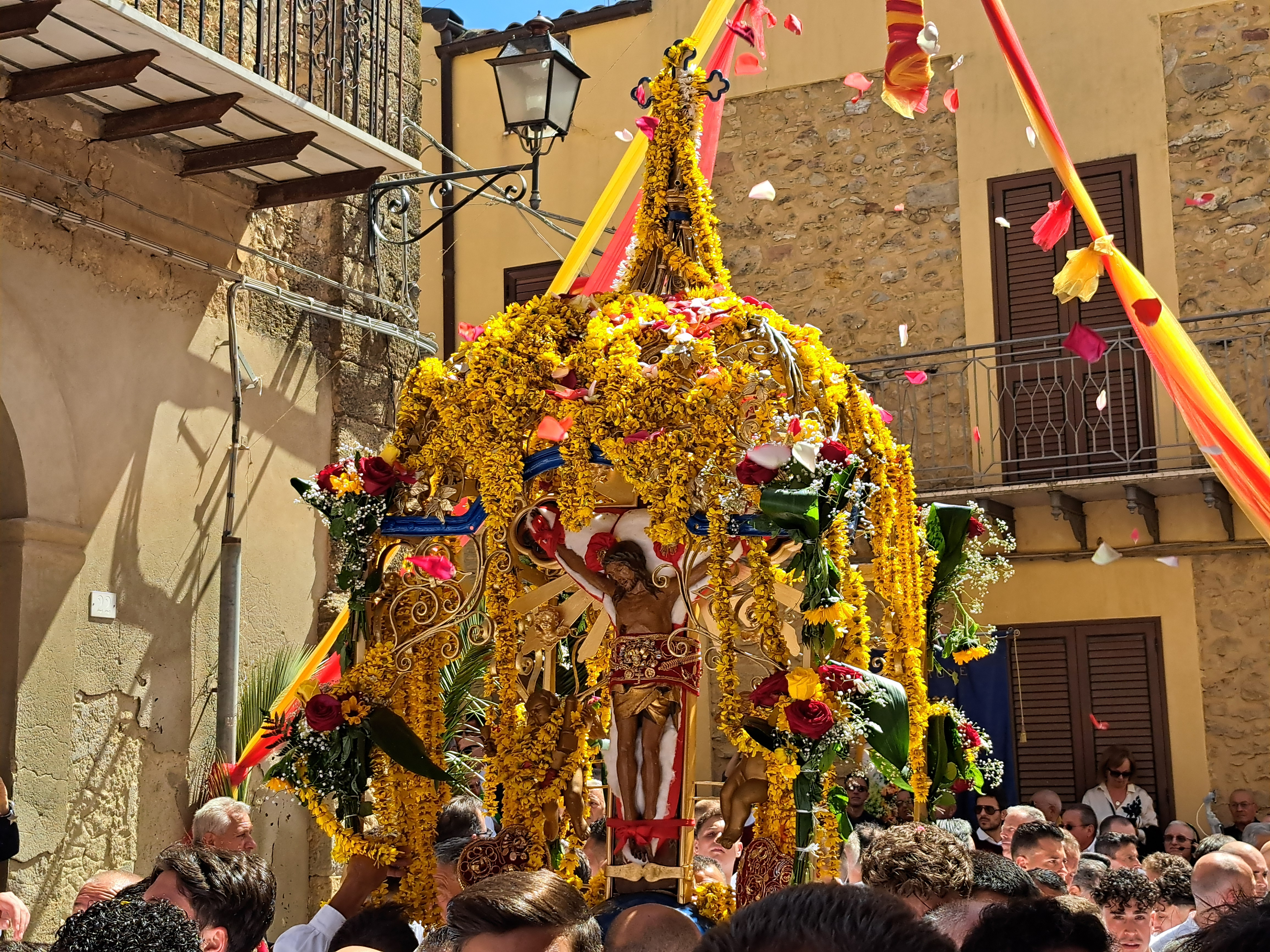
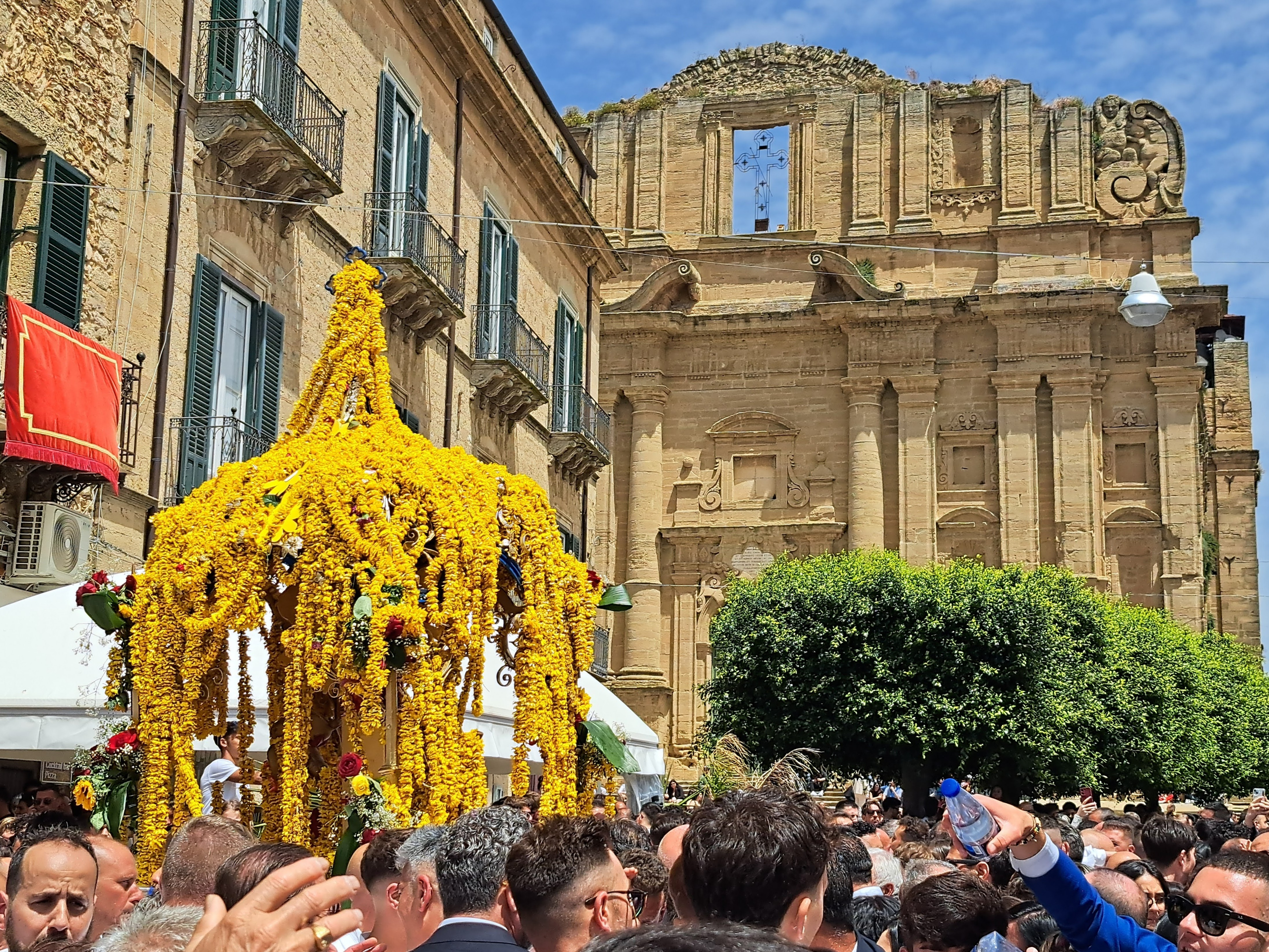